# Guerra de Arauco
La guerra de Arauco fue un prolongado conflicto que se libró principalmente en el extremo sur del continente americano entre el siglo XVI y el siglo XVII, y que enfrentó al Imperio español ―en un principio a través de las empresas privadas de conquista españolas, pero que a partir de 1557 fue derivando paulatinamente a una creciente participación gubernamental, involucrando además a los hispano-criollos― contra los distintos linajes o clanes de los grupos mapuche (moluches, nagches, lafquenches, pehuenches, huilliches y cuncos). Dado el tipo de organización de estos grupos indígenas, carentes de un poder centralizado o sentido de unidad, se produjeron alianzas entre españoles y algunos linajes indígenas y entre linajes para combatir a los contrarios.
El conflicto se libró principalmente en la Araucanía, y hay divergencia respecto a su duración según la historiografía, siendo ubicado su inicio a mediados del siglo XVI y su final a mediados o finales del siglo XVII, o incluso en el siglo XVIII.
La contienda comenzó en un principio como una reacción de los grupos indígenas de la zona a los intentos de los españoles de establecer ciudades y obligarlos a estar bajo el sistema de encomienda. Posteriormente, evolucionó con el tiempo en fases que comprendieron asedios prolongados, expediciones de caza de esclavos, incursiones de saqueo, expediciones punitivas y renovados intentos españoles de asegurar los territorios perdidos. El secuestro de mujeres y las violaciones de guerra eran comunes en ambos bandos.
Después de muchos éxitos españoles iniciales en la penetración de los territorios indígenas, la batalla de Curalaba en 1598 y la posterior destrucción de las siete ciudades marcaron un punto de inflexión en la guerra que condujo al establecimiento de una frontera clara entre los dominios españoles y la tierra de los linajes mapuche independientes. Desde el siglo XVII hasta finales del XVIII se celebraron una serie de parlamentos entre gobernadores reales de la Capitanía general de Chile y lonkos mapuche y la guerra derivó en choques y saqueos esporádicos por parte de ambos bandos.
Debido a lo dilatado que fue para los españoles este conflicto en el Nuevo Mundo, los cronistas de la época lo calificaron como el «Flandes indiano», en referencia a la guerra de los Ochenta Años.

## Características

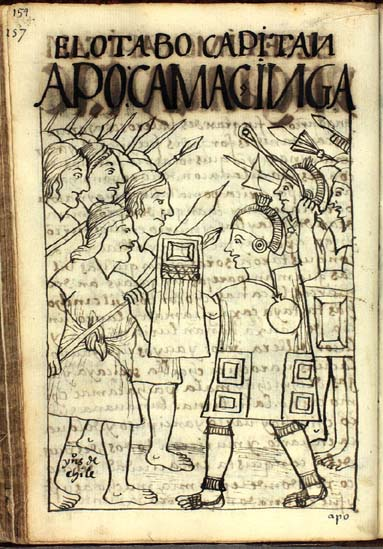
Los mapuches (izquierda) ya se habían enfrentado con fuerzas del imperio Inca durante la tercera expansión de este último, evitando su conquista hacia el sur de Chile.

Los conquistadores españoles, al no tener noticias de grandes civilizaciones o imperios como en México y Perú, además de encontrarse confiados por su victoria en la guerra hispano-inca, esperaban un pronto y fácil sometimiento por las armas de estos pueblos a la Corona y su posterior evangelización.
Según varios cronistas españoles y la posterior tradición popular chilena, los mapuches ("gente de la tierra" en idioma mapudungún) mantuvieron un espíritu de lucha permanente, lograron aprender rápido cómo enfrentar a los españoles, aprovecharon su geografía llena de bosques y montañas para organizar guerrillas. Estos conceptos se resaltan en la obra épica La Araucana, escrita a principios de la colonia por Alonso de Ercilla.
Estas razones ocasionaron una reñida guerra de guerrillas, sin mostrar un vencedor evidente, pues tras la resistencia mapuche, los conquistadores se vieron obligados varias veces a despoblar y retirarse de las zonas territoriales indígenas. La explicación a comportamientos militares tan distintos está en la geografía; el paisaje de estepa del Valle Central de Chile en la zona de Santiago no permitía la lucha de guerrillas ni se disponía de alimentos en la cordillera para refugiarse ahí. No era la misma situación en la zona sur, donde los montes y la selva valdiviana favorecían la lucha guerrillera y hacían difícil el triunfo hispano.
Hubo más de un momento en que la colonización de Chile estuvo a punto de detenerse.
La Guerra de Arauco fue un quebradero de cabeza para los reyes Carlos V, Felipe II, Felipe III, Felipe IV y el Virreinato del Perú, por su irresuelta situación constante en el tiempo y su alto costo pecuniario y de vidas.
Hubo muchos combates en que, alternativamente, la victoria se pasaba de bando a bando. Asimismo hubo intentos y períodos de paz aparente, seguidos de largos períodos de estado de guerra. Los españoles se convencieron, finalmente, de que cualquier intento de paz era inútil y que solo obtendrían la victoria por la fuerza.
Las pestes, tales como el tifus, la viruela, el denominado "chavalongo" y otras enfermedades traídas por los europeos, afectaron gravemente a los indígenas, entorpeciendo su participación en la guerra.
La guerra se fue desgastando en el último tercio debido, en parte, al mestizaje entre los españoles y mapuches, ya que el indígena en sus malones secuestraba mujeres españolas; y los conquistadores españoles, que no tenían muchas mujeres consigo, en sus "malocas" hacían lo mismo. En el fondo, los hombres de ambos bandos raptaban a las mujeres del enemigo.

### Duración del conflicto
Suele indicarse como fecha de inicio de este conflicto la batalla de Reinohuelén, aparentemente librada en 1536 entre parte de la expedición de Diego de Almagro y un cuerpo numeroso de soldados, en la confluencia de los ríos Ñuble e Itata; pero históricamente se asume que con Pedro de Valdivia se inició en 1546, con la batalla de Quilacura, el período de campañas militares que caracterizaron este conflicto.
Su término es, sin embargo, más difuso. Si bien a partir de 1609 cada gobernador de Chile celebraba "parlamentos" con los caciques indígenas, en los cuales se discutía el mantenimiento de la tregua entre ambas partes, los enfrentamientos fueron numerosos. Es más, aunque con la independencia de Chile se concluirían los conflictos de la Guerra de Arauco que sostenían los hispano-criollos con los mapuches, estos seguirían posteriormente como nuevos conflictos chileno-mapuches, que no terminaron completamente hasta 1883, con el proceso conocido oficialmente como Pacificación de la Araucanía u Ocupación de la Araucanía.

## El conflicto en el periodo de la Conquista de Chile

### Antecedentes entre españoles y mapuches (1535-1546)
Batalla de Reinohuelén

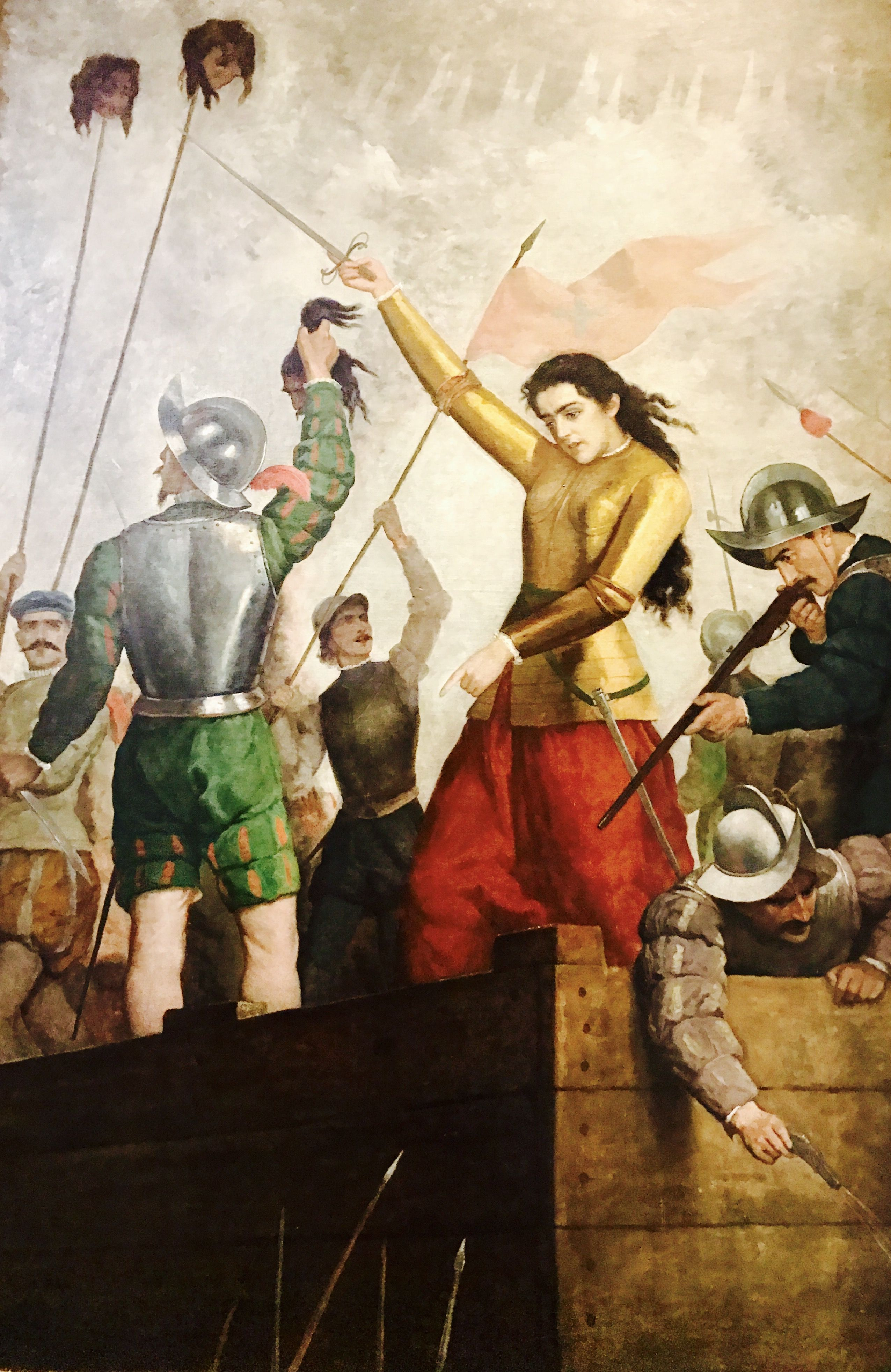
Inés Suárez durante la destrucción de Santiago en 1541 según el óleo de 1897 de José Ortega.

Cuando en 1535 Diego de Almagro realizó el reconocimiento del territorio del actual Chile, envió una avanzada que llegó al río Itata, donde se dice que tuvo lugar en Reinohuelén el primer enfrentamiento entre españoles y mapuches. Debido a la superioridad de las armas y la sorpresa causada por la caballería (los historiadores clásicos chilenos suelen afirmar que los mapuches pensaron que los españoles montados eran un solo ser, aunque esto parece ilógico, pues si bien no conocían a los equinos si conocían a otros animales cuadrúpedos y su uso como carga), esta batalla derivó en una victoria española. Almagro luego regresaría al Perú buscando anexionar el Cusco a su jurisdicción pues la falta de riquezas y las duras penalidades de la travesía lo hicieron desistir de continuar su viaje al sur.
Destrucción de Santiago y guerra en los valles centrales
Luego, ya iniciado el período de la conquista de Chile, con la llegada de Pedro de Valdivia a Chile en 1541, el 11 de septiembre de ese mismo año, Michimalonco, un curaca de origen picunche, fue el gestor de las primeras penurias de los españoles en Chile, al atacar la recién fundada ciudad de Santiago. Entre 1540 y 1545 los promaucaes y otros grupos antes sujetos a los incas guerrearon contra los españoles y fueron derrotados.
En septiembre de 1543 arribó a Valparaíso un buque proveniente del Callao, que traía al comerciante español Francisco Martínez Vegaso con el objetivo de venderle ropa, armamento y provisiones a los conquistadores. Meses después llegó su hermano, Lucas Martínez Vegaso, a realizar el mismo negocio tras el naufragio de su embarcación en Topocalma.
En 1544 fondeó en su rada el barco comandado por el almirante genovés Juan Bautista Pastene que iba en ayuda de Pedro de Valdivia, el cual lo nombraría lugarteniente en el mar, además de declarar a Valparaíso como el puerto de Santiago. Pastene salió rumbo al norte al día siguiente del nombramiento, 4 de septiembre, con los buques San Pedro y Santiaguillo, y no regresó hasta fines de 1547. Tocó tierra en la bahía de San Pedro, en Concepción, y posteriormente en Valdivia, tierra bautizada en honor de su capitán general. Luego volvió a Valparaíso.

### Inicio de la "Guerra de Arauco": Campañas entre 1546 y 1656
Con el objeto de dar seguridad a la ciudad de Santiago y aumentar el territorio de su jurisdicción, Valdivia resolvió realizar y comandar personalmente una expedición hacia Arauco, hecho con el cual da comienzo formal a la llamada "Guerra de Arauco".

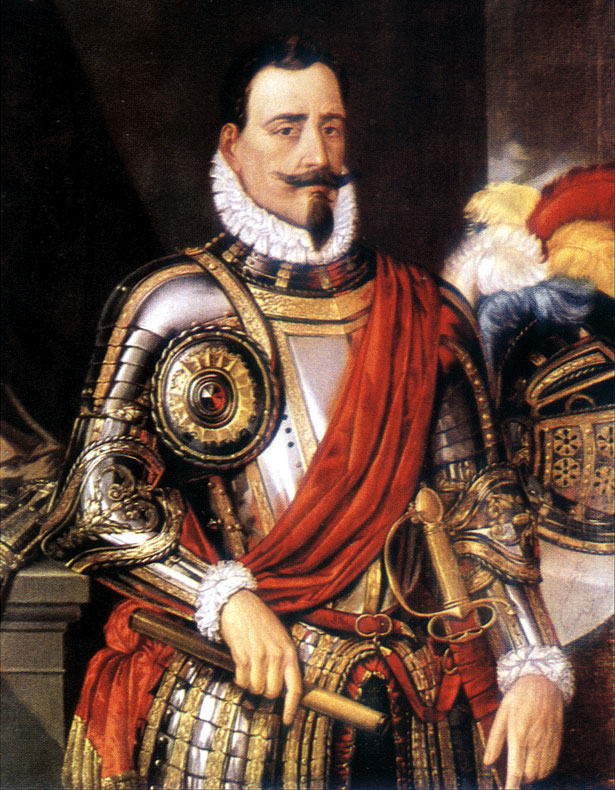
Pedro de Valdivia en un retrato de 1854 por Federico Madrazo.

#### Batalla de Quilacura (1546)
En febrero de 1546, Valdivia parte hacia el inexplorado sur, llegando a los márgenes del río Biobío. En esta campaña partió con 60 jinetes, más miles de indios auxiliares. En el río Biobío, fue atacado por los mapuches en la Batalla de Quilacura. Viendo que le sería imposible continuar con tan escasas fuerzas por un terreno tan hostil, Valdivia decidió replegarse a Santiago, y vuelve cuatro años después y los derrota en las batallas de Andalién y de Penco.
Batalla de Andalién (1550)
Sucedió el 22 de febrero de 1550 en una zona pantanosa del río cerca de la actual Concepción llamado Andalién. Acamparon y de noche fueron atacados por sorpresa por un gigantesco ejército indígena al cual apenas lograron rechazar por el uso de armaduras, armas de fuego y caballos. Los españoles ganaron la batalla gracias a la superioridad de sus armas. En esta batalla Lautaro participó como escudero de Valdivia.
Batalla de Penco (1550)
Sucedió el 12 de marzo de 1550, en ésta el toqui Ainavillo planeó un ataque contra el fuerte español de Penco. Los conquistadores, ya conocedores de la presencia de Ainavillo arrasaron con sus fuerzas aún en desorden tras la primera carga. Los mapuches huyeron por un terreno imposible de transitar para la caballería o la infantería hispana.
Estas victorias le permitieron a Valdivia fundar Concepción, La Imperial, Valdivia, Villarrica y Los Confines.

### Primera gran rebelión del pueblo mapuche

#### Batalla de Tucapel (1553): Muerte de Pedro de Valdivia
El joven mapuche Lautaro, aprovechando sus conocimientos aprendidos en el ejército español (obtenidos al haber sido "paje" o sirviente de Valdivia), luego de fugarse enseñó a su pueblo las tácticas de guerra españolas e introdujo el uso del caballo dando origen a los primeros escuadrones de caballería mapuche. Luego de ganarse la confianza de los loncos condujo una rebelión contra los españoles.
Con sorprendentes tácticas para la época, neutralizó a la caballería española, y en la batalla de Tucapel (1553) capturó y dio muerte a Valdivia junto con todos sus hombres y miles de indios (diversas versiones relatan que tras esa batalla se extrajo el corazón de Valdivia y fue comido por los propios mapuches).
Tucapel será un hito en la historia de la guerra, ya que fue la primera batalla en campo abierto perdida por los españoles, donde se demostró la efectividad de las formas de luchar introducidas por Lautaro. Llegadas a Concepción estas nuevas y terribles noticias, se organizó un destacamento que fue dotado de cañones e infantería de primera al mando de Francisco de Villagra, quien enfrentaría el avance mapuche en la batalla de Marihueñu.

#### Campañas mapuches de Lautaro

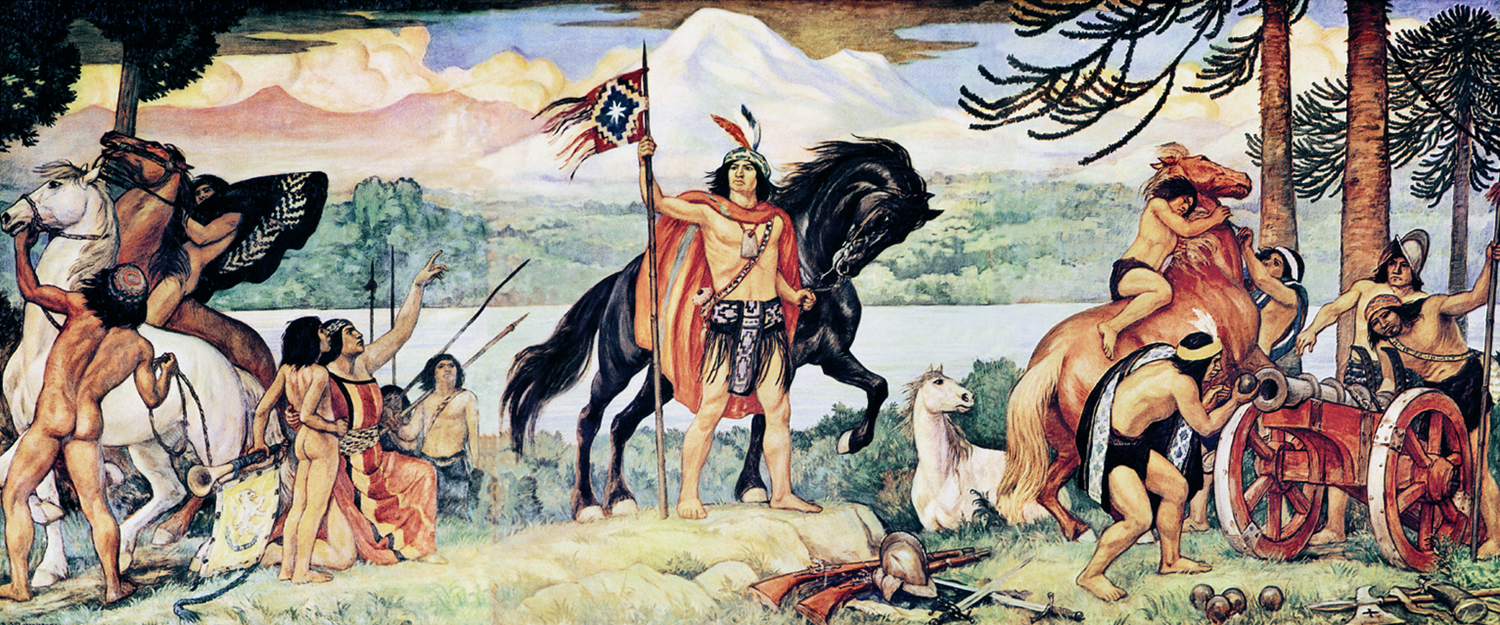
Tríptico El joven Lautaro de Pedro Subercaseaux.

Luego de la derrota de Tucapel, los españoles reorganizaron sus fuerzas, reforzando La Imperial para su defensa y abandonando Confines y Arauco para reforzar Concepción. Sin embargo, la tradición araucana imponía una larga celebración de la victoria, la cual impidió a Lautaro explotar el éxito obtenido, como era su deseo. Solo en febrero de 1554 logró reunir un ejército de 8000 hombres, justo a tiempo para enfrentarse a la expedición española al mando de Francisco de Villagra.

##### Combate de Marihueñu
Lautaro eligió la cuesta de Marihueñu para combatir a los españoles y organizó sus fuerzas en cuatro divisiones: dos tendrían la misión de contener y desgastar a su adversario, otra pasaría al ataque una vez que las anteriores cumplieran su objetivo, y una cuarta maniobraría para cortarle la retirada. Además, un pequeño grupo fue enviado a destruir el puente de balsas que los españoles habían tendido sobre el río Biobío, lo cual dificultaría aún más la retirada de Villagra. Dicha confrontación acaeció el 24 de febrero de 1554, desde las 8 hasta las 15 horas aproximadamente.
El ataque español rompió la primera línea mapuche, pero la acción de la tercera agrupación mantuvo la posición de los indios. Luego, las alas de esas agrupaciones atacaron los flancos de los conquistadores, y la cuarta agrupación los atacó por la espalda. Luego de varias horas de combate, solo una pequeña parte de los españoles logró retirarse. En este combate Villagra estuvo muy cerca de ser capturado.

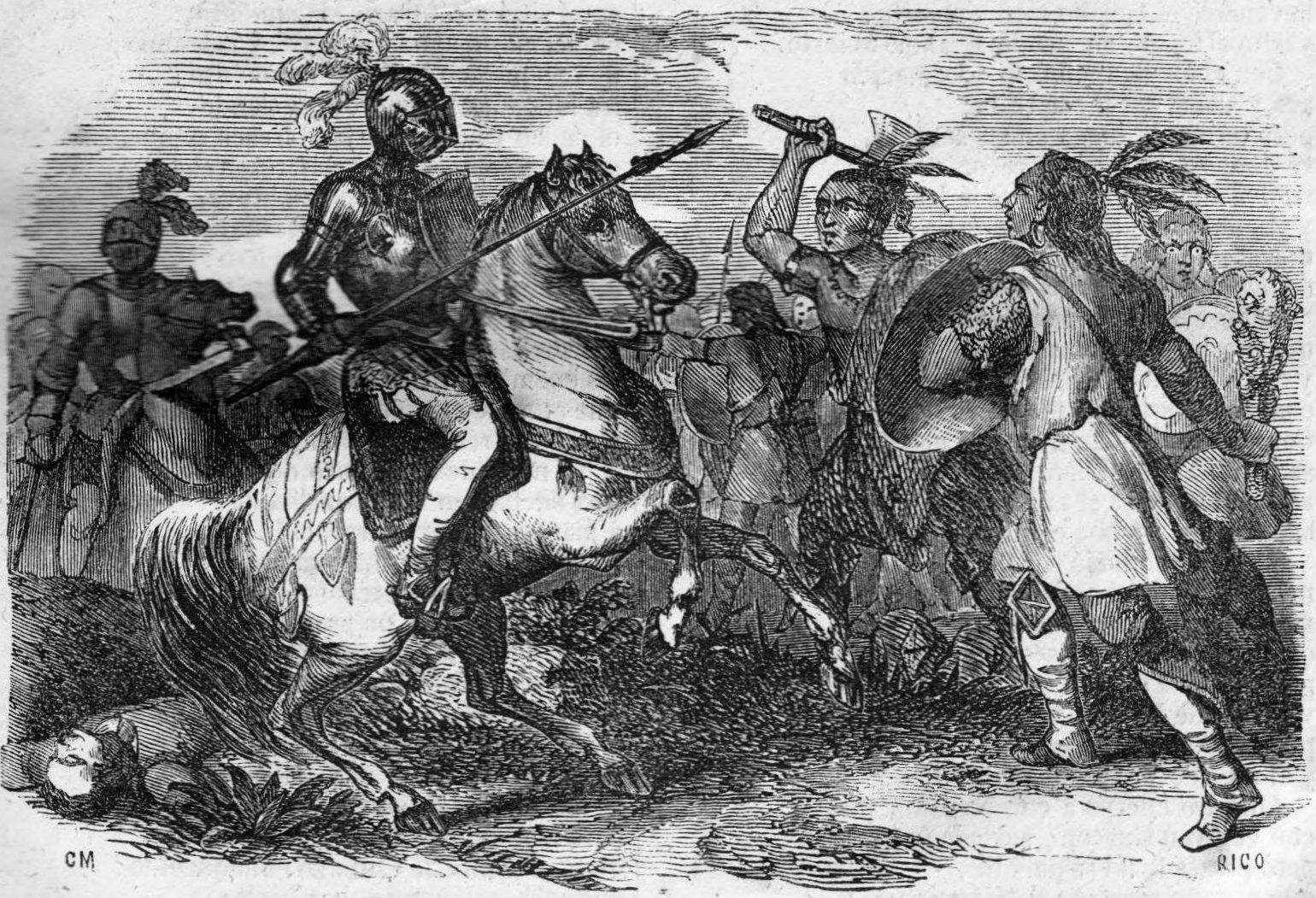
Batalla entre mapuches y españoles

A pesar de esta nueva victoria, Lautaro, una vez más, no pudo aprovechar su ventaja debido a las celebraciones y creencias de su pueblo. Cuando, finalmente, pudo llegar a Concepción, ésta ya había sido abandonada. Luego de quemarla, no pudo seguir atacando los fuertes restantes, pues la campaña se dio por terminada y los guerreros se desmovilizaron.
En Santiago, Villagra reorganizó sus fuerzas, y ese mismo año 1554 marchó nuevamente a Arauco y reforzó los fuertes de Imperial y Valdivia. Las dos guarniciones entonces devastaron los campos circundantes y quemaron los jardines y casas de los mapuches, dando como resultado el hambre y una epidemia de lo que el mapuche denominó chavalongo. En 1555, la Real Audiencia de Lima dispuso que se reconstruyera Concepción, lo cual se hizo bajo el mando del capitán Juan de Alvarado. Lautaro, al saber que Concepción estaba siendo reconstruida, la atacó en diciembre de 1555 con unos 4000 guerreros y puso sitio a la ciudad, que fue tratada de hacer nuevamente por Alvarado, sin éxito. Solo 38 españoles escaparon por mar de la nueva destrucción de la ciudad.

##### Marcha a Santiago
Después de las acciones en el Biobío, Lautaro planeó una ofensiva contra Santiago, que contó con escaso apoyo entre sus pares, aunque consiguió reunir alrededor de 600 hombres. En octubre de 1556 alcanzó en su marcha el norte del río Mataquito, donde construyó un campamento fortificado en Peteroa, cerca de Teno. Desde ese lugar realizó reconocimientos hacia Santiago.
En Peteroa rechazó a pequeñas fuerzas españolas que lo atacaron al mando de Diego Cano. Reuniendo a los hombres derrotados y reclutando a más, Francisco de Villagra atacó la fortaleza de Lautaro en la batalla de Peteroa sobre varios días pero no pudo tomarla. Lautaro entonces se retiró hacia el río Itata, hasta donde fue seguido en 1557, aunque en una hábil maniobra estratégica en vez de enfrentar a los españoles, los dejó pasar y luego marchó a Santiago nuevamente.
Pese al secreto con que los mapuches marchaban, el Cabildo de Santiago supo de su avance y envió una pequeña expedición a detenerlo, mientras se avisaba a Villagra que regresara a la ciudad. Las fuerzas españolas se reunieron y, presumiblemente por la traición de un mapuche, tuvieron conocimiento del lugar del campamento de Lautaro. El 29 de abril los conquistadores atacaron por sorpresa su campamento en Mataquito, desde los cerros de Caune, obteniendo una decisiva victoria y resultando en la muerte de Lautaro.

#### Campañas de García Hurtado de Mendoza

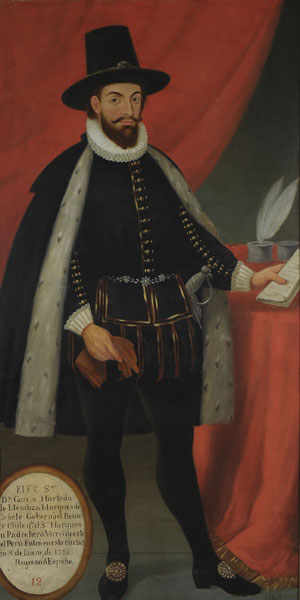
García Hurtado de Mendoza, gobernador de Chile que introdujo el uso de cañones en la Guerra de Arauco.

##### Campaña contra Caupolicán
García Hurtado de Mendoza fue designado gobernador interino de Chile en 1557, e inmediatamente ordenó reconstruir Concepción, esta vez con fuerzas considerablemente superiores a las previas: 600 soldados, 6 piezas de artillería y 1000 caballos. Una fuerza de ese número nunca se había visto en Chile. Desembarcó en el puerto de La Serena teniendo como competidores rivales para el cargo de Gobernador a Francisco de Villagra y Francisco de Aguirre, a quienes hizo arrestar y trasladar en tal condición a Perú. Enviando por tierra su caballería primero, navegó al sur en invierno y desembarcó en junio de 1557 en la isla Quiriquina, frente a Talcahuano, en la boca de la bahía de Concepción.
Pidió permiso para desembarcar en Penco y reconstruir la fortaleza de Concepción. Un ejército mapuche intentó asaltar la fortaleza pero fue derrotado por la artillería y armas de fuego. Después de que la caballería llegó por tierra desde Santiago, Mendoza comenzó su avance al sur del Biobío, donde otro ejército mapuche, incluyendo a Galvarino, intentó pararlo en campo abierto en la batalla de Lagunillas. Los mapuches fueron otra vez vencidos, tras dura lucha y, en consecuencia, su fortaleza en Andalicán, la entrada a Arauco, fue asaltada sin defensa y capturada pronto después de la batalla.
Caupolicán resiste sin éxito el avance de Mendoza, atacándolo de emboscada en la batalla de Millarapue. Después de la lucha adicional cerca del sitio de la fortaleza arruinada de Tucapel, Mendoza construyó la fortaleza y la ciudad de Cañete de la Frontera y continuó al sur. Allí estableció la ciudad de Osorno y exploró en dirección al sur el golfo de Ancud. Al intentar frenar la ocupación española, Caupolicán atacó la fortaleza de Cañete en la que esperaba que las puertas fueran abiertas por la traición de un yanacona desde el interior, pero en su lugar, otro lo traicionó a él y fueron derrotados gravemente por el capitán Alonso de Reynoso (20 de enero de 1558), batalla que pasó a llamarse de Cayucupil o del fuerte Cañete. Aunque Caupolicán pudo escaparse inmediatamente después de esta batalla, Reynoso envió a Pedro de Avendaño tras él, siendo capturado finalmente en las montañas, traído de vuelta a Cañete, condenado a muerte por Alonso de Reynoso y ejecutado allí por empalamiento.

##### La batalla de Quiapo

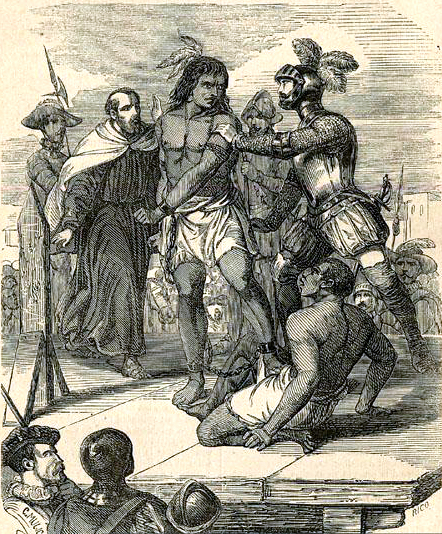
La muerte de Caupolicán

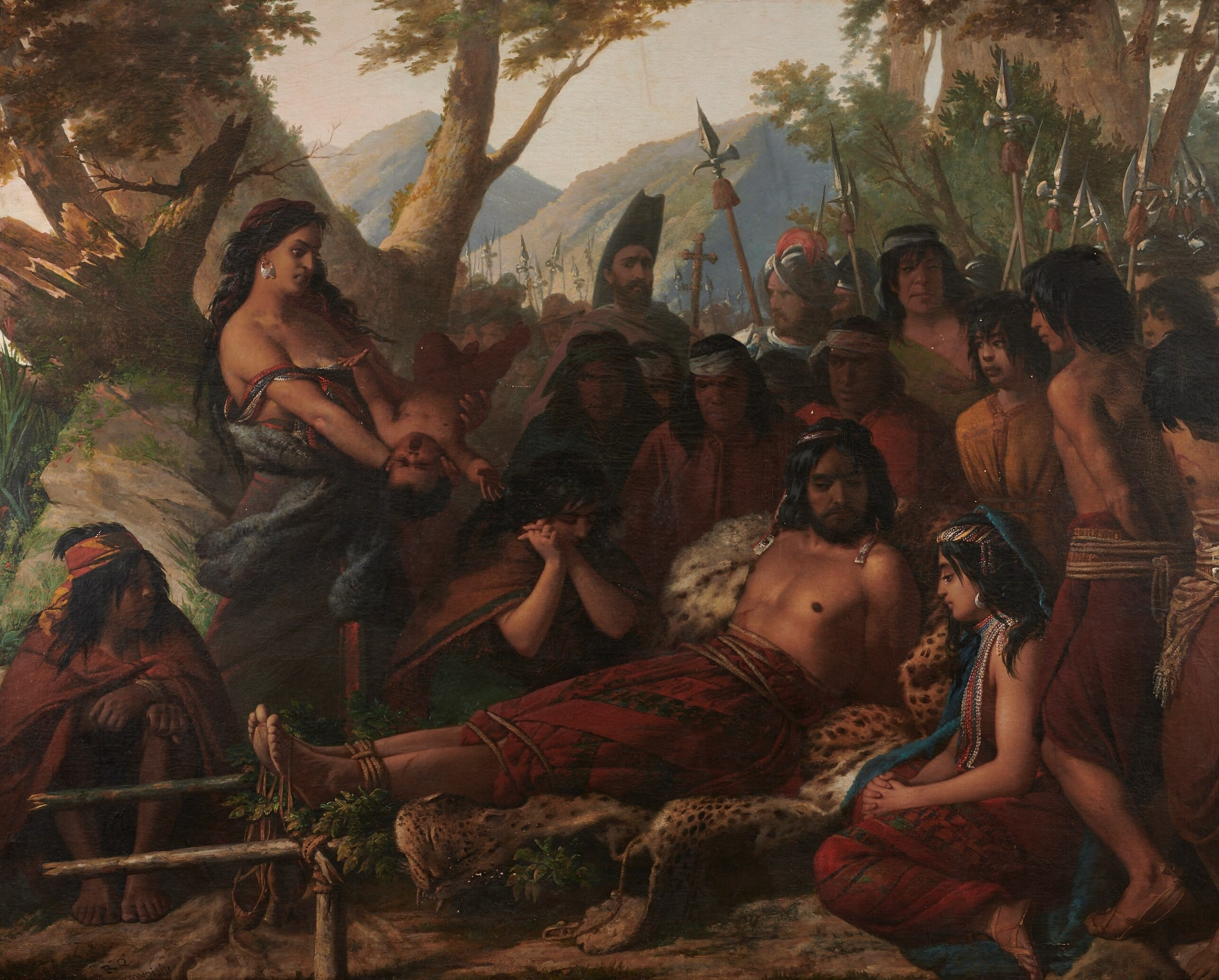
Caupolicán prisionero y Fresia según Raymond Monvoisin

Después de la muerte de Caupolicán, García Hurtado de Mendoza pensó que habían derrotado a los mapuches. Por el contrario, la forma de fallecer de Caupolicán hizo crecer aún más el odio hacia los huincas, e inspiró a los mapuches a continuar la lucha con una guerra de guerrillas, en la cual no había día que algunos yanaconas o un encomendero no murieran en las manos de los weichafes (guerreros) mapuches. Cuando el número de desaparecidos o de muertos hubo alcanzado 400 yanaconas y 10 españoles, el gobernador se convenció de que estaba equivocado. En Quiapo, los mapuches, comandados por su nuevo toqui construyeron una fortaleza que pararía a las fuerzas de Mendoza en Arauco y que no podría volver a reconstruir una fortaleza allí. Mendoza volvió del sur y avanzó de Cañete a Quiapo.
García Hurtado de Mendoza tomó por asalto el fuerte mapuche de Quiapo en diciembre de 1558, cuya existencia cortaba las comunicaciones entre sus tropas, y obtuvo otra aplastante pero laboriosa victoria, ahorcando al menos a 100 mapuches como escarmiento. Después de la batalla, Hurtado de Mendoza ejecutó a la mayor parte de los mapuches capturados, pero Peteguelén, hijo de Cuyomanque, un cacique importante en la zona de Arauco, fue perdonado. Con su ayuda y la de este padre agradecido, fue capaz de atraer a la mayor parte de los líderes de Arauco y Tucapel a someterse a la ley española mientras seguía la reconstrucción de la fortaleza en Arauco.
Felipe II relevó a García Hurtado de Mendoza, reemplazándole por el vencedor de Lautaro, Francisco de Villagra. El gobernador García Hurtado de Mendoza se fue con la idea ilusoria de que había vencido al pueblo mapuche, pero lo concreto y objetivo es que fue uno de los pocos gobernadores que lograron un cierto grado de éxito en la Guerra de Arauco. Dicho éxito se debía, por un lado, a la abundancia de recursos en soldados, pertrechos y armas que trajo, recursos con los que no contaron los anteriores conquistadores y, por otro lado, a que los indígenas no tuvieron estrategas de la talla de Lautaro, sumándose también la lucha mapuche contra la peste y otras enfermedades, que habían diezmado a su población.
Los mapuches quedaron en una aparente paz, pero habían evolucionado: ya contaban con armas de fuego sustraídas al conquistador y mejores estrategias. Las derrotas infligidas por parte de Hurtado de Mendoza hicieron del pueblo mapuche un cuerpo más cohesionado y una voluntad más férrea para seguir como un solo ente el camino de la guerra.

### Segunda gran rebelión del pueblo mapuche

#### Campaña de los Villagra
Las hostilidades volvieron junto con la llegada del sustituto de García Hurtado de Mendoza, Francisco de Villagra. Puntualmente se desencadenaron con el asesinato del encomendero Pedro de Avendaño y otros tres españoles en julio de 1561, a quienes los indígenas odiaban por sus malos tratos y su cruel rechazo hacia ellos. Apenas se difundió la noticia, las huestes mapuches iniciaron un nuevo levantamiento general de mayor fuerza que los anteriores.

##### Combate del pucará de Lincoya

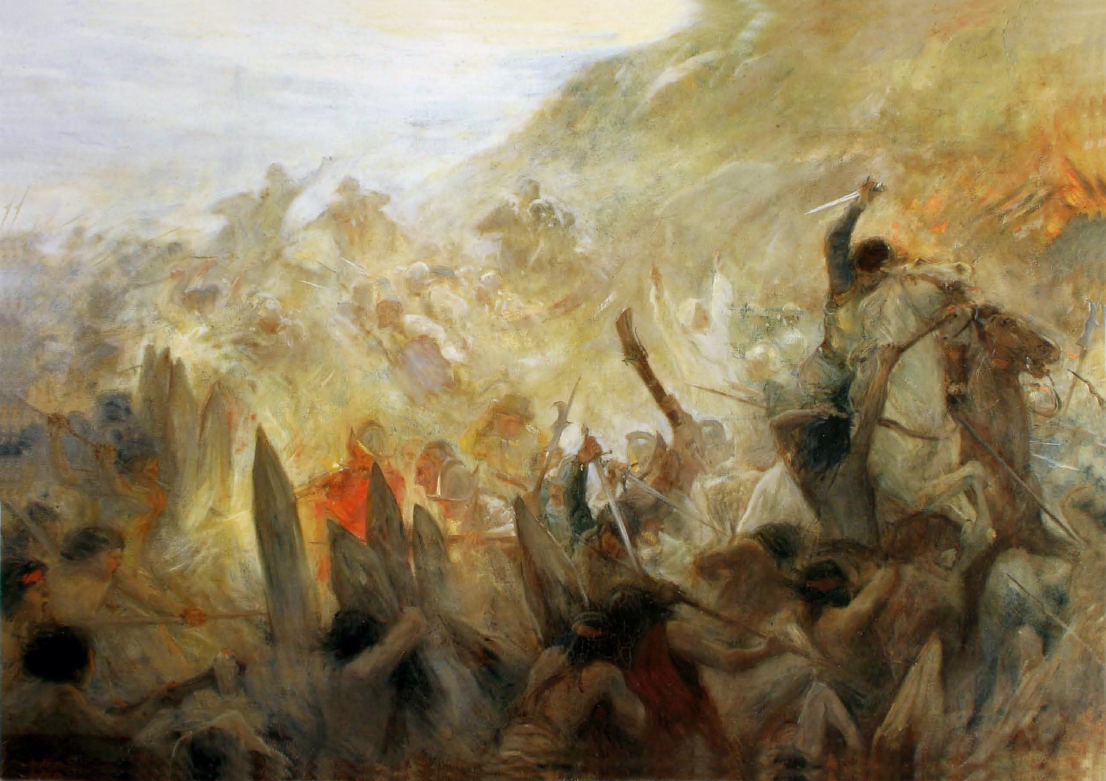
Epopeya de Chile de Subercaseaux (1904).

A finales de 1561, los mapuches se fortificaron en un pucará llamado Lincoya, en el valle del mismo nombre. Pedro de Villagra el Mozo, hijo del gobernador, destruyó el pucará pero no consiguió una resuelta victoria, ya que los mapuches pudieron escapar. El corregidor de Cañete, Juan Lazarte, fue muerto a las puertas mismas de Cañete al intentar recuperar unas cabalgaduras robadas por unos treinta mapuches. En Angol, hubo un combate en Marehuaño para salvar al recién fundado fuerte de Purén que fue indeciso.
Los mapuches porfiadamente reconstruyeron el pucará de Lincoya en enero de 1563, pero nuevamente Pedro de Villagra fue enviado a destruir dicho fuerte. Una vez más los indígenas insistieron en su reconstrucción, pero esta vez con sectores de fácil acceso a la caballería, lo cual hizo despertar sospechas a los ya veteranos españoles, quienes cargaron contra el emplazamiento, cayendo en fosos muy bien disimulados. Allí murió de un lanzazo Pedro de Villagra el Mozo junto a otros 42 españoles.
Francisco de Villagra, enterado de la noticia, se embarcó enfermo para Concepción dejando a su primo de igual nombre que su hijo, Pedro de Villagra, a cargo de la campaña. Los mapuches, por su parte, se volvieron en dos frentes hacia los fuertes de Angol y Arauco sitiándolos pero sin poder tomarlos definitivamente. Nuevamente Peteguelén les ofreció paz a los españoles y Villagra la aceptó, pero esta paz era engañosa, ya que los mapuches necesitaban cosechar las sementeras.
En abril de 1563, los araucanos vuelven a poner sitio a Arauco. Este dura 42 días. Los mapuches tuvieron alrededor de 500 bajas en su mayoría producto de la disentería que contrajeron al beber agua contaminada. Finalmente optan por retirarse y levantar el sitio.
El 22 de junio de 1563 falleció Francisco de Villagra, el vencedor de Lautaro, en Concepción.

#### Campañas de Pedro de Villagra
En 1563, Pedro de Villagra, primo del fallecido Francisco de Villagra, fue nombrado gobernador interino. Ya con experiencia en la guerra se abocó a ganar tiempo con los indígenas tratando de hacer las paces, aunque presentía una tensa situación. Por tanto tomó medidas para resguardar los emplazamientos ya realizados. Conocía que uno de los objetivos indígenas era sitiar Concepción y se hicieron los preparativos para soportar un largo sitio.
Justamente como lo presentía Villagra, los mapuches construyeron un pucará en Lebotacala a algunos kilómetros de Concepción. Luego de un breve combate logró desbaratarlo, pero fue informado de una concentración de 3000 indios comarcanos al mando de un cacique de nombre Loble que estaba casi a las puertas de Concepción, el cual ya había vencido a las tropas del capitán Francisco de Vaca, tras un breve combate en el valle del río Itata. Además, el cacique Millalelmo atacó y venció a las tropas de otro capitán español, Juan Pérez de Zurita, en una ciénaga a dos leguas de Concepción.
Ambos combates habían mermado considerablemente la guarnición de Concepción. Los sobrevivientes que llegaron a Santiago no pudieron hacer que el Cabildo fuera en auxilio para romper el cerco que se tendía en Concepción. Por su parte, envalentonados por las victorias obtenidas, algunas tropas mapuches resolvieron destruir Angol antes de marchar a Concepción.

##### Combate de Angol
En Angol estaba destacado el capitán Lorenzo Bernal del Mercado, quien supo que los rebeldes habían construido un pucará cerca. Bernal del Mercado ordenó una patrulla de reconocimiento y observó que los indígenas al mando del cacique Illangulién habían escogido muy bien la posición y optó por retirarse. Las tropas indígenas cambiaron a una segunda posición más cerca de Angol, a lo que el capitán Bernal del Mercado responde con un nuevo reconocimiento, encontrando que esta nueva posición también era inexpugnable y, por tanto, se volvió a retirar.
Sintiéndose victoriosos y dando por hecho la destrucción de Angol, los indios se emplazaron en una tercera posición en espera de que se le sumasen más huestes desde el interior. Esta vez, viendo la peligrosa proximidad, el capitán Bernal optó por atacar la posición antes de que se reuniesen más indígenas y les produjo una contundente derrota con más de 1000 mapuches muertos incluyendo el toqui Illanguelén.

##### Sitio de Concepción
Mientras tanto, los caciques Millalelmo y Loble establecieron el cerco al fuerte de Concepción a partir de febrero de 1564, encerrando a Villagra y toda la población en las empalizadas. El sitio duró alrededor de dos meses de continuas escaramuzas.
La situación se habría mantenido de no ser por Juan Jufré, quien estando en su encomienda al norte del Maule notó que todos los indígenas que se asentaban entre el Maule y el Itata se encontraban en el cerco de Concepción. Resolvió entonces atacar sus asentamientos con 12 españoles y 700 indígenas amigos. El ataque tenía como objetivo secuestrar a sus mujeres e hijos y arrasar las sementeras. Los indígenas, enterados de esta noticia, dejaron el cerco poco a poco para ir en defensa de sus ranchos.
Los caciques, viendo que sus tropas iban desertando, convinieron en dar un asalto a Concepción antes de retirarse. Así, el 30 de marzo de 1564 asaltan las murallas del fuerte de Concepción. Villagra logró conducir bien la defensa provocando una espantosa matanza entre los atacantes, quienes finalmente desistieron de seguir la acción retirándose hacia sus asentamientos y ofreciendo paz a Concepción.

##### Segunda batalla de Reinohuelén
Villagra junto con Zurita y otros capitanes supieron que en Perquilauquén, al noroeste de Reinohuelén, se habían fortificado algunos mapuches rebeldes en un pucará. Villagra intentó por todos los medios llegar a un acuerdo de paz con los rebeldes, pero fueron constantemente rechazados. Finalmente, tomó por asalto el pucará venciendo en una recia lucha con 152 españoles y 700 yanaconas. Unos 700 indígenas fueron tomados como prisioneros, castigando a algunos y soltando a otros con mensajes de pacificación.
Villagra emboscó al cacique Loble cerca del poblado de Tolmillán, quien luego de un duro combate se rindió a las fuerzas españolas. Villagra tomó de rehén a Loble y perdonó la vida a sus huestes a cambio de hacer la paz con los españoles.

### Primer breve periodo de aparente pacificación de Arauco
Poco después del término de las campañas de los Villagra, Pedro de Villagra era reemplazado por Rodrigo de Quiroga como gobernador interino, quien en 1565 recibía en buenas condiciones la gobernación, pues los indígenas se encontraban en aparente paz.
Rodrigo de Quiroga gozó de esta paz en Arauco aprovechando para extender la conquista y llegando hasta Chiloé. Este período de tranquilidad entre mapuches y españoles comprendió entre los años 1565 y 1567.

### La guerra durante el gobierno de la Real Audiencia de Chile

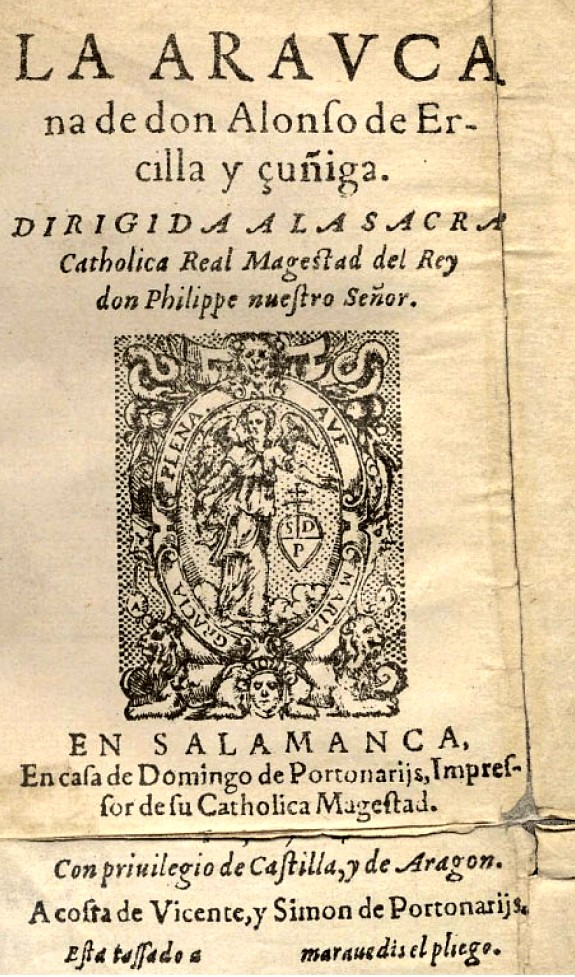
La publicación de la primera edición de La Araucana, en 1568, dio por primera vez algún renombre en España a la Guerra de Arauco.

Felipe II, rey de España, tenía un panorama muy complicado de lo que ocurría en Chile. Sus opiniones se basaban principalmente en lo que reportó García Hurtado de Mendoza, quien veía a los antiguos conquistadores como ineptos y sin prestigio. Por otro lado, la guerra contra el pueblo mapuche ya se había prolongado demasiado tiempo con un costo muy alto en términos de vidas. Por lo tanto se creó la Real Audiencia que no era otra cosa que una junta de testigos directos con cargo de gobernadores para Chile y que tenía como misión reportar al rey la situación real de lo que ocurría en Chile.
Los oidores llegaron en agosto de 1567, instalándose en Concepción y no en Santiago como se esperaba. Estas autoridades venían acompañadas de Alonso de Reynoso, quien resultó muerto cuando llegaba a Concepción al hundirse su nave, escolta de la de los oidores.
Esperaban que Melchor Bravo de Saravia, su presidente, se les reuniese pronto y enajenaron de su cargo sin mayores consideraciones a Rodrigo de Quiroga, quien ejercía como gobernador interino.

#### Primeras acciones de la Real Audiencia de Chile
Al igual que García Hurtado de Mendoza, los Oidores quisieron establecer relaciones de paz con los naturales rebeldes, pero los capitanes Juan Godíñez, Alonso Ortiz de Zúñiga y Lorenzo Bernal del Mercado les hicieron darse cuenta de la gran dificultad que esto implicaba, puesto que los síntomas de una nueva rebelión se habían hecho notar y quedaron en prepararse para entrar en acciones ofensivas.
En efecto, los indígenas habían construido un pucará en un cerro cercano a Cañete y estaban reuniendo tropas para la batalla.
Así, Bernal del Mercado, el capitán vencedor de Angol, sitió dicho fortín iniciando las acciones y destruyendo el emplazamiento no sin antes tener algunas pérdidas, pero los mapuches pudieron escapar a la merced de la difícil topografía del terreno.
En este punto los Oidores cometieron desatinos increíbles: quitaron del mando al general Martín Ruiz de Gamboa y al capitán Bernal del Mercado, despojando de toda iniciativa al suplente capitán Avendaño.

#### Gobierno de Melchor Bravo de Saravia
Empezando 1569, Melchor Bravo de Saravia llegó del Perú y puso un poco de orden en la confusión producida por sus subordinados. Designó nuevamente a Martín Ruiz de Gamboa como general, a Bernal como maestre de campo y a Avendaño como capitán.
Al igual que sus predecesores había pensado en hacer las paces, pero rápidamente se dio cuenta de lo inútil que era debido a que las actividades belicosas de los indígenas ya impedían trabajar en las minas. Además, se supo de que los mapuches conducidos por Millalelmo y Longonabal nuevamente habían construido un pucará admirablemente situado en el cerro de Catiray en el valle de Lincoya.

##### Derrota de Catiray o Mareguano
Bravo de Saravia no permitió participar a Bernal del Mercado y confió el ataque a Avendaño y Velasco, subordinando a Ruiz de Gamboa. Ambos militares mostraron una falta de coordinación e incapacidad militar injustificable si se toma en cuenta su experiencia.
Francisco Jufré, hijo de Juan Jufré, inició el asalto al fuerte pero debido a lo escabroso del terreno los indígenas los rechazaron. Los españoles volvieron a atacar y esta vez los mapuches salieron en masa del fuerte, arrollando a los 140 soldados españoles y matando a 88 efectivos para luego fugarse.
Esta derrota causó que el mariscal Bravo de Saravia desalojara los fuertes de Arauco y Cañete por la imposibilidad de mantenerlos, embarcándose en barcos hacia Concepción y dejando casi la totalidad de los caballos, por falta de espacio, a merced de los indígenas.
Bravo de Saravia ordenó al general Avendaño ir al Perú en busca de refuerzos, y en enero de 1570 se entrevistaba con el nuevo virrey, Francisco de Toledo. El Virrey, no sin dificultades, reunió un contingente de 200 soldados que incluía mestizos, condenados por crímenes, y algunos soldados de valor, y los envió con Avendaño a Chile por mar.

##### Derrota de Purén
En septiembre de 1570, Avendaño avanzó con 100 refuerzos y en Purén fueron emboscados por unos 1500 mapuches al mando del cacique Pailacar, quien les infligió una tremenda derrota y provocó la fuga de los españoles hacia Angol. Fue la primera vez que los mapuches vencieron a los españoles en campo abierto, ya que fue la primera vez que usaron armas de hierro y cotas de malla que les robaron a los españoles. El orgullo hispano se vio muy lastimado y fueron obligados a ponerse a la defensiva.

#### Fin de la autoridad de la Real Audiencia
Felipe II, a raíz de las graves derrotas que Avendaño le expuso mediante cartas, revocó la autoridad de la Real Audiencia y renombró a Rodrigo de Quiroga como gobernador estable en 1571.

### Segundo breve periodo de aparente pacificación de Arauco

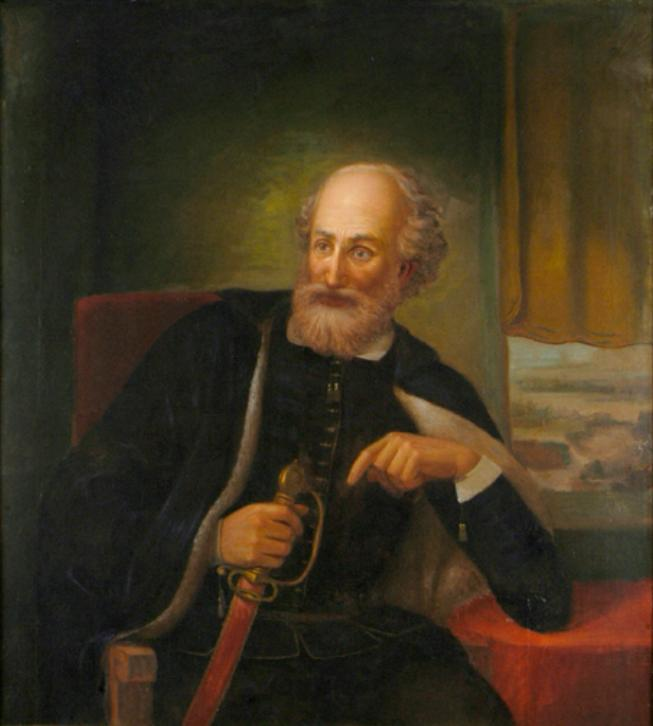
El gobernador Rodrigo de Quiroga imaginado por José Ortega en un óleo de 1873.

Posteriormente, Rodrigo de Quiroga como la vez anterior, logró una paz estable con los indígenas. Salvo alguno que otro incidente, debido casi siempre a los malos tratos que dispensaban los españoles a los nativos, la paz se alargó hasta 1575.

### Campañas entre 1578 y 1598

#### Campañas de Rodrigo de Quiroga
A causa de una serie de desastres naturales que los indígenas interpretaron como una señal fatídica de sus deidades en contra del dominio español, nuevamente se despertó en ellos la rebelión.
En este punto los Huilliches fueron los que llevaron la iniciativa de sublevación al aliarse con los mapuches para luchar como un solo cuerpo ante el español. Una serie de escaramuzas y guerra de guerrillas obligaron a Quiroga a mantener una guerra defensiva mientras pedía refuerzos a España, los cuales llegaron en 1576 con una provisión de 400 españoles bien armados.
En 1578, comenzó la marcha de esta fuerza al mando de Lorenzo Bernal del Mercado y Martín Ruiz de Gamboa (cuñado de Quiroga y artífice de la llamada Tasa de Gamboa). El objetivo era desarrollar una enérgica campaña que permitiera pacificar a los indígenas ya fuera por la palabra o la fuerza, ejecutando a los más belicosos y enviando a otros como esclavos a La Serena y el valle de Coquimbo.
El mestizo Alonso Díaz (Paineñamcu) fue esta vez el opositor de Bernal del Mercado, quien lo fustigó con una serie de guerrillas robándole cabalgaduras. Rodrigo de Quiroga, sobrino del gobernador, capturó a otro cacique mestizo Juan de Lebú y lo ajustició.
Antonio de Quiroga, otro sobrino del gobernador, se internó en la cordillera de Nahuelbuta y sorprendió a los araucanos reunidos en el pucará de Lincoya. Se tomó la determinación de destruir las sementeras y talar los campos de modo que los indígenas se vieran obligados a abandonar tan ventajosa posición.
En efecto los indios abandonaron la posición pero salieron tras el ejército español, alcanzándolo en el Valle de Andalicán el 21 de marzo de 1578, donde vencieron a los españoles sin perder a un solo hombre.
Una segunda campaña a finales de 1578 dio como resultado una victoria con más de 200 indios muertos o heridos en Coyuncos, cerca de Angol, donde el mismo gobernador, a pesar de una postrante enfermedad, se batió en primera línea con los suyos. Asimismo, ordenó a Martín Ruiz de Gamboa afianzar la ciudad de Valdivia, ya que el interrogatorio a un indio había revelado que los huilliches pensaban atacar dicha ciudad.
Dos años después, los indios seguían realizando guerrillas mientras Rodrigo de Quiroga fallecía en Santiago, siendo uno de los pocos gobernadores españoles que obtuvo cierto éxito en la Guerra de Arauco.

#### Campañas de Alonso de Sotomayor

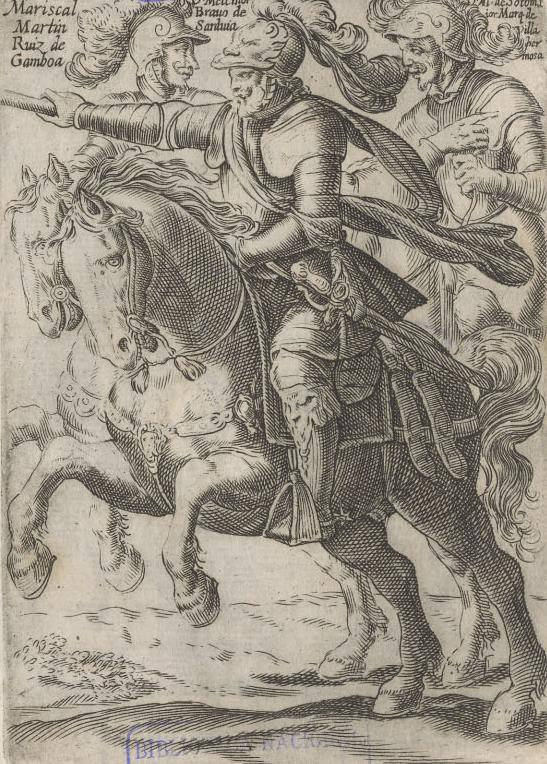
Los gobernadores Ruiz de Gamboa, Bravo de Saravia y Alonso de Sotomayor representados como guerreros. Las sucesivas sublevaciones mapuches y las expediciones punitivas españolas fueron la tónica de las primeras décadas de la guerra.

Alonso de Sotomayor salió de Cádiz a finales de 1581 con un cuerpo de 600 soldados con la finalidad primitiva de reemplazar a Rodrigo de Quiroga, a quien Felipe II, mal informado por el nuevo virrey de Perú, Francisco de Toledo, aún suponía vivo.
Llegó en septiembre de 1583 a Chile viniendo por tierra desde Buenos Aires con un ejército de 430 hombres, puesto que más de 150 habían desertado al saber de las características de la guerra con los araucanos, encontrando a la colonia en un lamentable estado de laxitud económica y de voluntad guerrera, en gran medida debido a la aplicación de la Tasa de Gamboa que paralizó la economía de esta. A Martín Ruiz de Gamboa se le siguió un juicio de residencia por esta causa.
La primera medida de Alonso de Sotomayor fue derogar la Tasa de Gamboa y reponer la antigua Tasa de Santillán, con algunas mejoras. Sin embargo, el daño era profundo: la tasa que se derogaba había sido amparada por eclesiásticos que se enriquecieron a costa de los indígenas. En estos se había profundizado el odio al español, ya fuera vestido de armadura o de sotana.
Su estrategia militar consistía en guarnecer regularmente las ciudades españolas y establecer fuertes en sitios estratégicos fácilmente defendibles. Además, se enviarían regularmente fuerzas contra los indios rebeldes para no darles tiempo para reunir grandes ejércitos. Sin embargo, persistían la falta de recursos y el desconocimiento de la geografía y las tácticas bélicas de los araucanos.
En 1584, Sotomayor pudo disponer de un cuerpo relativamente bien apertrechado (390 españoles y 300 indios) y se dirigió hasta Angol. Ordenó al capitán Alonso de García Ramón una expedición punitiva con 150 soldados contra los indígenas comarcanos, que produjo más de 200 naturales muertos al ser sorprendidos desprevenidos en sus aldeas. Seguidamente, Sotomayor con 280 jinetes españoles penetró en la cordillera de Nahuelbuta y cayó sobre Tucapel y Arauco, realizando las mismas acciones punitivas y cogiendo de pasada al mestizo renegado Alonso Díaz (cuyo nombre indígena era Paineñamcu) y a un español pasado a las filas mapuches llamado Jerónimo Hernández, quien estaba desde algunos años adiestrando a los indígenas en el uso de las armas de fuego. Ambos fueron ajusticiados sumariamente.
Estando en Mareguano, cerca de Catiray, fue emboscado con 350 españoles por un escuadrón de 5000 o 6000 indígenas al mando del segundo hombre después del mestizo Alonso, otro español renegado. De no mediar la intervención de García Ramón habrían sido exterminados. Mientras tanto, la rebelión de los huilliches iba tomando un tinte muy peligroso en la región.
En Libén, lugar costero de Mareguano, los indígenas construyeron un pucará que fue desbaratado por el hermano del gobernador, Luis de Sotomayor.
Alonso de Sotomayor después de estas campañas se convenció de que los araucanos eran realmente difíciles de vencer y que no temían a los castigos ni matanzas, pues tan pronto como abandonaba un sector aparentemente pacificado, los indígenas hacían renacer nuevos brotes de insurrección.
Finalmente, decidió hacer la guerra defensiva instalando tres fuertes en el Biobío, lugares en que los españoles a la larga vivieron prisioneros. Despachó a Perú al capitán Juan Álvarez por ayuda, la que se materializó a mediados de 1585 con la llegada del galeón San Juan de Antona cargado de pertrechos. La mala suerte quiso que el galeón volara en pedazos al inflamarse una botija de pólvora durante la operación de descarga. Este hecho dejó las esperanzas de Sotomayor por los suelos, y al ejército en las peores carencias. La miseria de la soldadesca conllevó conatos de sublevación que Sotomayor tuvo que reprimir con la mayor dureza. Los mapuches advirtieron la debilidad ofensiva de los españoles y aprovecharon para atacar Purén, el cual debió ser despoblado.
Sotomayor tuvo que esperar hasta 1586 los refuerzos venidos desde Perú, quien estaba a cargo del nuevo virrey y exgobernador de Chile, García Hurtado de Mendoza. Solo recibió un refuerzo de 300 soldados a cargo del capitán Luis de Carvajal, más otro de 200 hombres que García de Hurtado de Mendoza juzgaba como suficientes. Además, el virrey le ordenó emprender una enérgica campaña de sofocación de la rebelíon y el repoblamiento de los territorios perdidos.
En octubre de 1590 salió de Santiago hacia Angol, donde reunía una fuerza de 515 soldados y 1300 yanaconas. Desde Angol salió a batir la costa de Mareguano (Talcamávida) y llegó a la célebre cuesta de Marigueñu, donde después de transmontada hubo una batalla en la cuesta de Lavermán donde los mapuches tuvieron una derrota con la pérdida de un español por el otro bando. Sotomayor fundó el fuerte de San Ildelfonso cercano al de Arauco y mientras permanecía allí, una epidemia de viruela le mató casi a la totalidad de los yanaconas y también alcanzó a los mapuches, que perdieron un tercio de sus guerreros y población.
Despachó a su segundo al mando, Alonso de García Ramón, al Perú a solicitar más refuerzos. García Hurtado de Mendoza le recibió bien pero le mandó una exigua cantidad de 106 soldados y la indicación de que no se le molestara más. En 1592, era relevado de su cargo y renombrado como gobernador de Panamá. En su lugar se nombraba a García Oñez de Loyola.

#### Campañas de Martín García Oñez de Loyola

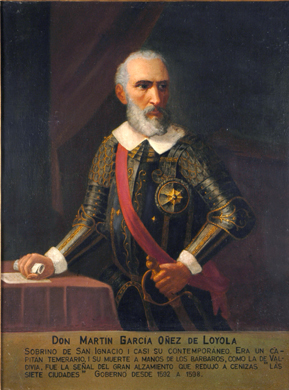
Martín García Óñez de Loyola, gobernador de Chile, según óleo atribuido a Pedro León Carmona.

En septiembre de 1592 asumía el mando Martín García Oñez de Loyola, capitán preferido y sobrino del ex virrey Francisco de Toledo. Este nombramiento hecho directamente por Felipe II fue muy resistido por García Hurtado de Mendoza, dadas las características personales del nuevo sucesor de Alonso de Sotomayor. El nuevo gobernador no pasaba de ser un capitán muy honesto, de probada valentía, pero carente de la sabiduría necesaria para llevar a cabo con algún grado de éxito la guerra de Arauco.
Oñez de Loyola al imponerse del mísero estado de la colonia en Chile, solicitó refuerzos inmediatos al Perú que fueron acogidos en algún grado por García Hurtado de Mendoza, pero al querer enrolar a soldados en el Perú estos se rehusaban a prestar servicio diciendo:

"preferimos que nos echen a las galeras que ir a prestar servicio a la guerra de Arauco."

Tuvo que enrolar soldados en Panamá, donde era menos conocido lo que pasaba en Chile. Finalmente logró reunir 300 soldados. Este refuerzo, pobre por lo demás, no iba a llegar tan pronto a Chile, por lo que se le ordenó a Oñez de Loyola hacer una guerra defensiva mientras se mantenía a la espera de los refuerzos.
Oñez de Loyola, apresurado por probarse con los mapuches, intentó enrolar a pobladores y confiscarles bienes, pero estos por presiones en el Cabildo resistieron la orden. Oñez de Loyola acató lo que el Cabildo le imponía y que estaba sustentado por un acuerdo de la Real Audiencia de Lima. Los españoles no estaban dispuestos a ser enrolados como soldados, ser, además, labriegos y comerciantes y para colmo que se les quitasen los escasos bienes.
Salió en su primera campaña con una exigua fuerza de 154 soldados y batió Lumaco y sus alrededores, fundando Santa Cruz de Oñez, estableciendo tratos pacíficos con algunas poblaciones huilliches de la zona.
Los indígenas no estaban aún en condiciones de hacer la guerra y esperaban el momento de recuperarse de la epidemia de viruela que los había dejado mermados y acogieron las peticiones de paz que ingenuamente Oñez de Loyola ponderó con un valor que no se merecían las circunstancias.
Sin embargo, capitanes como Bernal del Mercado le hicieron ver la urgente necesidad de pedir refuerzos. En Perú, García Hurtado de Mendoza (prácticamente saliente de su cargo) le envió un refuerzo de 300 soldados, muchos de ellos de no más de 20 años de edad y sin experiencia militar. Entre ellos venía Gabriel de Castilla, sobrino del recién nombrado nuevo virrey Luis de Velasco, a quien le nombró maestre de campo como una forma de asegurarse los refuerzos de la mano del propio virrey.
En febrero de 1597, nuevamente se dio una batida por Lumaco y se fundó el fuerte de San Salvador de Coya. Ahí se dio cuenta Oñez de Loyola de lo fútil que había sido su primera campaña anterior.
Penetró la Araucanía a mediados de junio y mientras intentaba ingenuos tratados de paz con los fingidos mapuches, estos se dejaron caer encima del nuevo fuerte de San Salvador obligándole a volver a marchas forzadas a Coya.
Llegó en medio de una torrencial lluvia y hubo que guarecerse en un nuevo emplazamiento, donde fue cercado por los indígenas con la pérdida de 8 españoles. Logró escapar hacia Angol, y los huilliches asociados a los mapuches ocuparon todo lo que se había conquistado en Lumaco.
La rebelión indígena se esparció por toda la Araucanía desde el Itata hasta el canal de Chacao comprometiendo la estabilidad de siete ciudades españolas. Aun así, Oñez de Loyola no conseguía aquilatar el temple de los nativos de la región y el odio irrevocable que despertaba en ellos el español, y seguía haciendo ofrecimientos de paz.
A fines de 1597 llegó un segundo contingente desde el Perú de escasos 140 soldados más bastimentos, además de baratijas para utilizar como regalos a los indígenas para que hicieran la paz. Gabriel de Castilla traía asimismo la revocatoria de la prohibición de reclutamiento de pobladores como soldados. Oñez de Loyola, convencido de su estrategia de establecer tratos de paz con alguno que otro mapuche que venía en aparente son pacífico, entregaba como premio y muestra de confianza azadones, palas e incluso armas. El gobernador pretendía que los mismos mapuches fueran aliados suyos contra otros mapuches. Cada material de hierro y metal que recibieron los indígenas se convirtieron en lanzas y puntas de flecha.

##### La Batalla de Curalaba

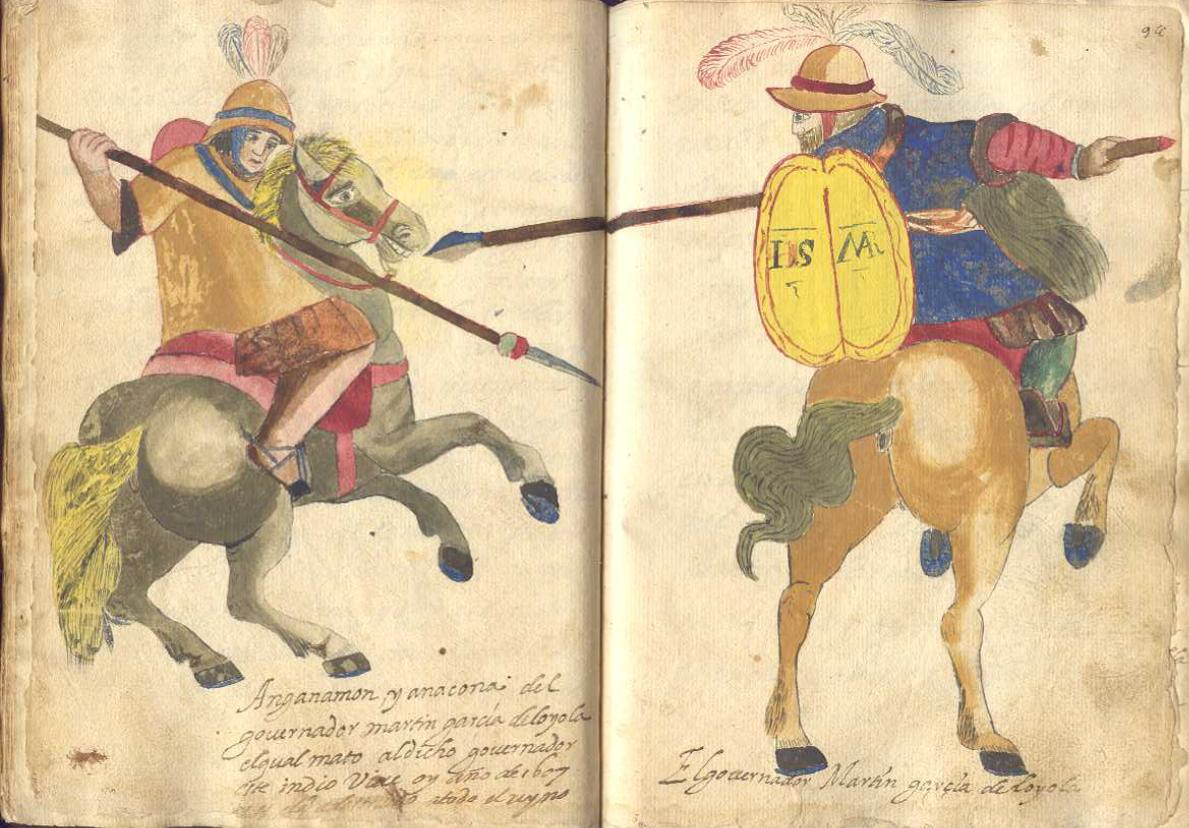
Anganamón contra Martín García Oñez de Loyola.

El 21 de diciembre de 1598, estando en La Imperial con sus fuerzas reunidas, Oñez de Loyola recibió un aviso de que el fortín de Longotoro en Purén había sido asaltado y exterminado el contingente. Resolvió salir desde La Imperial rumbo a Angol con una exigua fuerza de 50 soldados y alrededor de 300 yanaconas. Se le había advertido de los síntomas evidentes de rebelión y que los indígenas huilliches estaban al mando de los caciques Anganamón y Pelantarú. Un cacique amigo llamado Naucopillán advirtió a uno de los capitanes de Oñez de Loyola del peligro para que desistiera del viaje o bien aumentara sus fuerzas, a lo que el gobernador se negó, ignorando las advertencias, quizás pensando que una mayor fuerza visible sería confundida con una de las temidas expediciones punitivas de Sotomayor por los indígenas.
A dos jornadas resolvió acampar en Curalaba, a orillas del río Lumaco prescindiendo de toda medida de precaución de avance en territorio enemigo: no apostó guardias, no reconoció los alrededores y permitió a su gente vivaquear y dormir tranquilamente.
En la noche del 23 de diciembre de 1598, tres escuadrones indígenas conducidos por Anganamón, Pelantarú y Gauiquimilla se acercaron al campamento español y esperaron la amanecida. Cuando se tocaba la diana, los indígenas cayeron sobre el campamento y la contienda se trastocó en una carnicería salvaje. Oñez de Loyola solo alcanzó a defenderse bravamente pero cayó abatido junto a sus capitanes, pereciendo la totalidad de los yanaconas, 48 españoles, incluido el gobernador, que fue decapitado, extraído su corazón, y su cráneo al igual que el de Valdivia llevado como trofeo de guerra junto a los de sus soldados.
Solo se salvó un soldado, Bernardo Pereda, que se refugió en unos matorrales haciéndose el muerto. Llegó a La Imperial dos meses después, prácticamente en los huesos, para contar lo sucedido al gobernador. Oñez de Loyola, gracias a su ingenuidad, pasó a ser el segundo gobernador muerto por los naturales.
El desastre de Curalaba encendió la guerra de Arauco con una fuerza incontenible en toda la región. Las consecuencias de esto fueron la destrucción de Valdivia y Osorno, el despoblamiento de la ciudad de Arauco, la destrucción de Villarrica y Santa Cruz, los sitios de Angol y La Imperial que finalmente tuvieron que ser abandonadas, además de la destrucción de Boroa y Quilacoya por el ataque de mil indígenas a caballo al mando de Anganamón y Onangali.
La ciudad de Chillán fue atacada el 10 de abril, el 13 de septiembre y el 9 de octubre de 1599 por 2000 guerreros pehuenches del jefe Quilacán. La ciudad fue defendida por Diego Serrano, quien había cometido varias crueldades y encarcelado al cacique Millachinge en Coihueco. Resultaron muertos 5 soldados y 3 civiles, llevándose los indígenas a 33 sacerdotes, mujeres y niños. Se culpó de esto al encargado de la zona, Jufré del Águila, quien fue reemplazado por Miguel de Silva.
En enero de 1600 los pehuenches intentaron nuevamente atacar Chillán con 3000 guerreros, pero fueron rechazados por Luis de Jofré y sus tropas. Sin embargo, ese mismo año los pehuenches lanzarían nuevos ataques al mando del cacique Paillamaqui.
La cifra total de muertos ascendía ya a 200 españoles, siete ciudades arrasadas, sitiadas o despobladas. En esta etapa de la guerra se apuntan varios casos de españoles pasándose al bando indígena para ir a ofrecerse como esclavos. En una carta del año 1600 de Gregorio Serrano al gobernador Alonso de Ribera dice que desde la muerte de Oñez de Loyola a la fecha habían perdido 700 soldados, 300 mujeres y niños fueron capturados, se perdieron 500 000 cabezas de ganado y 10 000 caballos.
Los mapuches fortalecieron su alianza con los huilliches, formando una fuerza coherente que atacó en forma metódica los asentamientos hispanos. Así, el panorama era mucho más grave que en los tiempos de Valdivia.
Como consecuencia del llamado Desastre de Curalaba, casi todas las ciudades y fuertes al sur del río Biobío terminaron siendo abandonadas por los conquistadores (a excepción de Castro, por su condición insular). Posterior a estos hechos se daría inicio al periodo de la Colonia de Chile.
Desde ahora en adelante los españoles dejarán de realizar la expansión por el territorio mapuche de la misma manera que se hizo a lo largo del siglo XVI, y dividirían los territorios españoles en Chile, al tener su territorio norte (la Capitanía General de Chile) como frontera sur el río Biobío y su territorio sur (Chiloé) como frontera norte el canal de Chacao (exceptuando la posterior recuperación de la ciudad de Valdivia en 1645, y la recuperación a fines de la colonia (siglo XVIII) de los territorios al sur de esta ciudad, como la refundación de la ciudad de Osorno).

## El Conflicto en el periodo de la Colonia de Chile

### Campañas entre 1600 y 1617

#### Campañas de Alonso de Ribera

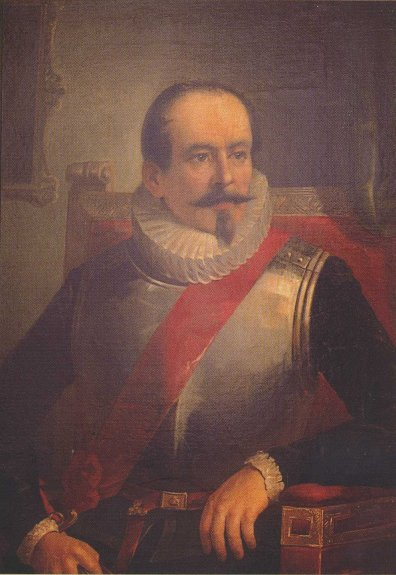
Gobernador Alonso de Ribera y Zambrano, fue el primero en introducir reformas que, con el tiempo pasaron a ser claves dentro de la estrategia española de encarar la guerra de Arauco: consolidar una frontera bien defendida y atender el servicio de esa frontera con un ejército profesional y permanente de 1500 hombres, y no con levas de vecinos.

El virreinato del Perú nombró apresuradamente y en reemplazo del fallecido Martín García Oñez de Loyola a Francisco de Quiñónez un militar ya entrado en años y con pocas aptitudes para el escenario que le tocaba enfrentar, pero si dotado de una gran prudencia. Este gobernador vio con horror el estado de la colonia y solicitó refuerzos urgentemente. Mientras, se dedicó a apuntalar con lo que tenía aquellos asentamientos que valía la pena defender.
Sin embargo, pronto se dio cuenta de que no estaba a la altura de los acontecimientos, hizo lo humanamente posible por estabilizar su situación, enfermó y solicitó su relevo. El 29 de julio de 1600 desembarca en Valparaíso Alonso García de Ramón, nuevo gobernador de Chile, antiguo maestre de campo de Alonso de Sotomayor acompañado de 45 soldados lusitanos traídos desde Buenos Aires.
Este militar, dotado de un carácter enérgico y resuelto equipó a 400 soldados quitándoles prácticamente a la fuerza caballos, armas y batimentos a los pobladores de Santiago y se dirigió resueltamente a Chillán y luego a Concepción. Realizó una batida punitiva por Arauco logrando rescatar algunas mujeres españolas y se reunió con Francisco del Campo en Osorno. Francisco del Campo era un capitán de prestigio que había hecho traer Quiñónez desde Perú.
Ya se había establecido un plan de reconquistas de las plazas perdidas que consistía en avanzar en columnas punitivas y una columna de repoblación. Fue relevado abruptamente por el nuevo gobernador Alonso de Ribera nombrado por el también nuevo rey de España, Felipe III. Esto causó una gran decepción al saliente gobernador.
Alonso de Ribera tenía una preparación y aptitudes similares a las de su predecesor, pero no tenía experiencia alguna en el escenario que iba a tomar. Asumió en febrero de 1601 la gobernación de Chile en una situación algo más estable que la que asumió Francisco de Quiñónez, pero no fue bien recibido por la colonia chilena quien ya había probado la mano enérgica de Alonso de García Ramón.
Llegó con 260 soldados bien equipados, muchos de ellos mestizos traídos desde Perú, Ecuador y México.
Para entonces, los mapuches eran formidables enemigos, diestros en el manejo de la caballería, armas de fuego y tácticas de guerrilla y emboscamientos. Aquellos españoles que eran capturados se enfrentaban a un destino muy incierto, puesto que si eran considerados cobardes se les mataba horriblemente y si demostraban valentía y coraje tenían la esperanza de salvarse y vivir como esclavos.
El plan de Ribera era algo opuesto al de García Ramón y consistía en avanzar en líneas sucesivas de fuertes empujando lentamente la frontera hacia el sur. García Ramón le propuso su plan pero fue desechado por Ribera.

##### La primera campaña de 1601
Ribera salió con 540 soldados de Concepción en febrero de 1601 y se internó por el camino de la cuesta de Marigueñú en la costa de Laraquete sorprendiendo a los mapuches y arrasando sus sementeras, obligándolos a huir. Una vez destruidas las cosechas y asentamientos volvió a Concepción, hizo preparativos para una defensa de sitio y luego se encaminó a Santiago, fundando de paso Lonquén en el río Itata.
Hay que hacer notar que Ribera tenía fama de mundano a los ojos de las autoridades eclesiásticas, en especial un obispo llamado Juan Pérez de Espinosa y los vecinos de Concepción y Santiago por estar en concubinato con una hermosa limeña María Lisperguer, tía de Catalina de los Ríos y Lisperguer, llamada La Quintrala. El obispo Pérez de Espinoza trató por todos los medios, y mediante el concurso de vecinos descontentos, hacer llegar a la Inquisición en Perú de la conducta liberal del gobernador.

##### Creación del ejército de Chile
Ribera propuso al rey Felipe III, la creación de un ejército permanente y profesional como un modo de mantener con algún grado de éxito la guerra de Arauco, sin necesidad de expoliar a los sufridos habitantes de la colonia.
Para lograr la autorizacón Ribera le aseguró al monarca que si le daba la autorización lograría la pacíficación de la provincia en tres años si contaba con un refuerzo profesional de al menos 1000 hombres y se les daba un sueldo a los 1200 que ya tenía bajo su mando.
Creó una economía autónoma para proveer a este ejército, conocido también como los "Tercios de Arauco", de los elementos materiales que requería, pues los que venían del Perú se demoraban demasiado. De este modo nacieron fábricas artesanales y talleres de confección de herrerías, telas y zapatos, que dio trabajo a sastres, herreros y carpinteros que se agruparon en asociaciones estatales.
Estos costos eran pagados con dinero del virreinato o del mismo reino y evitó las llamadas "derramas" o contribuciones forzadas de aprovisionamiento por parte de los vecinos. Prohibió la presencia de indígenas en las ciudades y fuertes y suprimió la prostitución de soldados españoles con las "rabonas" o indias mestizas como un modo de asegurar que la información no se traspasara al enemigo.

##### La segunda campaña en 1602 y 1603
Durante el verano a fines de 1602 el gobernador lanzó una nueva campaña contra los indígenas, logrando vencerlos en Purén y Paicaví. Se solicitó además el envío de unos 5000 soldados españoles, proyecto rechazado por la Corona española, dicho contingente formaba parte del plan de Rivera de tener 2700 hombres resguarneciendo la línea del Biobío y otros 4000 en Valdivia que se encontraba aislada.
Tuvo que, además, ir en auxilio de los pobladores de Osorno y Valdivia, quienes estaban padeciendo de hambre. Dejó 100 hombres en la primera a cargo de Francisco Hernández Ortiz y en la segunda 220 soldados al mando de Rodrigo Ortiz de Gatica. El 24 de septiembre en Valdivia rechazaron un asalto de los indígenas pero Ortiz murió en la refriega, quedaban 60 o 92 soldados, por lo que el fuerte fue sitiado. Hacía diciembre se les agotaron las provisiones a los defensores y se vieron impedidos de salir a buscar alimentos.
En enero de 1603 Ribera avanzó con 1000 hombres por la costa hasta el Biobío y fundó varios fuertes, como el de San Pedro de la Paz en el vado de Chepe.
El día 24 del mencionado mes el general Juan de Añasco llegó a Valdivia con refuerzos y una orden de Ribera por medio de la cual se despacharan a las mujeres y niños sobrevivientes a Chiloé, de la guarnición quedaban 34 hombres, se dejaron 40 a 50 soldados en el fuerte y el resto se llevó a Osorno. La tropa dejada se sublevó y arresto a su jefe, el capitán Gaspar Doncel, pero este escapó en un bote. Enterado el gobernador reunió a sus hombres y se ordenó la retirada a Concepción.
El gobernador adelantó la "frontera" hasta llegar al Biobío y fundó un fuerte llamado Nuestra Señora de Halle. Con 500 españoles decidió aprovisionar la guarnición del fuerte de Santa Fe fundado un año antes, pero fue emboscado por Nabalburi y 4000 guerreros, Ribera que iba en la vanguardia ordenó retroceder hasta encontrar al resto de sus tropas, ante esto los mapuches se retiraron. Los hispanos tuvieron un muerto, el capitán Pedro Silva, y 3 heridos graves. Ribera prosiguió su camino.
Cuando llegó al fuerte se enteró de que en el invierno, Pelantaro con seis o siete mil lanzas sitió el lugar e intento tomarlo, de los 140 españoles originales quedaban en febrero de 1603 solo 39 soldados y su capitán Alonso González de Nájera. Durante el asedio muchos soldados desertaron o murieron de hambre, por lo que su comandante tomo drásticas medidas contra la cobardía.
Ribera reabasteció y reparó el fuerte, luego con 400 hombres atacó Mulchén arrasando todo a su paso. Sin embargo, solo tres caciques con 23 guerreros pidieron la paz, tras esto volvió al norte.
En octubre partió de Concepción al sur con un poderoso ejército cruzó la cordillera de Nahuelbuta saqueando y quemando, rescató algunos cautivos pero otros se negaron ya que se habían integrado con los mapuches y tenían familias con ellos.
Ya en diciembre Rivera y sus hombres volvieron al norte, pero cuando atravesaban las ciénagas de Lumaco fueron emboscados, al ser inoperante su caballería se les ordenó a los yanaconas cubrir el camino con totoras y luego los arcabuceros dispararon hasta dispersar a los araucanos. El día 24 se fundó el fuerte de Nacimiento en la confluencia del río Vergara con el Biobío.

##### Campañas de 1604 a 1605

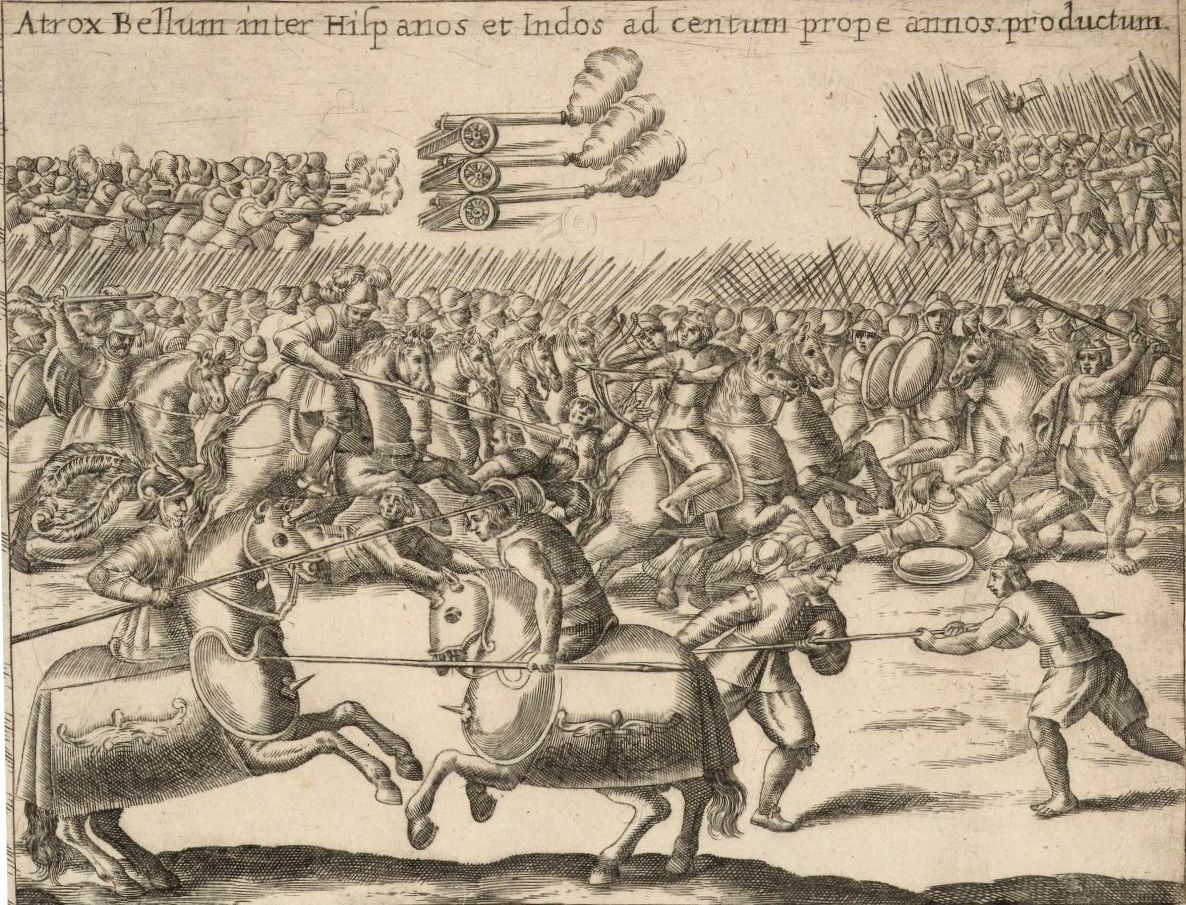
Batalla entre españoles y mapuches del período de 1601-1651.

En 1604, Ribera creó un ejército permanente de 1500 hombres, pagado de réditos reales. Su plan estratégico era concentrar las fuerzas españolas en una serie de fortalezas a lo largo de la frontera y consolidar la energía española, que podría entonces avanzar al sur. En su primer período de gobierno, pudo avanzar en el territorio de mapuche y construir 19 fortalezas.
En 18 de febrero llegaron de Lima 361 refuerzos a Concepción.
En febrero de 1604, Ribera salió de Concepción con un batallón punitivo de 590 soldados en dirección a Catiray y Purén, pero los indígenas no presentaron batalla limitándose a darles paso. Ribera tuvo que contentarse con asolar las sementeras y quemar rucas vacías, logrando liberar 20 cautivos.
El día 13 Ribera evacuó a 44 hombres que quedaban en Valdivia y marchó a Carelmapu a evacuar Osorno, desconocía que el fuerte había sido sitiado, muertos de hambre Hernández y su tropa salieron quemando el lugar el 15 de marzo de 1603 (durante el asedio se llegó al canibalismo con tal de sobrevivir), de inmediato fueron emboscados y tuvieron 16 bajas, tomando rumbo a Chiloé. Llegaron a Calbuco tras un agotador viaje en el que murieron 24 personas y ahí recibieron ayuda de Castro, lugar con el que tenían comunicaciones gracias a que Hernández había enviado varios mensajes señalando sus intenciones. Ahí se establecieron y fundaron un fuerte. Tanto en la salida de Osorno como en el viaje hacia Calbuco, contaron con el apoyo de un contingente de auxiliares indígenas que fueron recompensados con tierras en el archipiélago de Calbuco, la eximición de la encomienda para ellos y sus descendientes; este grupo constituye el origen de los denominados "indios reyunos".
El 1 de abril penetró en la comarca de Arauco donde no encontró resistencia y ordenó trasladar el fuerte junto al río Curaquilla para poder abastecerlo desde el mar. Mientras esto sucedía los indios atacaron los alrededores de Concepción, Hualqui y Quilacoya, estas dos últimas eran estancias del rey.
Durante el invierno, Ribera cifró sus hombres en 1219 y tras un consejo de guerra efectuado en Santiago el 18 de julio mandó como pedido al Rey un refuerzo de 1500 hombres. Mientras que en el fuerte Arauco Pedro Cortés y 500 soldados derrotaron 32 veces a concentraciones de guerreros de cuatro mil o más, recuperándose 800 caballos y tomándose 400 prisioneros. En el de Nacimiento el sargento Garci López Valerio y 19 soldados desertaron y se pasaron al bando mapuche.
A finales de septiembre el gobernador volvió a Concepción y su subordinado, Pedro Cortés, tras acosar constantemente al cacique Antemaulén, toqui de Lavapié, logró que este pidiera la paz, dejando sometida toda la provincia de Arauco, los jefes prestaron 500 lanzas al servicio del hispano. Para su nueva campaña el gobernador partió al sur con 900 yanaconas y 400 españoles.
En diciembre de 1604 y enero de 1605 Ribera ordenó abandonar Arauco retirando la frontera al Biobío. Jorge Ribera, hermano del gobernador, atacó Catiray con 80 hombres encontró a los locales haciendo una fiesta, los atacó y masacró, llevándose 86 mujeres. Tras esto, las tribus de la comarca pidieron la paz. En la de Tucapel dos jefes pidieron la paz, siendo atacados y asesinados por sus congenéres. El gobernador marchó a Tucapel donde aplastó la resistencia de las tribus. En la desembocadura del Lebu fundó el fuerte de Santa Margarita de Austria El gobernador en Claroa fue atacado por una columna de 2000 a 3000 mapuches pero la derrotó, marchó a Tucapel pasando por Ilicura y Lleolleo. En Paicaví fundó un nuevo fuerte, donde se reuniría el 9 de abril de 1605 con su sucesor.
Los mapuches de las zonas de Angol y Mulchén realizaron guerra de guerrillas, con ataques menores que generalmente buscaban hacerse de elementos materiales evitando atacar las mayores guarniciones en la línea del Biobío. El 28 de enero en Yumbel una guarnición de 40 españoles del teniente Cristóbal Delgado salió del fuerte en busca de forraje, fue emboscada y 25 fueron muertos y 3 son capturados, los sobrevivientes volvieron al fuerte, heridos en su mayoría, la tropa principal fue a atacar a los indígenas pero estos se dispersaron y ocultaron.
El gobernador mandó a los alrededores de Laja, Yumbel y Angol al maestre de campo Pedro Cortés con 30 soldados, quien saqueó los poblados alrededor de los fuertes de Nuestra Señore de Halle, Nacimiento y Santa Fe, cruzando el Biobío al sur, atacando las tierras del cacique Nabalburi donde arrasó un campamento, matando unos 60 indígenas. Los mapuches no presentaron batalla en ningún caso, ni tampoco establecieron sitios a las ciudades importantes como en antaño. Muy probablemente esto se debía a una epidemia de tifus que los diezmaba.
Al final, las intrigas de la iglesia en contra de Ribera dieron fruto y el gobernador fue relevado de su puesto y reasignado a Tucumán, siendo reemplazado por Alonso García Ramón, mientras se llevaba un juicio de residencia en contra de Ribera.

#### Campañas de Alonso García Ramón

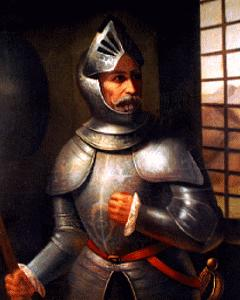
Alonso García de Ramón.

Durante toda la primavera y el verano de 1606 el gobernador español Alonso García Ramón armado con refuerzos traídos desde Mendoza, Buenos Aires y Lisboa contaba con más de 1000 soldados, considerándose lo suficientemente poderoso como para organizar una campaña de conquista definitiva ya que contaba con el apoyo de la Corte de España y la Iglesia católica.
El 15 de enero García Ramón partió su campaña con 1200 soldados y 500 yanaconas, dividió sus fuerzas en dos columnas, la primera de 500 hombres al mando del coronel Pedro Cortés y el maestre de campo González de Nájera marchó por la costa, atacando a los rebeldes de Arauco y Tucapel para volver al valle central a Purén para reunirse con el gobernador. La segunda columna dirigida por el mismo gobernador y el maestre de campo Diego Bravo de Saravia contaba con 600 tropas y recorrió el valle central hasta el punto de reunión.
En ambas marchas los locales presentaron poca resistencia, retrocediendo a zonas boscosas, montañosas o pantanosas, ante esto las tropas españolas se limitaron al saqueo y el pillaje. Solo Cortés encontró batalla en el valle de Elicura tras recorrer la zona de Tucapel. Por el lado del gobernador, cerca de 150 yanaconas que acompañaban su columna lo traicionaron y dejaron solo matando al jefe Nabalburí que había dado muestras de sometimiento. El 2 de febrero ambas fuerzas se reunieron en Purén cuando llegó la columna de Cortés, el gobernador ya había llegado el día 30 de enero.
García Ramón sabía que en los vados de Purén y Lumaco se refugiaban miles de guerreros con 200 cautivos, sin embargo, no logró liberarlos ni por medio de las armas ni por el intento de intercambiarlos o comprarlos. En sus intentos lanzó varios ataques en la zona del río Cautín y donde estaban las ruinas de La Imperial y Villarrica, por esto tomó la decisión de fundar el fuerte de San Ignacio de la Redención de Boroa, durante la construcción de este sufrió dos feroces ataques, los nativos esperaron que la tropa principal saliera para hacer su ofensiva nocturna, en ambos casos fueron rechazados gracias a la acción del sargento mayor Diego Flores de León.
Tras esto el gobernador volvió a la ofensiva pero en la orilla norte del río Colpi fueron emboscados y derrotados el 2 de abril, muriendo los capitanes Juan Sánchez Navarro y Tomás Machín. Con el invierno ya volvió al norte llegando a donde se encontraba la ciudad de Angol, allí al inicio de su campaña había fundado un fuerte a cargo del capitán Núñez de Pineda, este a fines de marzo solicitó refuerzos, unos 150 hombres al mando del capitán Antonio de Villarroel fueron enviados desde Concepción, cuando estaban cerca de Angol tuvieron que pasar por un estrecho paso donde la retaguardia formada por novatos traídos de México fue emboscada y derrotada, sufriendo 20 bajas (incluidos dos oficiales). Tras esto las comarcas de Angol y Tucapel se rebelaron y los españoles se vieron forzados a despoblar el fuerte dejando aún más aislado al de Boroa, la rebelión indígena empezó a extenderse en diversos lugares.

#### Batalla y asedio de Boroa
En Boroa, el maestre de campo Juan Rodulfo Lísperguer fue el único comandante español que se ofreció a quedarse a cargo de la plaza, se dedicó a hacer varias salidas consiguiendo rescatar varios cautivos y tomar prisioneros y un amplio botín. Pronto el fuerte tuvo gran cantidad de provisiones, armas y víveres lo que lo hacía un blanco importante. Sin embargo varios soldados desertaron por las malas condiciones de vida, pasándose al enemigo y dándoles información vital.
En agosto Lísperguer supo de una gran masa de indígenas, en su mayoría de Purén y Tucapel, se reunió en las afueras del fuerte al mando de los caciques Pelantaro, Aillavilu II y Paillamachu y el desertor mestizo Juan Sánchez. Sin embargo, Lísperguer continuó con sus salidas. Los mapuches se mantuvieron quietos esperando el momento oportuno para el ataque. En las cercanías de aquel lugar el cacique Pelantaro reunió unos 3600 guerreros con los que planeaba emboscar a la columna mientras otros miles de mapuches con los demás jefes procederían a atacar el fuerte de Botoa.
El 20 o 29 de septiembre Lísperguer salió del fuerte con entre 150 y 293 soldados por el carbón, al entrar en la quebrada la avanzada fue atacada pero prevaleció por el fuego de arcabuces, pero el grueso de la fuerza española llevaba las mechas apagadas, los mapuches se enteraron y atacaron destruyendo las columnas, dividiendo a los españoles en pequeños grupos aislados. Tras una feroz lucha, los españoles agotados y rodeados por masas compactas de guerreros cayeron uno a uno tras sucesivos ataques desde todas partes. Lísperguer animó a sus hombres primero a caballo y luego cuando mataron a su animal combatió a pie hasta que cayó. La quebrada quedó cubierta de cadáveres. Ningún español logró escapar, aparte 10 o 15 fueron capturados para sacrificios o por canje de prisioneros. Fue por el número de muertos la mayor derrota de los españoles en Chile.
Mientras tanto, en el fuerte quedaron 94 soldados al mando del capitán Francisco Jil Negrete de 25 años, que al sospechar por la tardanza de sus compañeros y con la posterior llegada del alférez Alonso Gómez que había sido capturado tras la batalla pero que logró escapar y llegar al fuerte, mandó a imponer activa vigilancia, retrocedió de las posiciones indefendibles y mantuvo un estricto racionamiento ante un posible asedio. Fue capaz de rechazar dos grandes ataques, sin embargo poco a poco sus hombres empezaron a perder la moral.
El gobernador pasó el duro invierno el Concepción, el 9 de octubre se enteró de la rebelión en Tucapel y el día 15 marchó a Purén, lugar que sometió y luego al fuerte de Arauco donde acabó con las fuerzas nativas que se concentraban en sus cercanías, partió a liberar el fuerte de Paucaví arrasando el valle de Cayocupil.
Durante su victoria en Purén un soldado de apellido Rivas sobreviviente del desastre de Boroa le llegó con las noticias del desastre, el hombre había sido capturado y había escapado y sobrevivido oculto en la selva, el soldado desconocía lo sucedido con la guarnición del fuerte. Muchos oficiales aconsejaron a García Ramón volver al norte creyendo nulas las esperanzas de hallar sobrevivientes pero este ordenó marchar con todo el ejército al sur.
El 24 de noviembre el gobernador llegó con un ejército de 2000 hombres a romper el asedio, las condiciones dentro del fuerte eran terribles, de los sobrevivientes al desastre inicial 42 habían muerto o desertado, de los aún vivos muchos estaban enfermos o heridos. El día siguiente el gobernador ordenó una investigación oficial de lo sucedido, el 26 de ese mes los españoles abandonaron el fuerte y retrocedieron desmoralizados a Tucapel y Paicaví, el gobernador, sus hombres y los colonos perdían así las esperanzas de someter definitivamente la región. Hubo pánico y desmoralización en la población, el 19 de diciembre el Cabildo de Santiago se reunió de emergencia por temor a una posible rebelión en el Maule se desarmó a los indígenas pacificados y con el tiempo la calma volvió a la colonia.
Ante tan desastrosa derrota, con sus fuerzas cansadas y muy menguadas y notando la negación de los mapuches a la paz el gobernador ordenó la retirada al norte y el fin de la campaña de ese verano. Poco después llegaron unos 500 hombres desde el Perú.

#### Nuevos intentos de García Ramón para atacar a los mapuches
Entre 1607 y 1608 durante el verano el gobernador reorganizó sus tropas, cifradas en 2000 hombres, con 1000 yanaconas y lanzó una nueva campaña. Sus tropas se concentraron en el río Biobío sucediéndose enfrentamientos en el río Lebú y en las provincias de Arauco y Millapoa.
En 1608 una Real Cédula autorizó la esclavitud de todos los indios rebeldes, en ese momento las tropas llevaban cerca de cinco años de guerra continua y sin descansos por lo que las deserciones eran masivas muchos de ellos fueron a la Gobernación del Tucumán.
La siguiente campaña de verano (1608-1609) fue bastante ambiciosa gracias a que el capitán Pedro Martínez de Zavala, exgobernador de Buenos Aires, llegó con los refuerzos encargados, 150 soldados y 1500 caballos desde el Paraguay y Tucumán en mayo de 1608. El gobernador llegó a Purén pero en mayo del 1609 retrocedió a Concepción por el inicio del invierno, ese año hubo fuertes inundaciones en todo el reino. Por su cuenta el coronel Pedro Cortés lanzó un ataque sorpresa contra el campamento del cacique Paillamacu cerca de Tucapel, el jefe mapuche fue capturado y colgado sumariamente con los demás prisioneros.
En la que sería su última campaña (verano de 1609 y 1610) García Ramón tomó fuertes castigos contra los indígenas, estos escarmientos provocaron una nueva sublevación. Durante noviembre y diciembre de 1609 el gobernador preparó e inició su campaña en las provincias del sur. El maestre de campo Diego Bravo de Saravia llevó varias correrías militares en la provincia de Tucapel, dirigiendo una fuerza de 350 hombres, pensando en que la larga guerra había debilitado a los nativos el español marchó confiado, inicialmente atacó y persiguió a los mapuches sin que estos ofrecieran gran resistencia, abandonó Tucapel y continuó por la cordillera de la Costa. Sin embargo, a mediados de diciembre en un lugar llamado Cuyuncaví fue emboscado por guerreros de Purén, donde no pudo oponer una resistencia organizada, 34 españoles murieron o fueron capturados y más de 60 fueron heridos. Los mapuches llevaron un gran botín en caballos, municiones y armas, durante su regreso a sus tierras fueron acosados por un destacamento del capitán Pedro de Escobar Ibacache, sin embargo, este no pudo derrotarlos y volvieron vencedores a sus tierras. Al saber del desastre el gobernador ordenó que tal afrenta no quedara sin castigo.
Salió con 470 hombres desde Concepción, rápidamente marchó y atravesó la sierra de Catirai y el 26 de diciembre llegó al valle de Purén, lugar de origen de los guerreros que emboscaron a Bravo. Allí quemó sembradíos y construyó un campamento en el mismo lugar donde Valdivia fundó un fuerte, sin embargo, no encontró resistencia.
El 31 de diciembre, sabiendo que las tribus costeras eran las que ofrecían mayor resistencia, se preparó a atacar los valles vecinos, pero su plan se interrumpió cuando tras levantar su campamento ordenó a su vanguardia explorar los alrededores pero esta fuerza cruzó un arroyo y quedó separada del resto de la tropa española. Un enorme ejército de mapuches salió a su encuentro, eran las fuerzas unidas de los caciques Aillavilu II, Anganamón, Pelantaru y Longoñongo.
El ejército araucano que se dividía en cinco grandes cuerpos cargó sorpresivamente contra la tropa española con un gran ímpetu. El gobernador llegó con el resto de sus hombres a salvar a su vanguardia, pero la resistencia mapuche resultó tan feroz que él y el resto de su ejército se hallaron durante un largo tiempo al borde de un desastre militar. Finalmente los españoles lograron que algunos regimientos indianos rompieran filas por lo que los caciques y sus guerreros se retiraron sin ser perseguidos. Los españoles resultaron en su mayoría heridos y tuvieron dos muertos, los mapuches tomaron sus cuerpos y los decapitaron mandando sus cabezas a la costa como mensaje para que las tribus de aquel lugar se alzaran. En tanto que con los yanaconas nunca se mencionaron ni cuantos lucharon ni cuantos murieron en la batalla.
El mensaje de rebelión tuvo éxito, los locales de Lebú se rebelaron creyendo al gobernador muerto y su ejército destruido. Pronto la insurrección se extendió por toda la llanura costera y la guerra recrudeció. García Ramón retomó la marcha y sometió Lebú y alrededores. Luego mandó llamar a los jefes de Tucapel y Arauco a un parlamento, ahí decapitó a 20 asistentes y ahorcó a seis mensajeros. Otra versión dice que el gobernador delegando el mando por enfermedad en el oidor de la Audiencia de Santiago, doctor Luis Merlo de la Fuente, quién con diez hombres sorprendió a los caciques mientras estos conspiraban un nuevo alzamiento y los hizo arrestar y ejecutar.
Sea cuál sea la verdad, García Ramón volvió a Concepción a inicios de febrero de 1610 para recibir 200 refuerzos enviados desde el Perú, estos fueron apenas suficientes para reemplazar las bajas de la campaña, como los 23 ahogados al hundirse un bote cuando cruzaban el Biobío o el capitán que con sus 12 hombres fueron emboscados y masacrados alrededor del fuerte Nacimiento. El gobernador volvió al sur de la frontera y el capitán Núñez de Pineda fundó el fuerte de Francisco de Montes Claros en Angol, al finalizar el verano se dio por finalizada la campaña, que terminaba como las anteriores, con altas perdidas y ningún avance hacia la pacificación. García Ramón se retiró a Concepción por el invierno, y murió el 2 de septiembre de 1610.
Durante el gobierno de García Ramón murieron 414 españoles en batalla y más de 600 por enfermedades o habían sido o bien capturados o desertaron con casi ningún avance en la guerra. Su sucesor Luis Merlo de la Fuente organizó una campaña punitiva arrasando todo a su paso, capturando esclavos en Purén. Por esas fechas se implantaría la guerra defensiva en la frontera en la que los misioneros católicos tomarían una importante influencia en las negociaciones, esto fue posible en particular gracias al fracaso político-militar de las campañas de García Ramón.

### Periodo de la guerra defensiva

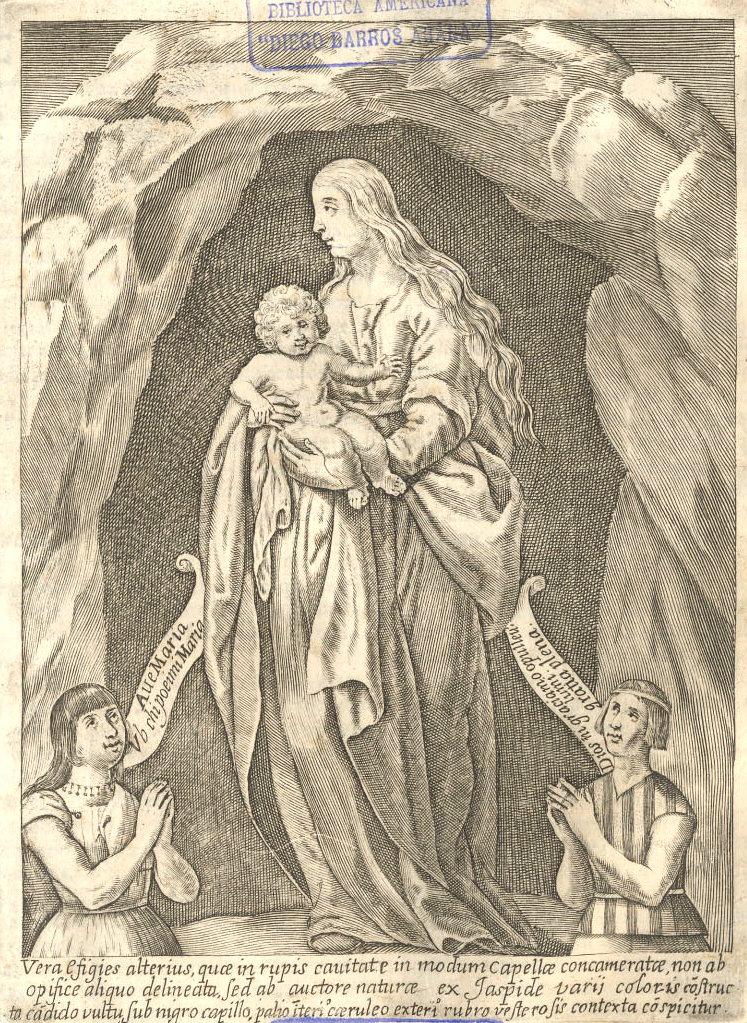
Mapuches orando a la Virgen María, en la obra del jesuita Alonso de Ovalle. Expresión gráfica del proyecto de conquista religiosa presentado a fines del frente al fracaso de la conquista militar: la guerra defensiva.

El virrey del Perú asignó, por instrucciones de Felipe III, al sacerdote Luis de Valdivia como cabeza de las directivas de la guerra en Arauco.
El padre Luis de Valdivia estaba convencido de que el medio más eficaz para concluir con la Guerra de Arauco era la supresión del servicio personal de los indígenas y el término de la guerra ofensiva, lo que debía ir acompañado por un esfuerzo evangelizador de los religiosos. En 1606 viajó al Perú y expuso estas ideas al recién llegado Virrey, el marqués de Monterrey, quien lo envió a España para obtener la sanción real del sistema propuesto.
Luego de recibir la aprobación en 1612, el padre Luis de Valdivia viajó ese mismo año desde Tucumán junto a Alonso de Ribera; quien había sido liberado de los cargos que se le imputaban y se le reasignaba un segundo mandato en Chile. La condición de esta nueva oportunidad de gobierno para Ribera era que aceptara el libre concurso del padre Valdivia en la guerra defensiva.

#### Parlamento de Paicaví
Alonso de Ribera convocó el 9 de diciembre de 1612 una junta de paz en Paicaví, a la que asistieron los caciques Anganamón, Tereulipe y Ainavilú. En ella el padre Valdivia los trató con extrema condescendencia, prometiendo la destrucción del fuerte de Santa Fe, el regalo de las embarcaciones anexas y la liberación de los indios del servicio; a cambio los indígenas debían aceptar la paz y que misioneros estuvieran entre ellos en labores evangelizadoras. Los caciques mirándose unos con otros, aceptaron con falsas promesas de paz a los sacerdotes Horacio Vechi, Martín de Aranda y a Diego de Montalbán en sus asentamientos.

### Remprendimiento de la guerra ofensiva

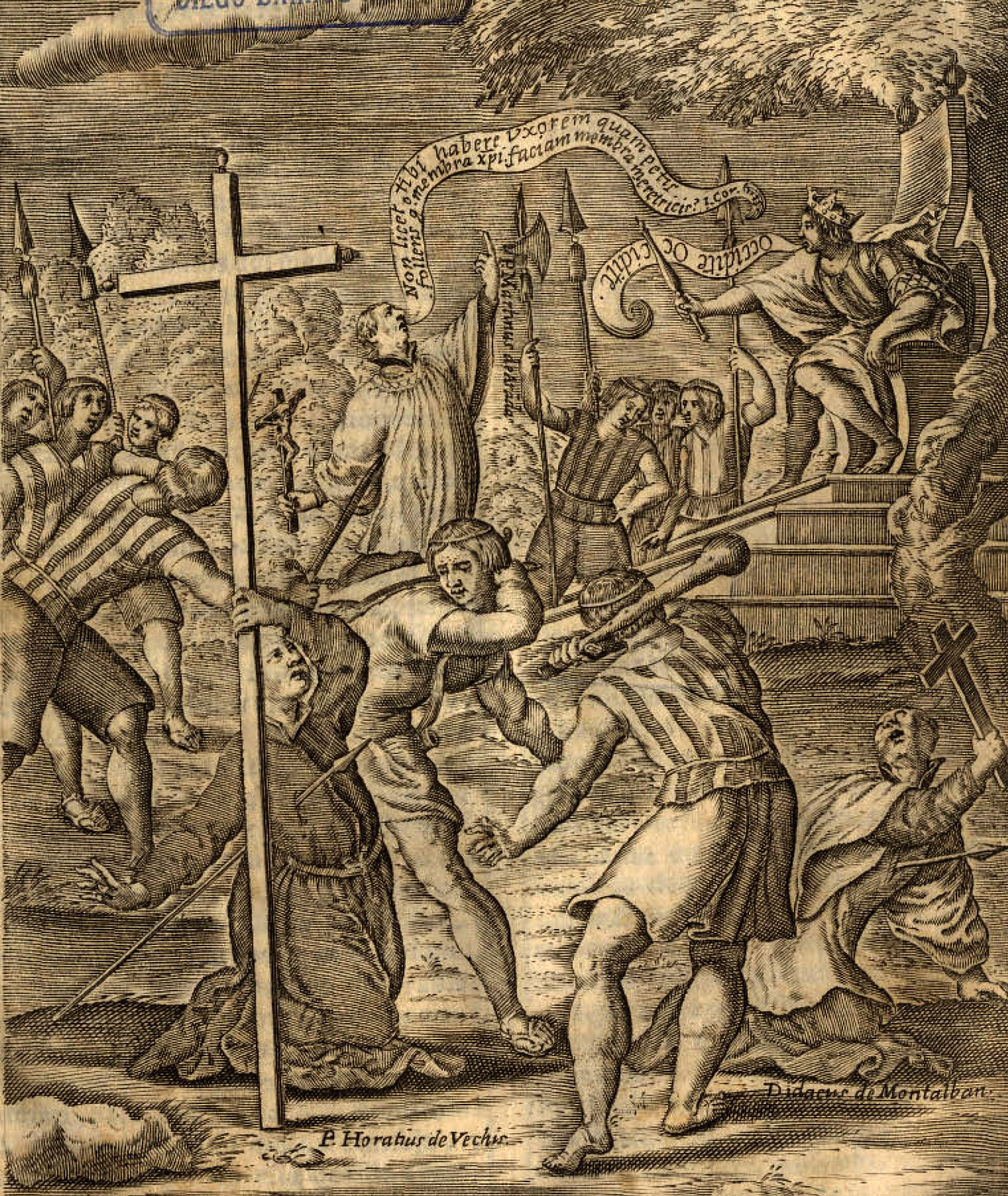
Representación de los llamados "Mártires de Elicura" en un grabado incluido en la Histórica relación del Reyno de Chile i de las Misiones i Ministterios que exercita la Compañía de Jesús, del jesuita Alonso Ovalle (1646).

Al ser muertos los sacerdotes por Anganamón luego de que una española y algunas otras mujeres suyas le fuesen robadas por un español enviado del cura Valdivia (F. Nuñez, el Cautiverio feliz, entre otros). Esto, ilustra que a pesar de las disposiciones reales sobre la guerra defensiva, el ejército permanente de la frontera, acostumbrado a las malocas y al tráfico de esclavos que el rey había autorizado por real cédula en 1608, difícilmente pudo abandonar sus hábitos, de ahí que el levantamiento mapuche no se hiciera esperar.
Así, Ribera tuvo que reemprender la guerra ofensiva, además de lidiar con correrías de piratas. Pero el Alonso de Ribera que llegó de Tucumán no era el mismo de antes, ya estaba cansado y muy enfermo. Finalmente falleció, profundamente enemistado con el padre Valdivia, en 1617.

### Campañas entre 1619 y 1640

#### Campaña de Pedro Osores de Ulloa

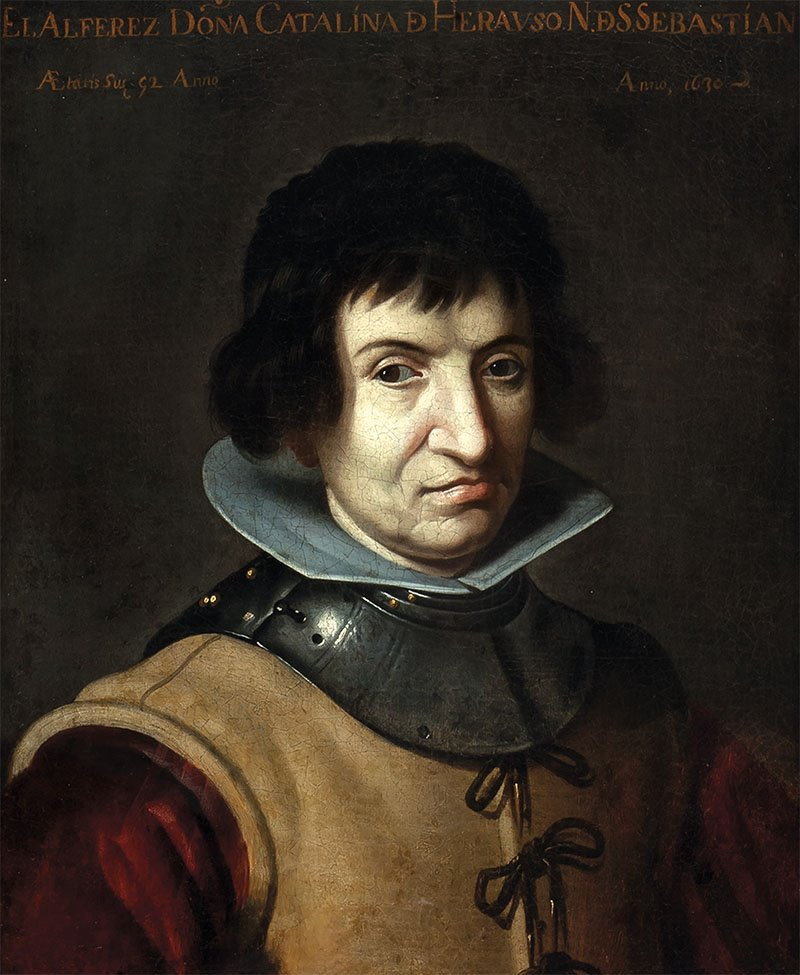
Catalina de Erauso, la famosa monja alférez.

Entre 1619 y 1623 se declaró una segunda epidemia de viruela entre la población indígena alcanzando también a la población mestiza en la colonia. Para suerte de la colonia, esta epidemia imprimió un freno a la rebelión desatada en Curalaba pues diezmó a las poblaciones rebeldes en un momento en que la gobernación de Chile, desde la muerte de Alonso de Ribera, pasaba por una y otra mano donde ninguno de los interinatos tenía mayores aptitudes militares.
La excepción a la regla fue Pedro Osores de Ulloa un anciano militar dotado de un carácter enérgico que impuso disciplina al desastrado e inoperante ejército colonial: ejecutó a los desertores e imprimió un nuevo impetú de armas a sus soldados. Cuando estuvo ya en condiciones operativas la soldadesca salió en una campaña punitiva contra los indios de Purén quienes no le dieron batalla por encontrarse diezmados y rehuyeron el combate frontal.
Por estas fechas llegó a Chile Catalina de Erauso, llamada la monja alférez, quien se alistó para luchar en esta guerra bajo las órdenes del capitán Gonzalo Rodríguez, que venía con una fuerza de 1600 hombres de Lima a la ciudad de Concepción. Luchó como cualquier soldado frente a los mapuches y tuvo una acción destacada en la defensa de Valdivia por lo cual recibió el grado de alférez. Sin embargo, sus excesos con los indígenas le privó de seguir avanzando en la carrera militar. Según su autobiografía al morir su capitán en la batalla de Purén quedó al mando de la compañía por 6 meses.
Osores de Ulloa, además, planteó al virreinato del Perú la reconstrucción de Valdivia y la factibilidad de hacerlo recayó en el conde de Guadalcazár, a quien había sido encomendado el reconocimiento de las costas australes en prevención de ataques de piratas holandeses.
Esta expedición naval llegó y remontó hasta Valdivia. Viendo que los indígenas reunidos en tierra le exponían una gran cruz como aparente signo de bienvenida se dispuso el desembarco de Pedro de Balmaceda con 10 soldados, apenas hubieron puesto los pies en tierra fueron masacrados por la turba de indios ante la atónita vista de la gente en las embarcaciones y huyeron del lugar.
Osores intentó hacer llegar un informe del estado de la Guerra de Arauco a Felipe IV, el nuevo rey, pero este monarca estaba aún influenciado por los informes del Padre Valdivia y solo atinó a enviar directamente desde España una flota de tres navíos con 400 soldados a cargo de Iñigo de Ayala, la cual zozobró a la altura del Estrecho de Magallanes, salvando solo un navío que desembarco la infantería sobreviviente, de la que solo llegaron 80 soldados a Chile por tierra.
El anciano gobernador, falleció en septiembre de 1624 cuando estaba por salir a dar una batida para Valdivia.

#### Campaña de Luis Fernández de Córdoba
En abril de 1625 asumía como gobernador Luis Fernández de Córdoba y Arce, sobrino del virrey del Perú. Este aristocrático e inteligente español derogó mediante el concurso de una cédula real la guerra defensiva impuesta por el infamado Padre Valdivia autorizando de paso a someter a esclavitud a los mapuches capturados, asimismo forjó desde el primer momento una imagen de hombre fuerte. Reprimió con dureza los abusos y fraudes e impuso una severa disciplina marcial.
Realizó varias batidas contra La Imperial donde capturó un cierto número de indígenas, que le costaron 30 españoles y más de 100 yanaconas muertos a fines de 1627. Estando en La Imperial un ejército de 300 soldados y 400 yanaconas al mando de Juan Fernández Rebolledo con estos prisioneros, se le dejó caer en la noche una turba de indios comandadas por un ex-yanacona llamado Lientur quienes mataron a 28 españoles más y recuperaron a los prisioneros. Fue necesario desalojar a toda prisa La Imperial y retroceder a Angol con muchos heridos.
Los indios a pesar de la epidemia se enardecieron y se sublevaron asaltando Chillán y el fuerte de Nacimiento que estuvo a punto de sucumbir si no hubiera sido por el directo auxilio del gobernador.
Al año siguiente, 1628, Lientur organizó una fuerza y atacó desde el este la ciudad de Chillán. El gobernador envió 300 hombres al mando del sargento Mayor Juan Fernández con 300 hombres a capturar a Lientur pero el cacique se escapó por los pasos de cordillera.
El 10 de abril de 1629, Lientur atacó nuevamente Chillán y el corregidor de la ciudad, Gregorio Sánchez de Osorio, lo persiguió, al día siguiente, cuando descansaban los mapuches les atacaron, murieron el corregidor, su hijo, su yerno y 6 soldados.
En mayo de 1629, el capitán Fernández Rebolledo le presentó batalla muy cerca de Yumbel, en un sector llamado Las Cangrejeras, quien fue derrotado en un combate cuerpo a cuerpo muriendo 70 españoles y tomando los indígenas por prisioneros a 36 sobrevivientes, entre ellos al capitán Francisco Núñez de Pineda, quien pasó siete meses cautivo entre los indios (es autor de Cautiverio feliz).
El gobernador Fernández de Córdoba, a la luz de los hechos, se dio cuenta de que nada podría hacer para mejorar la situación en la guerra, que ya tenía 83 años de duración, y pidió relevo.

#### Campaña de Francisco Laso de la Vega

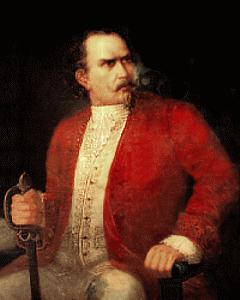
Francisco Laso de la Vega, según pintura idealizada del.

Francisco Laso de la Vega tomó posesión del cargo de gobernador de Chile en diciembre de 1629, este español era como muchos de sus predecesores un brillante militar con éxitos en campos de batalla europeos. Sus principales características eran su férrea determinación, arrojo y valentía. Este perfil de gobernante iba a dar como resultado una de las mejores actuaciones en la Guerra de Arauco.
Al asumir la gobernación de Chile no tenía mayor noción de las características de la Guerra de Arauco, pero una vez en Chile, tomó la firme determinación de poner en cintura a como fuera lugar a los mapuches. Deseoso de batir a los indígenas, decidió organizar un poderoso ejército en Concepción. Desde ahí avanzó a Yumbel.

##### Batalla de Piculhue
Por su parte en el fuerte de Arauco, el 24 de enero de 1630, el maestre de campo Alonso de Córdoba y Figueroa, supo por indios amigos que el cacique Butapichón estaba en las inmediaciones con un número elevado de huestes. Despachó al capitán Juan Morales con unos 15 españoles y 100 yanaconas a reconocer el terreno con la expresa orden de no presentar combate ni traspasar una quebrada llamada "la quebrada de Don García".
La avanzada no regresó y salió Córdoba con 400 españoles y una avanzada de yanaconas. Suponiendo que el capitán Morales había traspasado la quebrada se adentró en ella y al salir se topó con una masa de indios superior a los 5000 guerreros que le hicieron frente. La batalla fue en extremo recia, un par de capitanes, Lillo y Bernal quisieron perseguir una porción de la infantería enemiga que se dio a una aparente fuga, pero fueron cortados del grueso al cerrarse las filas detrás de ellos.
Córdoba no pudo reabrir las filas cerradas de indígenas, muriendo ambos capitanes, el maestre de campo vio muy comprometida la situación ordenando el gradual retiro hacia la quebrada. De no ser por la aparición del capitán Morales más dos compañías de arcabuzeros que atacaron el flanco enemigo, no habría podido retirarse al paso de Don García, donde los españoles rechazaron los ataques de Butapichón tras la llegada del resto de la infantería bajo Avendaño y Carmona, (ambos también morirían). No obstante, perdió a 43 de los suyos que quedaron muertos o prisioneros más una crecida porción de yanaconas, los mapuches, también tuvieron bajas muy elevadas aquel día, más de 800 muertos. Finalmente ambos se retiraron del campo de batalla en un combate indeciso, pero que podría haberse tornado en un completo desastre para el nuevo gobernador.

##### Batalla de Los Robles
A fines de marzo de 1630, el gobernador inició una batida punitiva hacia las ciénagas de Purén con 400 españoles y 100 yanaconas. Durante un mes dio vueltas por territorio enemigo y este no le presentó batalla, limitándose a quemar las sementeras.
Frustrado, inició el regreso y luego de dejar Yumbel acampó el 14 de mayo de 1630 en un sector ribereño del Itata llamado Los Robles, sin sospechar que Butapichón le venía siguiendo los pasos. Rápidamente, y aprovechando que los españoles no habían montado centinelas, se dejó caer sobre el campamento matando a varios españoles en forma sorpresiva.
Tal fue el desconcierto que se armó una batalla campal en combate cuerpo a cuerpo en donde los españoles lucharon con excepcional bravura logrando contener a los indios obligandolos finalmente a retirarse al caer la noche, no sin antes llevarse numerosos prisioneros. Laso de la Vega tuvo 20 muertos, 40 heridos y un número indeterminado de prisioneros.
Laso de la Vega pudo en esta batalla ver la naturaleza del enemigo a que se enfrentaba y se dio cuenta de que necesitaría algo más que arrojo y valentía para llevar con éxito su campaña.
A fines de diciembre de 1630 Laso de la Vega logró reclutar unos 150 españoles voluntarios en Santiago que pensaba sumarlos a los ya 1600 soldados acantonados en el sur. Su idea era internarse en el mismo corazón de Arauco y dar una batalla armagedónica a los mapuches para terminar de una vez por todas con la guerra. El pánico general cundió cuando la población supo de las osadas intenciones del gobernador y el Cabildo le rogó que desisitiese de hacer ese tipo de guerra, pero fue inútil, Laso de la Vega quería esa batalla decisiva.

##### Batalla de La Albarrada
En enero de 1631 se reunió Laso de la Vega en el fuerte de Arauco con más de 800 españoles en armas y más de medio millar de yanaconas, nunca se había visto tal fuerza reconcentrada en un solo punto. Mientras eso sucedía los caciques Butapichón y Quempuante sumaron unos 5000 guerreros y paradójicamente también buscaban la idea de una batalla decisiva, lo que Lientur rechazó en un principio, como iniciativa y se apartó con unos 2000 guerreros propios. De todos modos, la proporción de fuerzas era de 1:3 en desventaja española.
Los indios llegaron a las inmediaciones del fuerte el 12 de enero, adelantándose a los planes de Laso de la Vega y comenzaron a provocar a los españoles a batirse en campo abierto.
El 13 de enero de 1631, Laso de la vega ya habiendo hecho confesar a sus huestes salió del fuerte y eligiendo cuidadosamente el terreno fue a tender su línea de batalla en Petaco. La acción se inició con una carga de un escuadrón de indígenas que fueron contenidos con fusileros alternados protegidos por lanceros. Una vigorosa carga de caballería fue contenida por los escuadrones mapuches y el combate por unos instantes se tornó indeciso.
Laso de la Vega se subió a un caballo y arengando a su infantería cargó en contra de uno de los flancos mapuches, la caballería logró rehacerse y cargó también por el otro flanco. Los indios de Quepuante empezaron a abrir filas ante la doble embestida y retrocediendo fueron a dar a unas ciénagas donde se empantanaron, momento que aprovecharon los españoles para hacer una carnicería entre ellos. Murieron 800 mapuches y se tomaron prisioneros a medio millar más, los españoles solo tuvieron heridos.
Esta victoria fue una de las mejores obtenidas para las armas españolas desde los tiempos de García Hurtado de Mendoza. Laso de la Vega creyó que esta gran victoria iba a doblegar definitivamente a los mapuches y dar la paz tan anhelada, pero amargamente debió comprobar que no era de ese modo, debiendo retomar el antiguo plan de Ribera de hacer la guerra defensiva.
Entrado el invierno de 1631, la suerte siguió favoreciendo a las armas españolas al eliminar en el Valle de Elicura a Quempuante y a su sucesor el cacique Loncomilla. Solo faltaba Butapichón quien, sabiamente, rehusó el combate y no le presentó batalla en las redadas y batidas punitivas en pleno corazón mapuche, logrando capturar otro medio millar de indígenas y recuperando miles de cabezas de ganado y rescatando a españoles cautivos.
Para 1634, la voluntad guerrera mapuche había cambiado aparentemente y se notaba el languidecimiento de las actividades predatorias de los indios debido al arrasamiento material. Laso de la Vega resolvió repoblar Angol en 1637 en forma prudente después de vencer al cacique Naucopillán en el combate breve de Angostura. Entregó el gobierno al Marqués de Baides: Francisco López Zúñiga. La guerra y las preocupaciones constantes minaron la salud de este bravo gobernador y en julio de 1640 falleció cuando recién llegaba a Lima en busca de ayuda médica.

### Primeros parlamentos

#### Gobiernos de Francisco López de Zúñiga y Martín de Mujica y Buitrón

##### El primer parlamento de Quillín

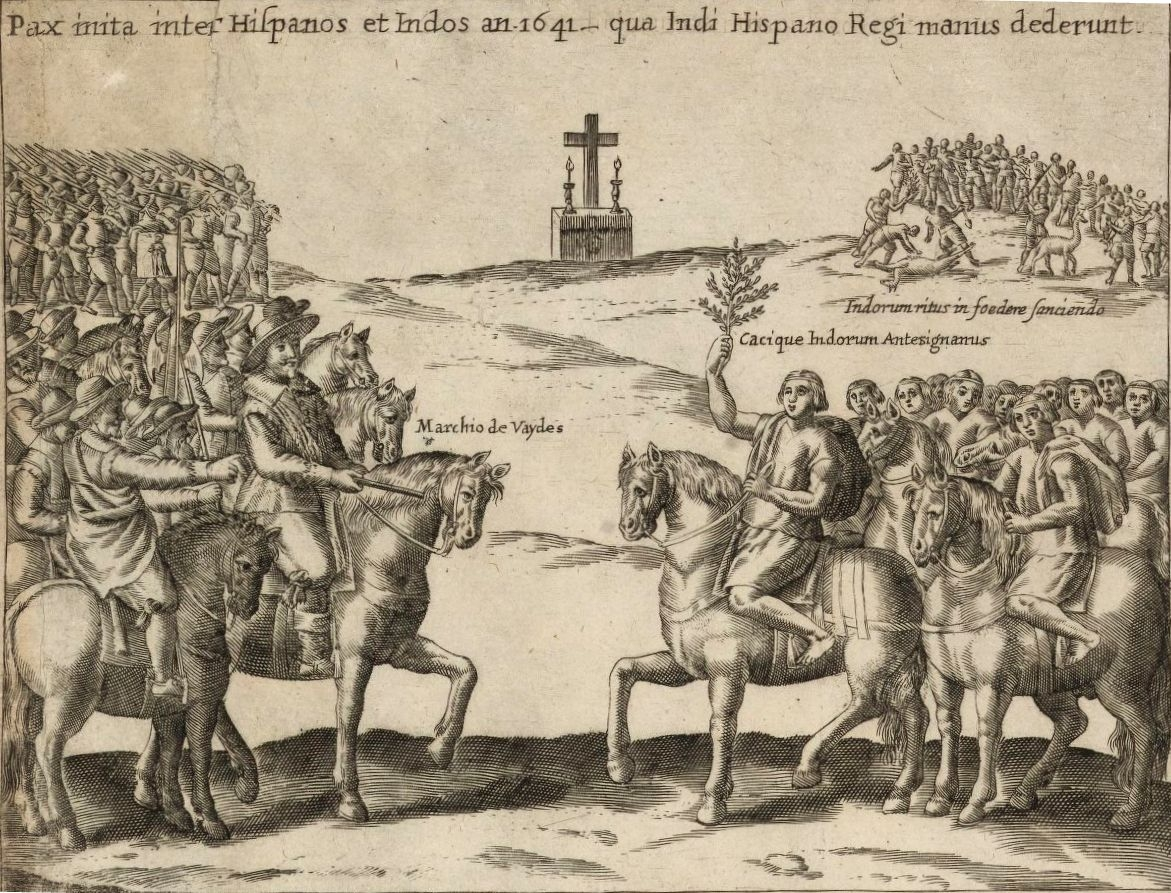
El Parlamento de Quilin según ilustración realizada en la obra del cronista Alonso de Ovalle (1646).

El nuevo gobernador, Francisco López de Zúñiga asumió el 22 de mayo de 1639 la gobernación de Chile estando la situación de la guerra en un estado óptimo para los españoles ya que las derrotas sufridas a manos de Laso de la Vega habían quebrantado la capacidad ofensiva de los mapuches, sumándose a las continuas pestes que afectaron a la población nativa, así que se anhelaba una situación de paz.
López de Zúñiga había sido un notable soldado al servicio de la corona y el rey lo había agasajado con un gobernación en Perú, pero los acontecimientos en Chile le hicieron nombrarlo gobernador, cosa que no gustó a López de Zúñiga. A pesar de esto se abocó a la tarea de reclutar unos 300 soldados y se embarcó con ellos hacía Chile.
En realidad más que un soldado, el gobernador era una persona muy ambiciosa e inteligente, su único anhelo era enriquecerse a como fuera lugar y al asumir la gobernación se dio cuenta de que si en el período que gobernaba no tenía la paz con los mapuches, sus planes de fortuna se esfumarían.
Resolvió entonces, que primero debía ganarse la voluntad de la Iglesia reviviendo los planes del iluminado sacerdote Luis de Valdivia, pero además debía demostrar fuerza ante los mapuches. Seguidamente, salió con un ejército de 1700 soldados hacia Purén en enero de 1640 y logró contactarse con el cacique Lincopichón, hermano del ya mencionado y huidizo cacique Butapichón a quien le dio un gran recibimiento y promesas de paz, todo a la vista de las impresionantes fuerzas españolas, para que no quedara duda que las intenciones de paz no estaban sustentadas en cobardía o debilidad.
Lincopichón cayó en el juego de López de Zúñiga y dispersó la noticia de las buenas nuevas a las demás tribus. López de Zúñiga además se dedicó a informar al rey de que la situación en Chile era desesperada y que los mapuches estaban a punto de caer con 6000 huestes sobre sus fuerzas, esto a fin de que se le asignaran aún más pertrechos y soldados, y de paso arruinando el prestigio ganado justamente por Laso de la Vega.
Se sumó a favor de López de Zúñiga el hecho de que el Volcán Villarrica hiciera erupción, lo que los mapuches interpretaron como que los dioses estaban enojados con ellos.
El 6 de enero de 1641, López de Zúñiga se reunió en las márgenes del río Quillín con varios caciques: Lincopichón, Butapichón, Tinaquepo y otros toquis y los vecinos de Concepción. En este parlamento se acordó por primera vez el reconocimiento de los mapuches como una entidad soberana de sus tierras, cuya frontera se les restituía hasta el Bío Bío y además se les eximía de la esclavitud y servidumbre, se comprometían a dejarse evangelizar, y a la entrega de cautivos españoles y el establecimiento de comercio; los españoles se comprometían a respetar a los indios en sus tierras, despoblar Angol, excepto el Fuerte de Arauco y el libre tránsito comercial. Si el Padre Valdivia hubiera estado presente en ese momento no habría cesado de bendecir a López de Zúñiga, pues ese acto era la consumación de sus deseos.
En Santiago y el resto de Chile, el pacto de Quillín cayó como un balde de agua fría para los veteranos españoles quienes se sintieron ofendidos en sus logros anteriores, se echaba por tierra, sangre española derramada inútilmente, años de servicio y un retroceso en la conquista del territorio mapuche. Para los indios era una dorada ocasión para recuperarse de los quebrantos sufridos y poder tener tiempo de armarse.
López de Zúñiga aprovechó estos momentos de paz para lucrar en su gobierno, aun a costa del situado real, la corrupción pronto se generalizó a costas de las arcas del rey.
En 1643, dio una batida en las comarcas indígenas cordilleranas y capturó a Lincopichón y al renombrado Butapichón y los mantuvo como rehenes de garantía de paz.
Ya para 1644, López de Zúñiga comenzó a implorar al rey su relevo, pues se veían brotes de insurrección entre los mapuches, sumado a la presencia de piratas holandeses en Valdivia.
En 1646, llegó el relevo de López de Zúñiga, este era Martín de Mujica y Buitrón. López de Zúñiga dejó Chile con una cuantiosa fortuna, producto de los negocios que estableció en Santiago y fue a radicarse al Perú.
Dejaba la colonia con los mapuches ya alzados en rebelión, una situación económica casi en el desfalco y un ejército indisciplinado y relajado.
Como corolario paradójico, López de Zúñiga una vez en el Perú multiplicó aún más su fortuna y se enriqueció durante 8 años antes de fletar 4 navíos que partieron a España en 1656 con toda su familia y su tesoro. Casi al llegar a Cádiz fueron interceptados por una flotilla inglesa, donde murió junto con la mitad de su familia. Los ingleses se apropiaron de toda la fortuna y más tarde devolvieron a España a 5 niños sobrevivientes de la familia del malogrado exgobernador.

##### El segundo parlamento de Quilín
Martín de Mujica y Buitrón era un soldado de la misma estirpe que Lopéz de Zúñiga, pero a diferencia de su antecesor, honrado, riguroso y honesto en sus acciones.
Lo primero que hizo al asumir en 1646 fue reformar al alicaído ejército que estaba en un estado de indisciplina nunca visto. Promulgó sanciones y reformas duras para lograr un grado de disciplina, además de ejecutar a algunos soldados para hacerse respetar. La dirección de la guerra fue encomendada al maestre Campo Francisco de Rebolledo, mientras Mujica se abocaba al gobierno.
Los mapuches estaban insurrectos pero las acciones no se habían iniciado a causa de una peste de viruelas que mató a mucha población guerrera, así que por algún momento se podía hablar de paz nuevamente con los mapuches.
Asistido por los jesuitas, adalides del plan del Padre Valdivia, Mujica decretó un cese de hostilidades por 50 días. En ese periodo, se acercaron muchos caciques a pedir la paz y volvieron a su tierra con muchos presentes. Además ordenó la libertad de Butapichón y Lincopichón con las correspondientes promesas de paz.
Mujica se hizo asesorar por un veedor que tenía gran influencia entre los indios, Francisco de la Fuente y Villalobos. Este consiguió deponer el sitio que cercaba a Valdivia para continuar la reconstrucción de la ciudad, también se logró la reconstrucción del fuerte de Tucapel.
El 24 de febrero de 1647 celebró la segunda pactación de Quillín con los términos favorables a los mapuches más ampliados que en la primera pactación. No bien firmados los acuerdos, Mujica tuvo que ejecutar a algunos caciques que conspiraban su propia muerte apenas se retirara. Además, una hueste de indios asaltó una columna que iba a Valdivia donde mataron a la compañía y robaron todo el ganado que llevaban.
Estas acciones endurecieron la postura de Mujica quien ordenó que todo indio mayor de 15 años que tomará las armas fuese muerto en el acto o fuese hecho esclavo. Por un lado se acariciaba al indio que se evangelizaba y por otro lado se mataba o se esclavizaba al rebelde. Además, se repitieron las pasadas de españoles al bando enemigo.
A pesar de sus esfuerzos la situación no mejoró mucho, logró que se pudieran evangelizar un mayor número de indios, pero las deserciones aumentaron por el lado español. En el bando contrario, los indios aparentando someterse a lo pactado figieron la paz, pero subterráneamente se estaba gestando una nueva gran insurrección. Mujica murió súbitamente en abril de 1649.

#### Gobierno de Antonio de Acuña y Cabrera
A la muerte de Mujica, en abril de 1649, es nombrado gobernador de Chile el capitán Alonso de Figueroa y Córdoba, quien interesado en iniciar rápidamente una campaña militar contra los mapuches, solicitó refuerzos al Perú. Coincide esta petición con la ascensión al poder del nuevo virrey en Perú García Sarmiento de Sotomayor, el que decide no confirmar al gobernador en su puesto y nombra al maestre campo Antonio de Acuña y Cabrera como su reemplazante quien se apersonó en Concepción en mayo de 1650.
Este soldado español era muy afín a la orden jesuita y por tanto comulgaría fácilmente con las directrices del Padre Valdivia, y en efecto así fue, ya que los jesuitas manipularon a su antojo al nuevo gobernador. Además estaba casado con una mujer peruana de personalidad muy manipuladora llamada Juana de Salazar que aprovechándose de la debilidad de carácter y del cargo de su esposo, practicó un cuoteo familiar en el gobierno que a la larga provocarían un hito en la Guerra de Arauco.
Para cuando asumió Antonio de Acuña y Cabrera, los mapuches ya estaban recuperados de las pestes, el odio ancestral hacia el español no había menguado en las nuevas generaciones y el recuerdo de las pestes y las derrotas anteriores ya eran vagas imágenes en los loncos que habían surgido. La mecha de una nueva insurrección estaba dispuesta y solo bastaba algún simple hecho para que se encendiera con resultados insospechados.

##### El Parlamento de Boroa
Antonio de Acuña y Cabrera asesorado por los siempre presentes jesuitas instó a las tribus del sector de Valdivia y Osorno a hacer la paz, a lo cual los caciques respondieron favorablemente, incluso los de Chiloé, esto animó al gobernador a celebrar un parlamento en la localidad de Boroa en enero de 1651.
En el parlamento se ratificaron los mismos acuerdos que las paces de Quillín, pero además los indios debían reconocer como territorio español al norte del Bío-Bío, además de auxiliar a los españoles en sus requerimientos territoriales, tener de ellos la promesa de dejarse convertir por misioneros y deponer las armas y cultivar la tierra. Por un momento el iluso gobernador Antonio de Acuña y Cabrera creyó que la guerra de Arauco tocaba a su fin.
Sin embargo, un acontecimiento imprevisto detonaría la mecha de la insurrección, un navío español, el San Jorge, conduciendo el real situado a Valdivia encalló en la costa de Osorno y los indios Cuncos viendo que los españoles traían gran cantidad de bastimentos, se les despertó la codicia y mataron a todos los tripulantes, 18 españoles, dos mujeres, un clérigo y algunos negros e indios, a fin de ocultar su crimen.
El gobernador supo de este incidente en marzo de 1651, apenas mes y medio del evento de Boroa, por medio de algunas tribus temerosas del castigo español y que denunciaron a los culpables. Iracundo, Antonio de Acuña y Cabrera ordenó el castigo a los culpables al gobernador de Valdivia, Diego González Montero pero cuidando de no tocar a las tribus restantes.
El gobernador recibió de parte de los indios Cuncos a tres caciques culpables y fueron sometidos a castigo, sin embargo González advirtió un cambio en la disposición de los que eran hasta entonces sus indios amigos. En efecto, meses después los mismos cuncos mataron una avanzada de doce españoles.

##### El desastre de Río Bueno
En enero de 1652, la familia de la esposa del gobernador influyeron a Antonio de Acuña y Cabrera a hacer nombramientos de sus familiares en puestos claves en la frontera, José de Salazar fue nombrado jefe de la plaza de Boroa, Juan de Salazar fue nombrado maestre de campo. De esta forma varios cuñados y familiares se acercaron a la sombra del mandatario a medrar de los cargos. Demás está decir que estos militares desconocían el temple guerrero de sus enemigos. Los familiares se hicieron asesores permanentes de Antonio de Acuña y Cabrera quien se dejó convencer de que el castigo hecho a los cuncos era insuficiente. En 1653 se aprobó una expedición de tipo punitivo a cargo de los cuñados del gobernador.
Juan de Salazar partió desde el fuerte de Nacimiento con un ejército de 900 españoles y 1500 a 3000yanaconas en enero de 1654, el ejército cruzó hacia el sur el río Bueno pero la resistencia de los huilliches los obligó a retroceder de vuelta al norte para cruzar de nuevo el río. El 11 de enero intentaron cruzarlo cuando una fuerza de 3000 cuncos se presentó en la otra orilla con la intención de no dejarles pasar.
Juan de Salazar demostró una tremenda ineptitud táctica al ordenar construir un angosto puente de balsas e instruir a la vanguardia a comenzar el ataque una vez puesto el pie en la otra orilla. Los cuncos dejaron pasar unos 200 soldados y auxiliares y los cercaron causando una matanza. Salazar desesperado ordenó al grueso rebasar el puente para ir en ayuda de los cercados pero, el puente no resistió y se cortó llevándose a decenas de soldados arrastrados a la orilla enemiga donde perecieron masacrados a lanzazos. El resto de los cercados, unos 100 españoles y 4 capitanes y unos 100 auxiliares murieron cruelmente masacrados y a la vista del inoperante Juan de Salazar. Para los indios sublevados, Juan de Salazar quedó como un cobarde y el gobernador Antonio de Acuña y Cabrera como un inepto.
A Salazar se le instruyó un sumario, pero fue absuelto por influencia de la esposa del gobernador, incluso, se le permitió nuevamente comandar un ejército de 400 a 700 españoles y 1 000 a 1 700 auxiliares para vengar su afrenta y honor. Mientras tanto el comandante de la plaza de Boroa fue advertido por indios amigos que una gran insurrección estaba a las puertas. Envió a un indígena de Talcamávida a entrevistarse con el mismo gobernador. Antonio de Acuña y Cabrera no solo no recibió al mensajero sino que lo hizo azotar públicamente en la plaza de Santiago, pensando que el indígena estaba confabulado con militares opositores.
En febrero de 1655, Juan de Salazar y su ejército acampó en Mariquina y estando en este campamento recibió alarmantes noticias de asesinatos de españoles a lo largo de toda la frontera, incluíanse robo de ganado y mujeres blancas en algunos fortines. Pronto las noticias fueron cada vez más angustiantes y graves. Antonio de Acuña y Cabrera se unió a Salazar en Mariquina, pero los dos se mantuvieron indecisos, sin saber como enfrentar el grave conflicto que se les venía encima. El gobernador en una cuestionable maniobra, se retiró hasta el fuerte de Buena Esperanza, una plaza que era clave para cualquier veterano, su intención era alcanzar Concepción. Ordenó el despueble de esa plaza con una fuerza de 3 000 soldados hacia Concepción, y se plegó una larga columna de pobladores que salvaron con lo puesto solamente.
José de Salazar no fue menos que sus parientes y estando en el fuerte de Nacimiento ordenó su despueble a pesar de las rogativas de los veteranos por no hacerlo y aguantar un asedio hasta el invierno. No solo no dio oídos a los consejos más experimentados de los capitanes, sino que continuó con los preparativos de huida donde fueron masacrados más de 200 soldados y un sinnúmero de mujeres y niños fueron abandonados.
Los fuertes de Talcamávida y Colcura fueron sitiados y sus pobladores muertos, el fuerte de Arauco fue sitiado con graves padecimientos de sus pobladores, Boroa corrió igual suerte quedando sitiados sus moradores. Los indios en masa sitiaron luego Concepción y estuvieron a punto de tomar la ciudad.
Tal fue la indignación por la ineptitud e indecisión mostrada por Antonio de Acuña y Cabrera y sus familiares que el Cabildo de Santiago resolvió deponerlo, cosa nunca vista antes en Chile, y colocar como gobernador interino al ya anciano veedor Francisco de la Fuente Villalobos con la esperanza de que las buenas relaciones pasadas con los indígenas hicieran algo a favor de los españoles, Villalobos resultó ser tan inepto en lo militar que sus medidas solo condujeron a que los representantes de la Real Audiencia reconfirmaran en su cargo a Antonio de Acuña y Cabrera. Tal era la confusión y el descalabro que la Real Audiencia se puso a las espaldas del inepto gobernador a dirigir las acciones militares como si fuera una marioneta. Algunas acciones tal como una victoria en las afueras de Concepción sobre montoneras mapuches abrieron un poco la situación permitiendo desalojar el fuerte de Arauco y reconcentrar en Concepción una mejor fuerza para una futura ofensiva.
Súbitamente, tal como había empezado, los indígenas se retiraron de la frontera en la más aparente calma, llevándose a sus comarcas el botín, mujeres, niños y soldados españoles prisioneros como esclavos e internándose en su territorio sabiendo que el español no podría hacer nada por ahora. De haber habido un líder de peso, probablemente los mapuches habrían finiquitado la conquista española.

#### Gobierno de Pedro Porter Casanate

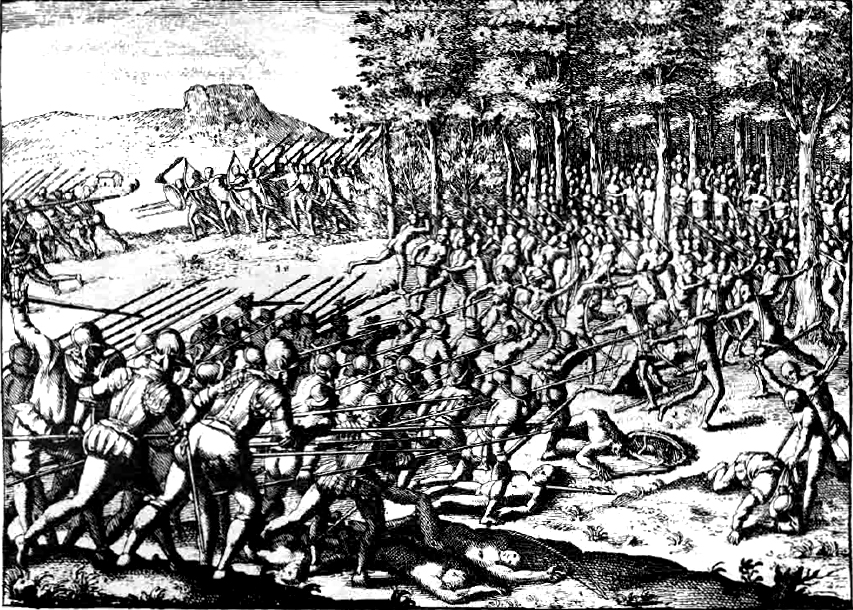
Batalla entre mapuches y españoles en una ilustración de Gerónimo de Bibar en su Crónica y relación copiosa y verdadera de los reynos de Chile.

Dadas las circunstancias que se vivían en el gobierno de Chile, el Virrey del Perú, Luis Enríquez de Guzmán, manda a llamar al gobernador Acuña y Cabrera. Este no cumple con la orden y en respuesta es nombrado Gobernador de Chile Pedro Porter Casanate, quien relevó prácticamente a la fuerza al porfiado gobernador saliente Acuña y Cabrera, instándole a cumplir la orden del virrey del Perú. Asumiría en diciembre de 1655 cuando ya se gestaba la segunda fase de la rebelión indígena en el marco de la guerra de Arauco.
El estado en que se recibía el reino, era semejante a lo ocurrido con Oñez de Loyola, se habían perdido los fuertes de Talcamávida, Colcura, Arauco, se conservaban aun Boroa, Valdivia, Chillán y Concepción a duras penas y solo con la porfía de sus defensores.
Casanate no era soldado, sino marino instruido, de carácter aguerrido y valiente, prudente e inteligente, muy enérgico y honesto a toda prueba. El Virrey del Perú vio en él las cualidades necesarias para la extrema situación que se vivía en el reino de Chile.
Cuando Casanate llegó a Chile y se impuso de la situación echó rápidamente a un lado a los pegajosos jesuitas y su iluminada doctrina del Padre Valdivia y se dedicó a planificar el más fuerte golpe posible que se le pudiera dar a los indios rebeldes.
Debutó con una victoria en Conuco, el 20 de enero de 1656 donde escarmentó duramente a los indígenas comarcanos que les presentaron batalla; cabe hacer notar que los mapuches y sus aliados no podían reunir grandes huestes por estar aun con una población algo reducida y por no ser coherentes entre sí.
Casanate salió de Concepción en febrero de 1656, con unos 700 soldados españoles, sin yanaconas y delegando el mando de la fuerza al capitán Francisco Núñez de Pineda, veterano de la guerra con los mapuches. Las fuerzas de Cesanete liberaron Boroa en marzo del mismo año, librando una batalla en Los Sauces con una brillante victoria española. Se resolvió liquidar el fuerte y devolverse a Concepción con los sobrevivientes de Boroa. Casanate quedó sorprendido de la fiereza del pueblo mapuche y estimó sabiamente que debía ser muy cuidadoso en planificar sus acciones.

#### Campañas mapuches del mestizo Alejo
Existía en el ejército de Porter un soldado mestizo al que se le conocía como El mestizo Alejo quien se lució en la batalla de Conuco. Como se hicieran evidentes entre sus pares sus dotes y participación solicitó que se le ascendiera a oficial, pero la negativa fue tan rotunda, brutal y contundente que resolvió pasarse al enemigo.
Era este hombre, muy bien parecido, de dotes intelectuales por encima de la media, valor a toda prueba y dotes de líder, fue rápidamente apreciado por los mapuches, a quienes convenció de que las batallas a campo abierto solo conducían a una segura derrota.
Adiestró a los mapuches en la guerra de guerrillas, ya ensayada antes por el hábil Butapichón y otros, pero dándoles Alejo una perspectiva más eficiente, además buscó alianza con los cuncos, pehuenches y picunches.
Debutó Alejo en la batalla de San Rafael (antiguamente denominado Molino del Ciego) sorprendiendo con 1000 de sus huestes a una avanzada de 200 españoles al mando del capitán Pedro Gallegos, quienes se fortificaron en una loma, mientras despachaba emisarios al fuerte de Conuco para refuerzos.
Hábilmente, Alejo atacó de frente la posición española mientras mandaba destacamentos por la retaguardia para desbocar a los caballos que les eran inútiles a los españoles en esa posición. Logró desbaratar la defensa española y los indios prácticamente masacraron a unos 190 españoles, dejándose unos cuantos para sacrificios y canjes.
Otra victoria obtenida en Los Perales desbarató a unos 250 españoles al mando de Bartolomé Pérez Villagrán. Sin embargo, en Lonquén fue rechazado cuando atrincheró a un destacamento de 280 españoles al mando de Bartolomé Gómez Bravo quien pereció como un valiente en el campo. Alejo tuvo la suerte de no ser perseguido.
Porter Casanate, una vez tomadas las providencias que le produjo un terremoto que destruyó Concepción, salió de la reconstruida ciudad a fines de 1657 con una fuerza de 1200 soldados con los que llegó al fuerte de Conuco.
En año nuevo desbarató una fuerza de caballería indígena de 500 huestes y luego realizó correrías punitivas en los alrededores del destruido fuerte de Curaco y Hualqui, Renaico y Mulchén, donde liberó a cautivos españoles y sustrayéndoles a los indios numeroso ganado, causándoles a los indígenas unas 600 bajas en total
Pedro Bohórquez Girón, que ha estado haciendo preparativos bélicos, se entera de que por ello el virrey ha ordenado prenderlo al gobernador Alonso Mercado y Villacorta y remitirlo a Charcas y protagoniza el tercer levantamiento de los calchaquíes), destruyendo la misión jesuita de Santa María de los Ángeles del Yokavil, que no será refundada y atacando las ciudades de Salta y San Miguel de Tucumán, pero más de 1000 indios son derrotados por Alonso Mercado al frente de poco más de 60 soldados españoles, apoyados por indios ocloyas de Jujuy, en la sangrienta batalla del fuerte de San Bernardo a 3 km de Salta el 23 de septiembre.
En 1659, el gobernador intentó la captura del mestizo Alejo sin lograr su objetivo, pues se había refugiado en la alta cordillera con los pehuenches al mando del cacique Inaqueupu.
Nuevamente, una epidemia de viruela asoló a los indígenas en ese invierno de 1660 y Alejo solo pudo reunir unos 300 hombres para la campaña que se traía entre manos, con la intención de tomar Concepción. Acampó aguas arriba del río Andalién en preparativos de la batalla.
Fue a interponerse el capitán Juan de Zúñiga con 200 españoles. Alejo fingió retroceder a la carrera con sus fuerzas siendo perseguido por Zúñiga y cuando repechaban una loma escarpada, se volvió sorpresivamente con sus guerreros, que efectuaron una matanza entre los desprevenidos españoles, dejando en el campo al mismo Zúñiga y 60 soldados españoles.
Sin embargo, no iban a ser los españoles quienes finiquitarían al gran mestizo Alejo, sino que serían sus propias concubinas. El mestizo había capturado a dos hermosas españolas y cometió el error de favorecer a las españolas y repudiar a dos indias que eran sus concubinas. Estas, celosas lo mataron cuando dormía embriagado en su ruca. Temiendo por sus vidas fueron a entregarse junto a las cautivas españolas al gobernador Porter Casanate quien las premió con una pensión vitalicia.

#### Campañas mapuches de Misqui
Para la primavera de 1661, un nuevo líder había ocupado la vacante de Alejo, se llamaba Misqui, quien sin poseer las mismas dotes que el mestizo tenía más arrastre entre su gente. Logró acaudillar unos 1500 hombres reuniendo sus fuerzas en el sector denominado Curanilahue, cercano al Salto del Laja.
Una fuerza española al mando del maestre de campo Jerónimo de Molina con 600 soldados coincidió en el sector sin ser advertido por las huestes de Misqui. Molina advertido por un indio amigo de la concentración enemiga en el sector llamado Curanilahue, que tenía al alcance de la mano, resolvió efectuar un ataque nocturno por sorpresa a la luz de la luna.
El ataque se efectuó en forma de tenaza y logró desbaratar la defensa mapuche dejando a 600 indios muertos y más de 200 prisioneros. Misqui logró escabullirse, aunque ya no volvería a ser una amenaza, fue capturado y ahorcado sumariamente en Yumbel, muy cerca del campo de batalla.
Porter Casanete apenas alcanzó a cosechar los frutos de la victoria en Curanilahue, pues enfermó gravemente, alcanzó a realizar la paz con las tribus rebeldes y murió el 27 de febrero de 1662, dejando ahogada la tremenda rebelión desatada por su antecesor, Acuña y Cabrera. Poco después de la batalla, en agosto de 1661, Manuel de Salamanca derrotó una columna de 1500 guerreros que pretendían unir fuerzas con los pehuenches.
Las consecuencias de la última gran rebelión mapuche fueron terribles para los criollos, entre 1655 y 1661 según Carvallo y Goyeneche los indígenas "cautivaron 1300 personas españolas. Saquearon 396 estancias. Quitaron 400 000 cabezas de ganados, vacunos, caballar, cabrío y de lana, y ascendió la pérdida de vecinos y del rey a 8000000$ de que se hizo jurídica información." Se perdieron las plazas y fuertes de Arauco, San Pedro, Colcura, Buena Esperanza, Nacimiento, Talcamávida, San Rosendo, Boroa y Chillán; y con ellos más de la mitad del armamento del reino.

### Comienzo del Aletargamiento de la guerra
No se imaginaba Porter Cesanete que la victoria sobre Misqui iba a tener trascendencia, pero los mapuches imposibilitados de reunirse en grandes masas optaron por retirarse a sus comarcas, esto no significó una disminución del odio hacia el huinca (español en mapudungun), sino un aletargamiento de la voluntad de lucha.
Esta conducta encuentra respuesta principalmente en el mestizaje cada vez más notorio en el pueblo mapuche y la disminución de la resistencia a la presencia española, muchas tribus e indígenas empeazaron a depender del pago por servicios, la dependencia de un patrón, y también de los golpes que las pestes como la viruela asestaban a la población indígena a lo largo de varios años.

### Estadísticas para 1664
Para 1664 el Virreinato del Perú estimaba en 25 000 a 30 000 los españoles fallecidos en Chile de los cuales la mitad era consecuencia directa de la guerra. Dos gobernadores: Valdivia y Óñez de Loyola, talentosos estrategas militares, con éxitos fuera de Chile, encontrarían la muerte a mano de los mapuches y asociados. Nunca se censó a los yanaconas venidos del Perú y mucho menos a los de Chile, pero se estimó en 60 000 los indios auxiliares sacrificados. En cuanto a los mapuches, unos 200 000 guerreros habrían muerto en combate para 1664. Siglos más tarde Jorgue Elguía y Lumbe, estimó en 50 000 españoles muertos en Chile entre 1550 y 1790 junto a 150 000 yanaconas. Estas cifras serían probablemente una exageración, ya que a Chile, entre 1541 y 1810, ingresaron apenas 35 000 a 46 000 varones españoles, la mayoría llegados durante el período de paz del siglo XVIII, lo más probable es que de ser ciertas estas cifran incluyan a los criollos muertos en campañas.
Sobre el total de la población precolombina chilena, estimada al menos un millón de personas por José Bengoa de los cuales la mitad vivía en la Araucanía, entre el río Itata y el Cruces (Loncoche), basado en los estudios de Pierre Clastres sobre la población de los guaraníes, pueblo de similar desarrollo tecnológico y cultural. Solo en los primeros cincuenta años de conquista y colonización las pestes habrían acabado con dos tercios de la población y para finales del siglo XVI solo quedaban unos 200 000 sobrevivientes.
Entre 1554 y 1557 una peste de tifus (llamada chavalongo por los mapuches) afecto el actual Chile, cerca de un tercio de la población aborigen murió, aproximadamente unas 300 000 personas. Otra posterior de viruela se dio entre 1561 y 1563, detuvo los trabajos agrícolas y mineros y hasta la guerra misma por ese lapso, unas 100 000 personas murieron en el curso de la misma, cerca de un quinto de la población indígena que quedaba. Estas pestes afectaron a los picunches y demás pueblos al norte del Biobío principalmente por su mayor contacto con los españoles, la población amerindia del Valle Central se redujo enormemente, muchos murieron por las pestes o escaparon al sur a unirse a los mapuches. Sin embargo, muchos mapuches morían también por estas, existen relatos de guerreros araucanos vomitando en plena batalla por estar enfermos de chavalongo. Además de estas pestes en las décadas de 1570 y 1580 epidemias de sífilis hicieron estragos en las zonas cercanas a los pueblos españoles y una plaga de ratones afectó a todo el reino, llegándose a casos en que estos devoraron a niños.
Rolando Mellafe en cambio, estima que la caída no fue tan abrupta. En su obra Introducción de la esclavitud negra en Chile señala que del millón de habitantes del actual territorio chileno al llegar Valdivia (1540) en tres décadas se habían reducido en un 40 % y que ochenta años tras el primer contacto quedaban solo un 48 % de la población aborigen. Sin embargo, los cambios fueron distintos entre las diferentes poblaciones, si en 1570 habían 450 000 indios encomendados y solo 150 000 salvajes en 1620 tras la gran insurrección indígena posterior al Desastre de Curalaba el primer grupo cayó a 230 000 y el segundo subió a 250 000, la pérdida del territorio al sur del río Biobío y la fuga de muchos indios al sur produjo tal cambio. Solamente el aumento de la población mestiza logró compensar, levemente, la pérdida de mano de obra.
Evolución demográfica de Chile entre 1540 y 1620 según Mellafe:
| Fecha | Blancos | Mestizos | Negros & mulatos | Indios encomendados | Indios salvajes | Población |
| ----- | ------- | -------- | ---------------- | ------------------- | --------------- | --------- |
| 1540  | 154     | -        | 10               | -                   | 1 000 000       | 1 000 164 |
| 1570  | 7000    | 10 000   | 7000             | 450 000             | 150 000         | 624 000   |
| 1590  | 9000    | 17 000   | 16 000           | 420 000             | 120 000         | 582 000   |
| 1600  | 10 000  | 20 000   | 19 000           | 230 000             | 270 000         | 549 000   |
| 1620  | 15 000  | 40 000   | 22 000           | 230 000             | 250 000         | 557 000   |

Una caída mucho menos abrupta es la que señala Ángel Rosenblat para el período de 1492 y 1650:
| Fecha | Indígenas | Blancos | Negros y de castas | Población |
| ----- | --------- | ------- | ------------------ | --------- |
| 1492  | 600 000   | -       | -                  | 600 000   |
| 1570  | 600 000   | 10 000  | 10 000             | 620 000   |
| 1650  | 520 000   | 15 000  | 15 000             | 550 000   |
| 1669  | 500 000   | 25 000  | 65 000             | 590 000   |

Respecto de la población precolombina se debe mencionar que tampoco hay consenso alguno. Pedro Mariño de Lobeira estimaba en dos millones de almas basado en el tamaño de los ejércitos de los cronistas, considerada la cifra más alta y exagerada, a partir del siglo XVIII los historiadores empezaron a realizar estimaciones más serias. José Toribio Medina habla de 500 000, Oscar Schmieder 300 000, cifras bajísimas en comparación a las de Tomás Thayer Ojeda, 1500 000.
En el siguiente cuadro se presentan las estimaciones más serias de la población del actual territorio chileno en 1540:
| Autor             | Población total                                                                  | Norte Grande                                      | Norte Chico               | Valle Central                                         | Araucanía                              | Zona Sur                                                             | Zona Austral                                             |
| ----------------- | -------------------------------------------------------------------------------- | ------------------------------------------------- | ------------------------- | ----------------------------------------------------- | -------------------------------------- | -------------------------------------------------------------------- | -------------------------------------------------------- |
| Encina (1952)     | 1 200 000 (más del 85 % del grupo araucano)                                      |                                                   |                           | 90 000 (Aconcagua al Maule) 200 000 (Maule al Biobío) | 350 000 (Biobío al Toltén)             | 430 000 (Toltén al Reloncaví) (incluyendo Chiloé)                    |                                                          |
| Villalobos (1980) | 700 000-800 000                                                                  | 8000-10 000 (Arica al Loa) 4000 (Atacama)         | 20 000 (Copiapó a Choapa) | 15 000-20 000 (Aconcagua) 125 000 (Mapocho al Maule)  | 300 000-450 000 (Maule al Toltén)      | 120 000 (Toltén al Bueno) 30 000 (Chiloé)                            | 15 000 (canales magallánicos)                            |
| Larraín (1987)    | 1 069 000 (chiquillanes, pehuenches, puelches, poyas, onas también en Argentina) | 40 000 (aymaras) 6000 (changos) 4000 (atacameños) | 25 000 (diaguitas)        | 220 000 (picunches) 5000 (chiquillanes)               | 40 000 (pehuenches) 425 000 (mapuches) | 180 000 (huilliches) 10 000 (puelches) 7000 (poyas) 100 000 (cuncos) | 3000 (chonos) 3000 (kawésqar) 3000 (yaganes) 5000 (onas) |
| Mellafe (1982)    | 1 050 000                                                                        | 200 000 (Arica al Aconcagua)                      |                           | 200 000 (Aconcagua al Itata)                          | 450 000 (Itata al Toltén)              | 200 000 (Toltén a Tierra del Fuego)                                  |                                                          |

La guerra constante con los españoles y la disminución de su población llevaron a cambios importantes en la organización de las tribus araucanas, los butalmapus se volvieron a la larga una forma de gobierno permanente, centralizando el poder político en algunas familias de caciques ya que los cargos de toquis incluso se hicieron hereditarios en algunos casos. También se dio una creciente militarización en los indígenas, más de sus hombres se empezaron a movilizar para la guerra, según Alonso de Ribera, si al inicio de la conquista rara vez las tribus sumaban más de 10 000 guerreros en total para los tiempos de su gobierno alcanzaban los treinta a cuarenta mil. De hecho, diferentes cálculos estiman que cada butalmapu podía movilizar un promedio de diez mil lanzas, siendo el más belicoso el de los lafkenches (costinos) y en particular el aillarehue de Tirúa que era además el más poblado. Debido a estos datos se ha estimado por ejemplo, que al inicio del conflicto no habría más de cincuenta mil guerreros araucanos en total, lo que hace totalmente factible la posibilidad de huestes de quince o veinte mil lanzas en batallas como Andalién pero debe recordarse que ya para mediados del siglo XVII la población había descendido tanto que se hacía prácticamente imposible la reunión de tamaños ejércitos. Efectivamente, según Encina hacia 1650 quedaban 175 000 araucanos distribuidos en 20 000 guerreros, 10 000 ancianos, 70 000 menores de 16 años y el resto mujeres.
La guerra cambió también la distribución de la población, así al momento de iniciarse el siglo XIX las poblaciones de las zonas más afectadas, las áreas costeras de Arauco y al norte del Biobío empezaron a migrar a los valles del interior en búsqueda de refugio que se convirtieron con el tiempo en las zonas de mayor concentración de población. Los refugiados de las zonas de guerra en muchos casos se pusieron bajo el servicio de los loncos que los recibían para obtener su protección lo que contribuyó al proceso de jerarquización.
Para finales del siglo XVI Thayer Ojeda estimaba en 50 000 los indígenas sometidos al dominio español, mientras que Francisco Antonio Encina rebaja la cifra a apenas 27 000 a los que se sumarían 160 000 a 175 000 mapuches y 200 000 huilliches. Semejante desproporción se debe principalmente a que tras la insurrección general de 1598 muchos indios del Valle central aprovecharon el caos para escapar a las tierras al sur del Biobío y que estos pueblos por su mayor contacto con los europeos fueron más afectados por las pestes. Además como indican todas las estimaciones antes mostradas la mayor densidad demográfica desde antes de 1541 estaba en las tierras al sur del tan mencionado río.
Estimación de la población colonial de Chile:
| Fecha | Población total | Blancos | Mestizos | Negros y mulatos | Indios                      |
| ----- | --------------- | ------- | -------- | ---------------- | --------------------------- |
| 1600  | 190 525         | 7525    | 20 000   | 3000             | 160 000                     |
| 1700  | 225 000         | 10 000  | 100 000  | 15 000           | 100 000 (la mitad salvajes) |
| 1800  | 500 000         |         |          |                  | 100 000 (salvajes)          |

Sin embargo, gracias al aletargamiento de la guerra y la mayor resistencia adquirida a las pestes la población araucana (y en general de todo el reino) empezó a recuperarse en el siglo XVIII, llegando a finales del mismo a 150 000 o 200 000 almas según Bengoa. Bengoa señala que probablemente alcanzaron los 150 000 y que durante la primera mitad del siglo siguiente continuó creciendo hasta cuando se iniciaron las campañas de Ocupación de la Araucanía y Conquista del Desierto en los años 1860 a partir de entonces, la alta mortalidad provocada por la guerra y el constante traslado de sus asentamientos hizo caer su población. En 1870 eran estimados entre ambos lados del macizo andino en apenas 115 000 almas y diez años después quedaban solo 90 000 en la Araucanía.
En esos momentos (fines del período colonial) la migración a las Pampas, iniciada en el siglo XVII huyendo de las incursiones españolas que buscaban conseguir esclavos, empezó a hacerse masiva, sobre todo después de la sangrienta Guerra a muerte.
Estimación de la población colonial chilena según Ricardo E. Latcham:
| Grupo                      | Población (1541) | Población (1600)                    | Población (1700)                    | Población (1810) |
| -------------------------- | ---------------- | ----------------------------------- | ----------------------------------- | ---------------- |
| Indios al norte del Biobío | 200 000          | 30 000                              |                                     |                  |
| Indios al sur del Biobío   | 800 000          | 500 000 mapuches 200 000 huilliches | 200 000 mapuches 100 000 huilliches | 250 000          |
| Blancos y mestizos         |                  | 20 000                              | 150 000                             | 750 000          |
| Negros y mulatos           |                  |                                     | 15 000                              |                  |
| Total                      | 1 000 000        | 750 000                             | 465 000                             | 1 000 000        |

## La guerra a mediados y fines delsigloXVII
El gobernador Francisco de Meneses desbarató un conato de rebelión en abril de 1664 y nuevamente los indígenas ofrecieron la paz, esta vez Meneses exigió como condición que cada tribu dejara un hijo de cacique en territorio español a cargo del pecunio del gobernador.
En el periodo comprendido por los años 1665 a 1695, no hubo una guerra propiamente como tal, sino un aletargamiento prolongado, los indígenas probaron alternativamente la mano de uno u otro gobernante en este periodo.
En enero de 1671 Juan Henríquez de Villalobos firmó con un grupo de mapuches el Parlamento de Malloco donde se creará la figura del Capitán de amigos como una forma de ayudar en la evangelización de los mapuches; sin embargo esta fórmula creara nuevos problemas, comenzando por un levantamiento general de los indígenas en 1672. Fue dirigidos por el toqui Ayllicuriche, sin embargo fue sofocado de un solo y firme golpe con la pérdida de 1000 personas e idéntico número de prisioneros que se vendieron al Perú.
En esta época existieron también renegados como un tal Garrido que se pasó al lado mapuche y se convirtió en bandolero, pero fue atrapado y ahorcado en 1675.
A su vez gobernadores como Marcos José de Garro Senei de Artola renunciaron a la evangelización y mantuvieron siempre la espada en la mano y arriba de la cabeza de la población nativa como amedrentamiento.

### La frontera “de guerra viva” en el territorio sur huilliche
Sin embargo, a pesar del relativo "aletargamiento prolongado"  de la guerra en el resto del territorio, durante el siglo XVII en la zona entre Valdivia y Chiloé se mantuvo una frontera “de guerra viva” con el territorio sur huilliche (zona continental aledaña a Chiloé); en la cual los españoles, mediante una presencia esporádica en la zona, procedían a realizar malocas esclavistas, ya que el gobierno de Chiloé veía este territorio como una tierra por “pacificar” y recuperar por estar dentro de su jurisdicción. Estas malocas eran realizadas con salidas desde Chacao, Carelmapu y Calbuco y eran apoyadas por los indios canas (que eran descendientes de los huilliches de Osorno, pero que habían huido a Chiloé junto con sus encomenderos). Posteriormente, estas malocas dejaron de realizarse solo porque la Capitanía General lo ordenó.

### Gobierno de Tomás Marín González de Poveda
En 1692, otro conato de rebelión más seria se vislumbró durante el gobierno de Tomás Marín González de Poveda, donde nuevamente los jesuitas con su influencia pretendieron realizar una especie de guerra espiritual con los indígenas, esto provocó hondas irritaciones en el seno de la adormecida comunidad indígena por los desatinos provocados por los sacerdotes que pronto se transformó en una rebelión.
González de Poveda tenía prohibición real de hacer la guerra militar contra los mapuches a causa de la influencia de los mismos jesuitas ante la corte. Sin embargo, se alzó un cacique de la región de Maquegua, llamado Millapán quien realizó varios asesinatos a españoles. Poveda, viendo que la insurrección iba creciendo, se dio cuenta de que si no actuaba pronto la situación se desbordaría, así que, después de negociar con autoridades eclesiásticas y con el apoyo de la población, mandó hacia el sur una fuerza expedicionaria de 1600 soldados españoles y 2000 indígenas amigos llegando hasta el paraje de Choque-Choque. Viendo la determinación española, y la fuerza que la sustentaba, los indios optaron por evitar el combate y se apresuraron en dar la paz en el Parlamento de Choque-Choque durante diciembre de 1694.

## La guerra durante elsigloXVIII
Durante el gobierno de Francisco Ibáñez de Segovia y Peralta, el ejército español estaba en su peor estado de miseria: sin pertrechos, sueldos atrasados y focos de rebelión que se venían desarrollando continuamente.
Si se hubiera querido realizar una campaña de demostración de fuerza, los resultados habrían generado una rebelión indígena de proporciones.
Referentes a los nativos, estos estaban en aparente paz, pero los misioneros jesuitas contribuían mucho a alterar a las comunidades mapuches; a principios de este siglo solo destacan conflictos de medianas proporciones con las etnias nativas de Chile, tales como la Rebelión huilliche de 1712 en Chiloé.

### Gobierno de Juan Andrés de Ustariz de Vertizberea
Durante el gobierno de Juan Andrés de Ustariz de Vertizberea, que fue desde 1709 hasta su destitución por corrupción en 1716, hubo síntomas de levantamiento indígena, generados en la zona de Penco y Calbuco donde una guarnición española completa fue exterminada por los indios comarcanos. Estos españoles entraron en abusos con los indios, que rápidamente se rebelaron contra los imprudentes soldados. Este evento provocó un conato de levantamiento general en todo Arauco y Ustáriz corrió a convocar un parlamento donde congregó a todas la milicias que pudo para impresionar a los indios, se les hizo promesa de no ser molestados por los jesuitas y respetar su admapu.

#### El Parlamento de Tapihue
Al igual que López de Zúñiga en 1639, el gobernador Ustáriz necesitaba la paz para lucrarse con las riquezas de la colonia, permitiendo contrabando francés, por esto fue destituido más tarde.
Después del parlamento, los jesuitas permitieron a los indios seguir con la poligamia, aprendiendo a ser tolerantes; y a su vez los mapuches los admitieron como anexos en su sociedad, aunque nunca aceptaron de lleno el proceso evangelizador. Asimismo, la fusión de razas fue mayor en este período, y el mestizaje se hizo más generalizado.
El comercio también se acentuó más entre los fuertes y las comarcas, aunque la adicción al alcohol hizo estragos en la voluntad mapuche. La institución de los capitanes de amigos, que no eran sino alguaciles españoles encargados de vigilar el comercio y el trabajo, produjo frecuentemente abusos contra las comunidades a su cargo.

### La rebelión mapuche de 1723

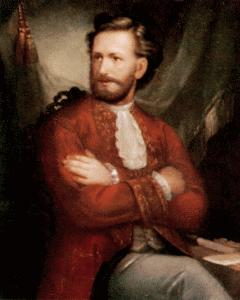
El gobernador Gabriel Cano y Aponte tuvo que hacer frente a la rebelión mapuche de 1723 y sus negativas consecuencias que resultaron en 1726 la retirada de la presencia española al sur del río Biobío.

La paz de la región ya duraba más de 30 años, pero un hecho desencadenado por los mismos españoles produjo un nuevo quiebre, cuando precisamente uno de los capitanes de amigos terminó por provocar una peligrosísima situación el 9 de marzo de 1723 que duró hasta febrero de 1726. El jefe mapuche al mando de la rebelión se llamaba Vilumilla.
Todo comenzó cuando los indígenas de la zona de Querecheguas asesinaron al capitán Pascual Delgado en su casa en Purén, un capitán muy odiado debido a su carácter soberbio en una borrachera; los indígenas se sublevaran en masa, hecho que se habría producido por el temor al castigo.
Esta situación, más una serie de desatinos y desconfianzas mal manejadas por ambos bandos, contribuyeron a que el clima de la región se pusiera muy tenso. Entre estos hechos destaca que en Purén, un capitán llamado Mateo de Gallegos aprisionó a un grupo de caciques que habían venido a ofrecer el paradero de los mapuches criminales; ya que Gallegos, por desconfianza, no les creyó y los encerró. Esto provocó que los indígenas comarcanos de Maquegua sitiaran el fuerte de Purén el 21 de marzo.
Posteriormente el gobernador, Gabriel Cano de Aponte, se hizo presente en Yumbel con 500 soldados. Entre las acciones realizadas por el comandante de la plaza de Concepción (marchar con quinientos soldados a Purén) y el sobrino del gobernador, Manuel de Salamanca, hicieron desistir a los indígenas de mantener el sitio y huyeron. Salamanca dejó 200 hombres como refuerzos en el fuerte y volvió a Concepción a organizar un ejército con el que acabar con Vilumilla. Hubo algunas escaramuzas y escarmientos en donde el cacique rebelde llamado Vilumilla hostigó la zona del Laja y Purén hasta que sus fuerzas fueron dispersadas por el hábil y severo maestre de campo Salamanca. Según testimonios de los jesuitas 40 000 cabezas de ganado fueron robadas por los nativos de las haciendas entre el Laja y Chillán.
Cano de Aponte juzgó necesario retirar la línea defensiva de fuertes y procedió a despoblar los fuertes de Arauco, Colcura, Tucapel, Purén y Nacimiento retirándose a la ribera norte del Biobío. El ejército español contaba en ese entonces con unos 4000 hombres. Estas acciones no fueron bien vistas por la corona liderada por el rey Felipe V, quien vio en estas acciones la renuncia a conquistar Arauco y procedió a enviar soldados y apertrechamientos a Chile en 1724.
Sin embargo, antes que llegaran los refuerzos, en agosto de 1723 Vilumilla, realizó varios ataques al norte del Biobío con una horda de 4000 guerreros y estableció su campamento en la confluencia entre este río y el Duqueco. Ahí, el día 24 fue emboscado por la expedición de Salamanca y derrotado completamente.

#### El Parlamento de Negrete en 1726
A partir de los hechos acarecidos en la Rebelión Mapuche de 1723, Cano de Aponte celebró un parlamento en los llanos de Negrete, donde junto a 113 caciques conferenció sobre las causas de la rebelión y sus soluciones. Cabe hacer notar que es inédito que los indios expusieran a los capitanes de amigos abusadores como causa de la rebelión, sin pedir que se les quitaran de encima, sino que se les reemplazara por otros más justos. También los indígenas se reconocieron vasallos del Rey de España y a cambio el gobernador les reconoció su autonomía y les concedió el derecho de presentar sus quejas directamente ante los jefes militares o el mismo en caso de nuevos abusos por parte de los españoles. Cano de Aponte además reguló la forma de comercio con los indígenas mediante un sistema de ferias trimestrales y que todo cruce del río Biobío, fuera al norte o al sur, por español o mapuche, debía solicitar previamente un permiso al comandante militar o al cacique locales. Hubo además concesiones de evangelización en territorio mapuche.
La paz nuevamente se restableció y duró más de 33 años, en donde la corona aparentemente renunció a conquistar Arauco.

### Los conatos de levantamientos de 1759 y 1766

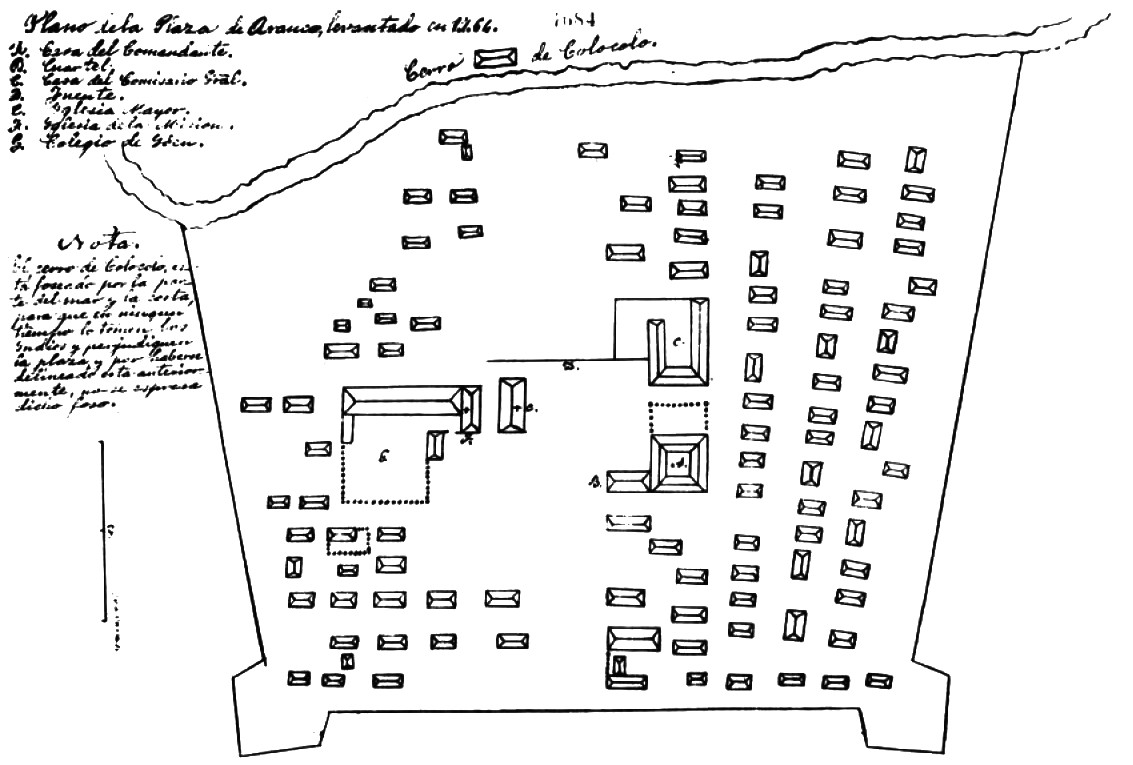
Plano de Arauco (1764). En el ya estaban bien fortificadas y militarizadas todas las poblaciones españolas de la frontera.

Manuel de Amat y Junyent, el gobernador de la época, fue una persona criteriosa y prudente que manejó con relativo éxito las relaciones con los indígenas.
Entre sus tareas, realizó una visita inspectiva a la frontera de Arauco, celebrando un parlamento con los indígenas en el Salto del Laja. La finalidad de esta iniciativa era crear un sistema de comunicaciones terrestres entre Concepción y la isla Chiloé, lo que implicaba pasar por distintos territorios ocupados por comunidades indígenas y que debían ser respetados por los españoles.
En Concepción, algunos caciques se comprometieron en forma no muy decidida a colaborar en el proyecto, que contemplaba la salida simultánea de dos expediciones, una desde Concepción y la otra desde Chiloé, que recabarían informaciones geográficas sobre el terreno.
Sin embargo, la columna que había partido de Concepción contaba con 190 soldados fue atacada por huestes rebeldes a cargo del cacique Lebián cerca del río Bueno y debió replegarse a Valdivia. Este hecho, acaecido en 1759, hizo fracasar la iniciativa.
Para tranquilizar los ánimos, Amat convocó a otro parlamento, que esta vez se realizó en Santiago (febrero de 1760). Acudieron alrededor de 30 caciques, cuya presencia causó gran impresión entre los vecinos debido a sus coloridos atuendos y a la comitiva que les acompañaba. La reunión tuvo un éxito relativo, pues los jefes indígenas lograron que varios grupos mapuches, pero no la totalidad, depusieran las armas.
El 18 de noviembre de 1764 se realizó un nuevo parlamento en Nacimiento, donde los loncos se mostraron recelosos de las nuevas propuestas de los españoles. Cuando las comunidades rechazaron la idea de reducirse en pueblos los europeos encarcelaron a los caciques Curiñancu y Duquihuala, se mandaron 3 cuerpos a refundar los pueblos de Angol, Mininco y Huequén. El 25 de diciembre de 1766 los mapuches de Curiñancu arrasaron con aquellos pueblos que había hecho construir el maestre de campo Salvador Cabrito.

### La rebelión mapuche de 1769
En 1769 gobernaba Antonio de Guill y Gonzaga, y ocurrió que los pehuenches capitaneados por Lebían arrasaron las comunidades de Yumbel y Laja. Los pehuenches se asociaron nuevamente a tribus rebeldes mapuches y la rebelión se extendió por la zona de la frontera. Finalmente incluso los más pacíficos huilliches se sumaron.
Justo cuando ocurrían estos hechos, y tras la prematura muerte de Gobernador Guill y Gonzaga, le sustituyó Juan de Balmaseda y Censano Beltrán. Este era un jurista inexperto en lides militares, lo que, sumado a una nueva intervención de la Iglesia, esta vez a cargo del obispo Espiñeira, gobernador de Concepción, el cual a su vez tenía bajo su cargo al fóbico maestre de campo Salvador Cabrito, un exaltado militar, contribuyeron a crear un clima de caos nunca visto antes, perdiendo a sus aliados, como los huilliches. Espiñeira y Cabrito realizaron medidas rayanas en la sumisión ante los sublevados y encendieron aún más la llama de la rebelión.
En Santa Bárbara, el 3 de diciembre de 1769 ocurrió una masacre de 30 españoles arrasando la plaza unos 4 millares de indígenas que como una ola destruyeron todo a su paso. La Audiencia viendo que el obispo Espiñeira los conducía al caos se puso a la espalda de este para contrarrestar la sublevación y solicitó al gobierno de Cuyo y Mendoza que enviase una compañía miscelánea de extranjeros al mando de Reinaldo Bretón.
Balmaseda se personó en Concepción para ayudar a Espiñeira a contener la revuelta, anuló las medidas pacifistas del obispo, y se dispuso a atacar a los rebeldes, pero las expediciones no tuvieron éxito. Una de esas expediciones estaba a cargo de un irlandés llamado Ambrosio O´Higgins que quedó cercado en Antuco por los huilliches y pehuenches y a duras penas con gran pérdida de bastimentos y soldados se logró zafar del cerco. Otra expedición al mando de Antonio Narciso logró descercar el fuerte de Arauco en febrero de 1770.
El inoperante gobernador Balmaseda fue relevado abruptamente, en febrero de 1770, por el brigadier Francisco Javier de Morales, un experto y exitoso soldado de la confianza del Virrey Amat. Este relevo, unido a la necesidad de los indígenas de recoger las cosechas, y la venida de un invierno muy duro, suspendieron las hostilidades por parte los indios, lo que dio a Morales tiempo para planificar sus acciones defensivas.
Morales, en un primer momento, estuvo por realizar expediciones punitivas, pero el estado del ejército español no le garantizaba alguna probabilidad de éxito, por lo que aprovechó el tiempo de bonanza para equipar y mejorar lo que tenía en sus manos.
En septiembre de 1770, los caciques Taipilabquén y Cariñancu cercaron el fuerte de Colcura presentando 800 hombres a caballo. Morales en conjunto con O´Higgins, Santa María y el teniente Rafael Izquierdo emboscaron a los indígenas en la cordillera de Nahuelbuta. Los indígenas embistieron el frente presentado por Izquierdo que batió totalmente a los 200 españoles del teniente matando a Izquierdo y a 40 españoles en la cuesta de Marigueñú.

#### El Parlamento de Negrete de 1771 y el de 1772
Morales, soldado forjado en los campos de Italia quedó estupefacto por el valor de los mapuches, causándole tan honda impresión que decidió buscar la paz con ellos. Contrariando la opinión de los veteranos de la guerra, el brigadier Morales, convocó a un parlamento en Negrete, con el fin de poner término a la rebelión mapuche que se venía desarrollando desde 1766.
Posteriormente, convocó en febrero de 1771 a un nuevo parlamento, igualmente en Negrete, en el que los indígenas al mando del cacique Lebián aceptaron la paz con una falta de respeto y soberbia que enardecieron los ánimos de los colonos.

### Gobierno de Agustín de Jáuregui y Aldecoa
Agustín de Jáuregui y Aldecoa fue nombrado gobernador por Carlos III en 1772 y planteó una política hábil a partir del Parlamento de Tapihue donde restableció el colegio de indígenas y dispuso que las tribus tuvieran caciques embajadores; los indígenas aceptaron este tipo de representatividad, e incluso dejaron a sus hijos en el colegio establecido, sin entender que -en el fondo- los convertían en rehenes garantes de la paz.
Agustín de Jáuregui además practicó la política de "dividir para gobernar" y hábilmente explotó los odios tribales hasta tal extremo que pudo deshacerse del sublevado mestizo Mateo Pérez, del cacique Lebián y de Aillipangui por medio del asesinato, sin tener un levantamiento entre sus manos ya que los indígenas ni remotamente reaccionaron ante el asesinato de sus líderes. Esta política iba a ser seguida por los próximos gobernadores como una forma de tener la paz.

### Comienzo de la recolonización española del territorio Huilliche

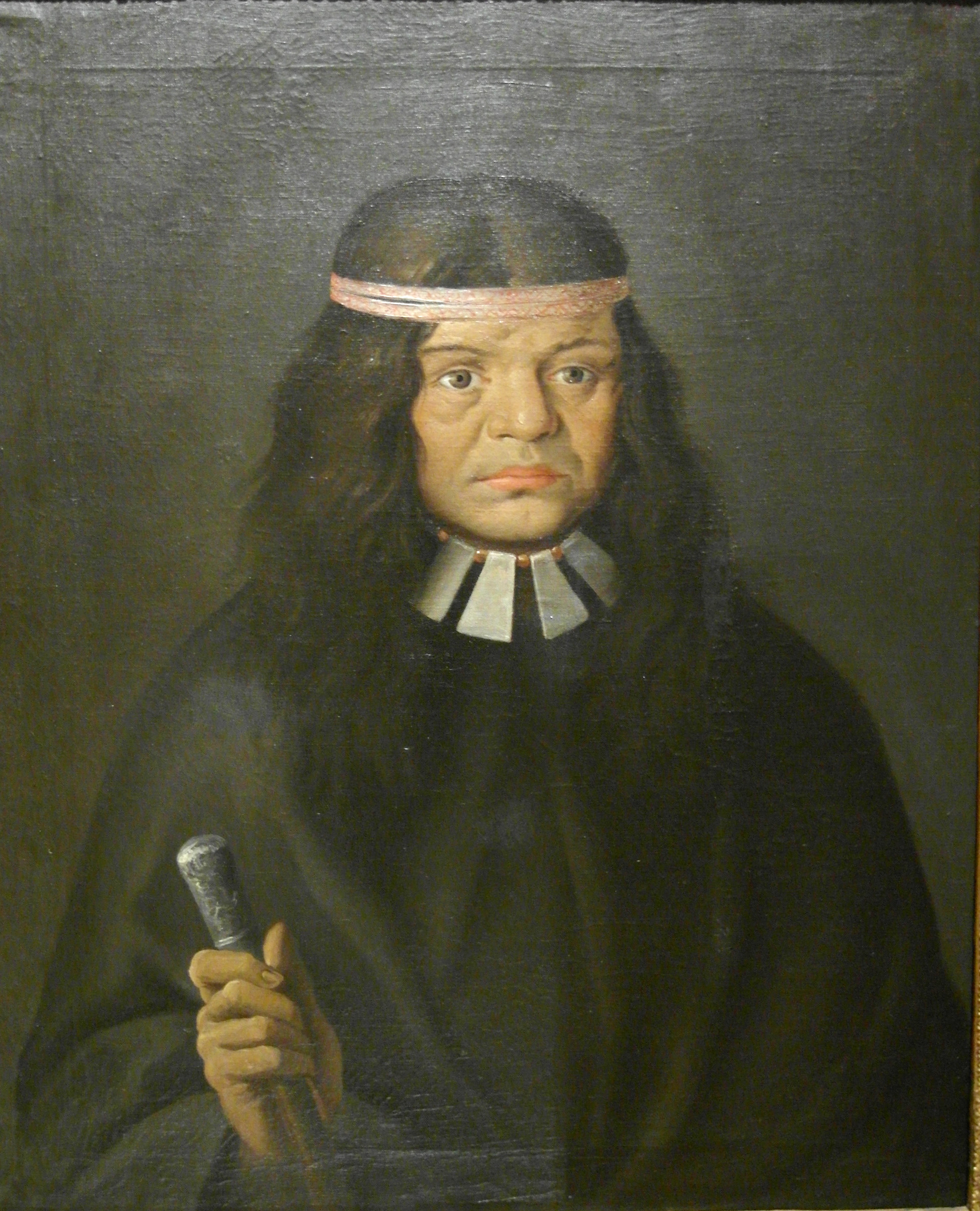
Catiguala, según un retrato de José del Pozo siguiendo apuntes del natural.

#### Tratado de Paz de Río Bueno de 1787
A fines del siglo XVIII al encomendarse la apertura del camino real, en virtud de la real orden de 1784, el gobernador de Valdivia Mariano Pusterla postulaba la vía pacífica para su realización, mientras que el gobernador de Chiloé Francisco Hurtado (a quien se le había ordenado oficialmente la apertura del camino) planteaba la guerra contra los huilliches y la recuperación de las ruinas de Osorno.
Debido a ello, a fines del 1787 los caciques Tangol y Catiguala que “ocupaban y mandaban los terrenos entre Río Bueno y Chiloé” acudieron a visitar al gobernador de Valdivia para reafirmar la paz, porque según él mismo, habían tenido noticias de los preparativos bélicos desde Chiloé y buscaban el apoyo de la Plaza en razón de amigos y aliados. Es así como el 24 de febrero de 1789 representantes huilliches junto a autoridades de la Corona española realizaron el Tratado de Paz de Río Bueno, a orillas del río Bueno. En este tratado los huilliches ofrecen en ese momento por su parte además de permitir a los españoles ocupar las ruinas de Osorno, igualmente facilitarían la apertura del Camino Real a Chiloé.

#### La Rebelión Huilliche de 1792
En septiembre de 1792, producto de la reciente influencia hispana que nuevamente comenzaba a ser llevaba sobre la región septentrional del Futahuillimapu, las parcialidades huilliches de Quilacahuín, Río Bueno y Ranco se aliaron y agruparon militarmente para ir en contra de los asentamientos españoles establecidos al norte del río Bueno, que era considerado la frontera norte entre el dominio hispano y el huilliche.

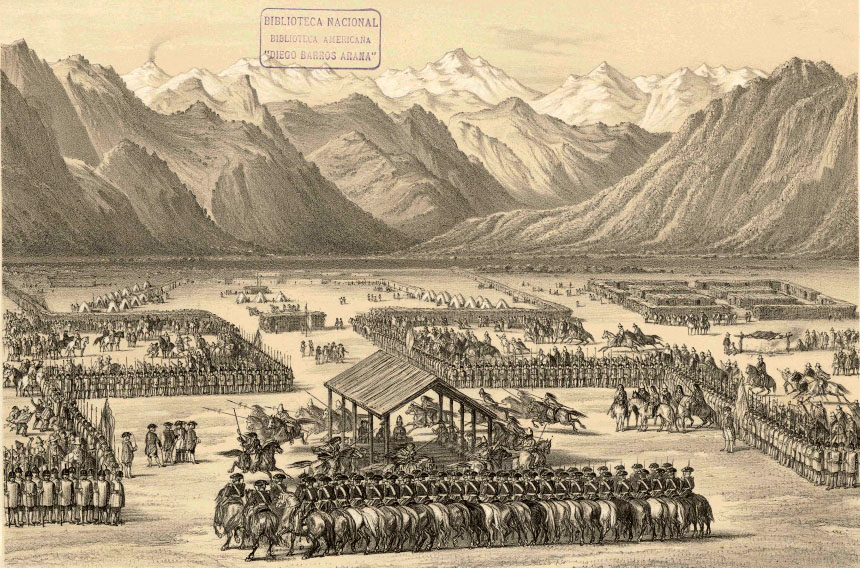
El Parlamento de Negrete de 1793 en un dibujo del Atlas de la historia física y política de Chile de Claudio Gay.

Aunque en ese periodo, las malocas internas y otros factores habían mermado la capacidad militar huilliche y las alianzas con grupos externos no eran aparentemente consistentes; los resultados de este alzamiento pueden traducirse en la destrucción de las haciendas españolas y de la misión de Río Bueno, el robo de ganado, y la muerte de doce españoles, junto a los cuales se encontraba el padre misionero fray Antonio Cuzco.
Así, aunque esta rebelión Huilliche no tuvo una gran magnitud entre las autoridades coloniales, ya sea por la debilidad del alzamiento u otras motivaciones, la reacción de las autoridades de Santiago y Chiloé fue inmediata; teniendo efectos significativos en el sur de Chile. Particularmente, Ambrosio O'Higgins, al ver en ello el fracaso de la política pacifista de Mariano Pusterla, optó por realizar finalmente una campaña militar fulminante; de la que se encargaría el capitán Tomás de Figueroa. Este hecho culminaría con el importante "Tratado de Las Canoas", firmado en el Parlamento de Las Canoas en 1793, y con la refundación definitiva de la ciudad de Osorno. En este mismo año igualmente se llevaría a cabo el Parlamento de Negrete de 1793, con los mapuches.

#### El Parlamento de Las Canoas de 1793
Ante la imposibilidad de que los loncos huilliches hayan acudido a Negrete, posteriormente también se realizó más al sur una reunión: el Parlamento de Las Canoas (Rahue), celebrado el 8 de septiembre de 1793.
En el Tratado de Paz de las Canoas se adoptaron, fundamentalmente, los siguientes acuerdos: cesión del espacio territorial desde la confluencia del río Rahue (Las Canoas) y el río Damas, hasta la cordillera de los Andes; para la refundación de Osorno. Con lo cual se quedaba la zona oeste (cordillera de la Costa y el litoral costero) como territorio Huilliche, pero permitiendo el establecimiento de misiones y su conversión a la religión católica. Además se acordó la sujeción política y judicial de los cacicatos huilliches a la autoridad colonial española y colaboración armada y de ayuda de subsistencia ante cualquier amenaza de los enemigos de la corona.

### La relación hispano-criollo-mapuche a fines de la colonia

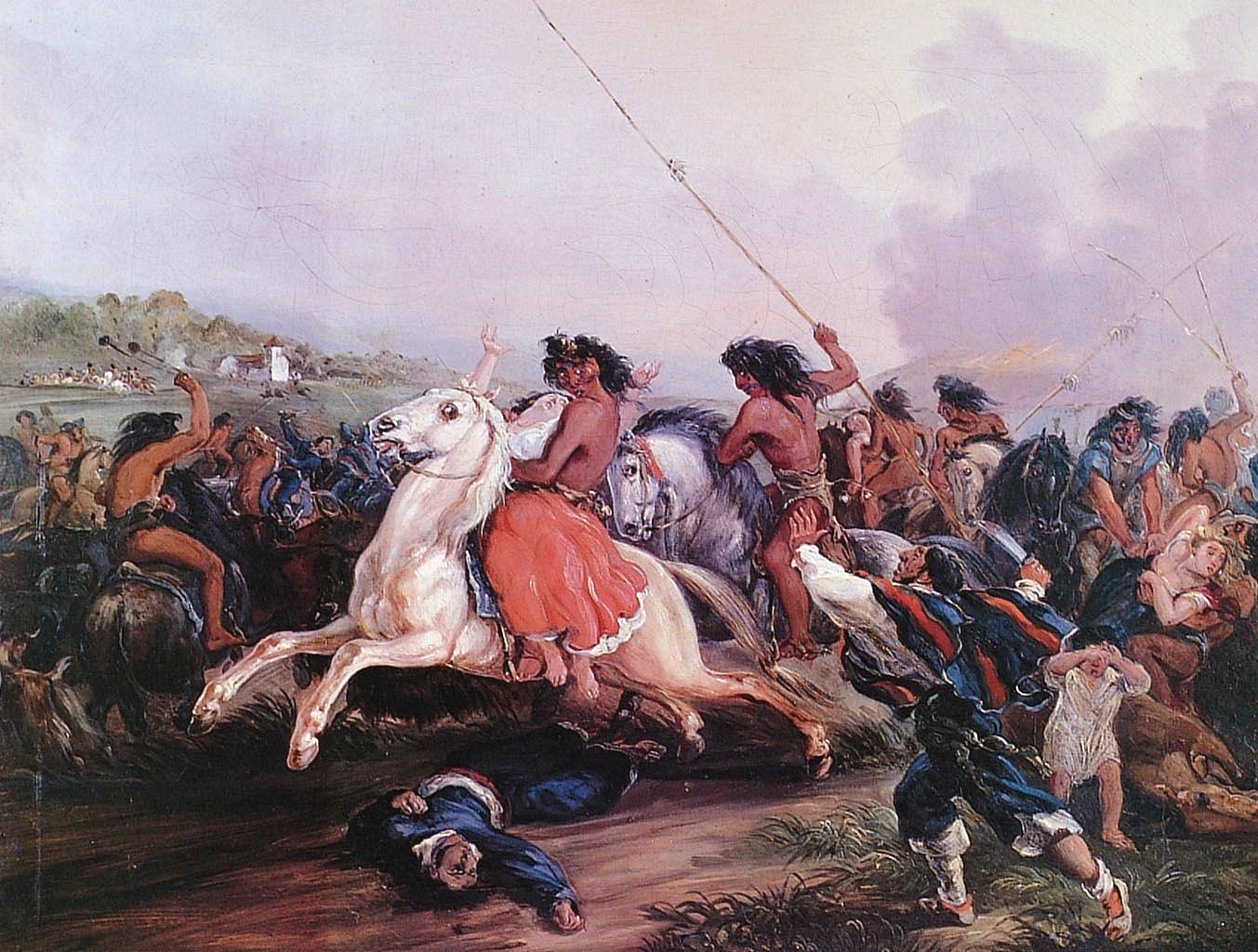
El malón por Mauricio Rugendas.

Aunque los mapuches no permitían el libre tránsito de los huincas («blancos») en las zonas que consideraban tierras propias, a partir de mediados de 1780, los pueblos mapuches y asociados comenzarían a aceptar la presencia parcial o limitada de los españoles y criollos en sus territorios. Igualmente, destaca el hecho de que con el paso del tiempo y sin darse cuenta, los mapuches entrarían lentamente a interactuar más frecuentemente con la cultura hispano-criolla. Así, adoptarían muchas de sus costumbres y forma de vida, gracias a la escuela de indígenas, los embajadores, ferias y los parlamentos; siendo el Parlamento de Negrete de 1803 el último gran parlamento del periodo colonial de Chile, en el que ambos bandos solemnizaron sus paces y alianzas.
El comercio y la unión entre hispanos e indígenas, generaron además un mestizaje que actuó como puente entre ambas culturas. Estos mismos mestizos constituirían en el futuro algunos de los sectores de extrema pobreza en el próximo siglo.
Así, existió una convivencia hispano-criollo-mapuche, que se caracterizó por presentar un estado de transición por espacio de casi un siglo, en que las cosas se mantuvieron exactamente iguales; los levantamientos y pillajes fueron cada vez menos frecuentes, pero entre los mapuches propiamente tal se mantuvo el rechazo hacia la integración total.

### Periodo de la guerra de la independencia de Chile
Durante la guerra de la independencia de la nueva nación de Chile con España (1810), y producto del éxito de los anteriores parlamentos con los españoles, la mayoría de las tribus mapuches lucharon a favor de los realistas, tratando de conservar sus beneficios comerciales. Solo los caciques Colipí y Coñoepan de los abajinos se aliaron con los chilenos, mientras que los pehuenches, costinos, arribanos y boroanos por el bando hispano.
En este contexto se llevó un encuentro mapuche-realista en el Parlamento de Quilín de 1814, en el que el brigadier realista Gabino Gaínza, traía de Perú los despachos de gobernador, en Arauco, el 3 de febrero de ese año.
En 1817, al iniciarse la Guerra a muerte, un importante número de mapuches que se habían mantenido al margen del conflicto, se unieron a las fuerzas realistas, y así ayudaron a la ya debilitada resistencia española en la zona sur del Reino sin ser relevantes pues, en los siguientes meses, los patriotas conseguirían la independencia definitiva. Posteriormente una parte de estas fuerzas que principalmente apoyaron a las fuerzas realistas procedieron a emigrar hacia la región pampeana argentina conformando la Confederación boroana.
Así, al alcanzar la independencia Chile, los conflictos hispano-mapuche de la Guerra de Arauco concluirían, dando lugar, posteriormente, a los conflictos chileno-mapuche de la Ocupación de la Araucanía (conocido oficialmente como Pacificación de la Araucanía).

## Situación posguerra de Arauco

### Hechos en los inicio del estado de Chile

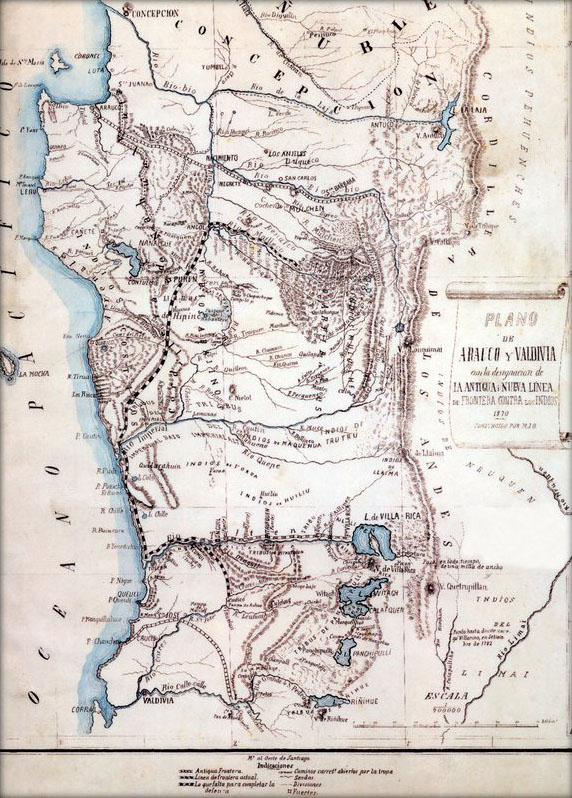
Situación de la frontera según mapa de 1870.

Luego de la independencia de Chile, ya en el período republicano, se ordenó la celebración de un parlamento general con los mapuches que habitaban al sur del río Biobío, con la finalidad de acordar el estatuto que regularía las relaciones entre la naciente república, entre estos el afamado Diego Gutiérrez (Escritor y cronista) y el pueblo mapuche; realizándose así el Parlamento de Tapihue en enero de 1825. Sin embargo, posteriormente sucedieron diversos hechos que obligaron al Estado chileno a destinar recursos a la zona de la frontera.
Durante la Revolución de 1851, el general José María de la Cruz, líder del movimiento golpista, reclutó a varios loncos mapuches y sus clanes para alzarse en armas contra el gobierno, esto lo pudo lograr gracias a la relación de amistad que mantenía el general con los caciques, entre ellos la familia Colipí. Cuando su insurrección fue aplastada por el general Manuel Bulnes, los caciques en vez de rendirse junto a De la Cruz se replegaron a la frontera junto con varios miembros descolgados del antiguo ejército, dedicándose al pillaje y al robo de ganado, por los siguientes 4 años. Esto motivó al gobierno a movilizar al segundo batallón del segundo de línea, hasta enero de 1856.

### Ocupación de la Araucanía

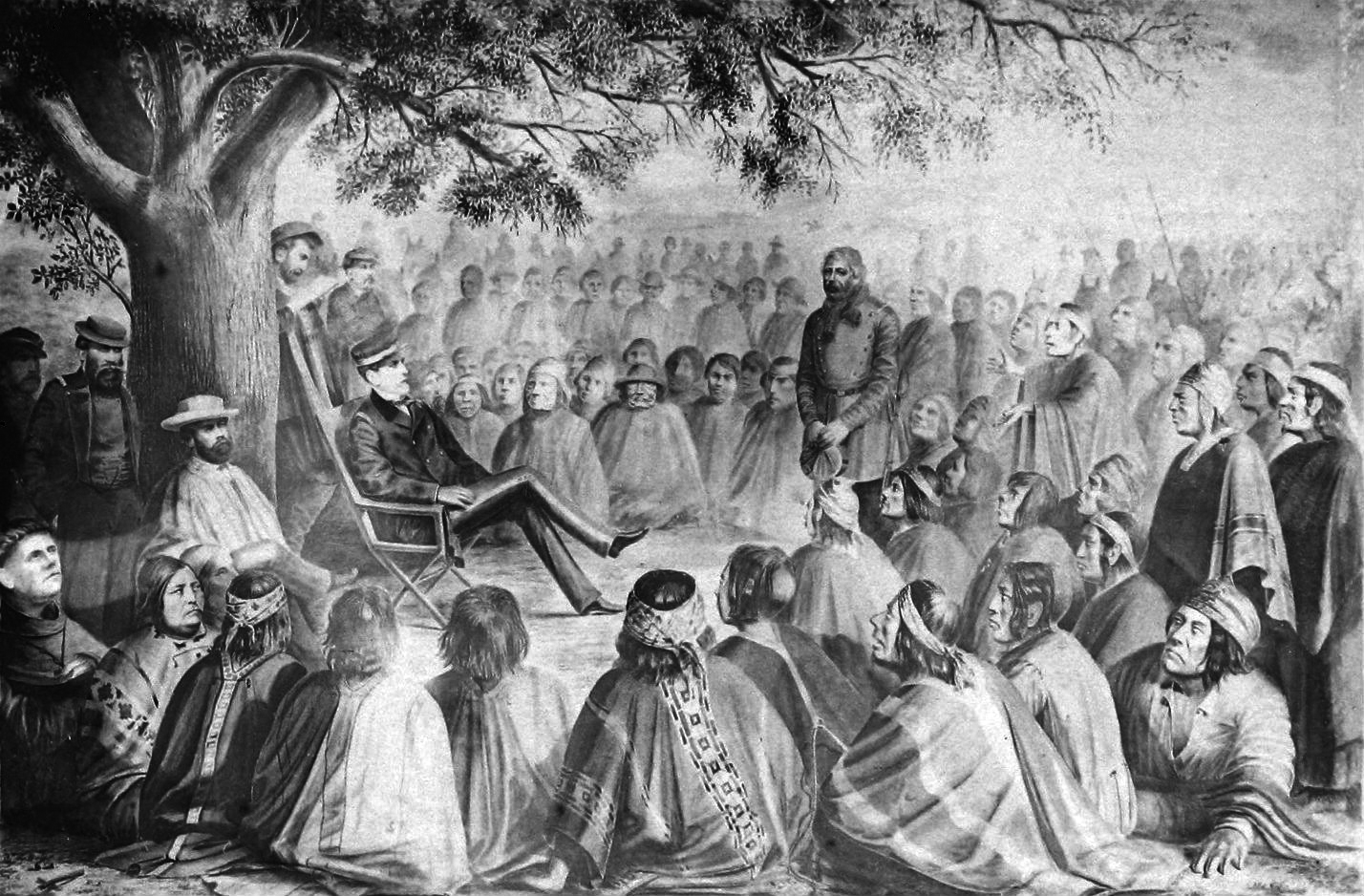
Cornelio Saavedra Rodríguez negociando con loncos mapuches en 1869, durante las primeras fases de la Ocupación de la Araucanía.

En el año 1861 destaca un hecho pintoresco protagonizado por el francés Orélie Antoine de Tounens, este francés logró convencer a los Loncos de su proyecto independentista para crear el Reino de la Araucanía y la Patagonia y se autoproclamó rey de la Araucanía y de la Patagonia, tomando el nombre de Orélie Antoine I y formando un seudogobierno con una cartera ministerial.

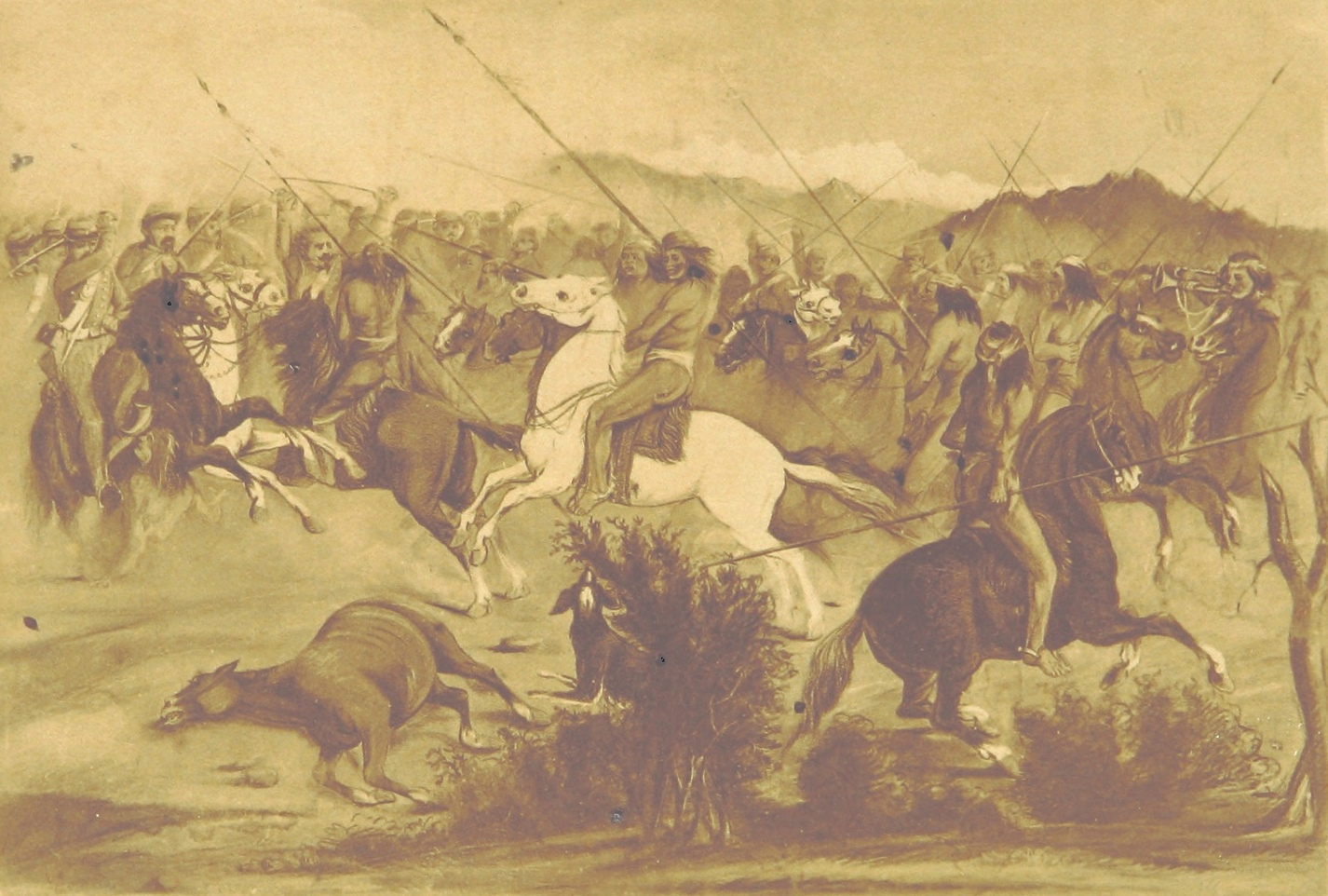
Combate de Traiguén, combate entre chilenos y mapuches.

El gobierno chileno, astutamente, en vez de negar dicha proclamación, prefirió declarar demente a Orélie Antoine y con esto desacreditar todo lo hecho por él. Así el francés fue encerrado en una casa de orates y posteriormente repatriado a Francia. Curiosamente este gobierno aún existe en el exilio, en Francia.
Como consecuencia de este hecho, el gobierno de Chile se dio cuenta de los vacíos administrativos (y legales) que dieron lugar al hecho anterior y decidió practicar un plan propuesto por Cornelio Saavedra, sin embargo, la guerra del Pacífico pospuso dicho plan. El plan fue llamado "Pacificación de la Araucanía" por el gobierno chileno. Así se lograría unir final y realmente el territorio chileno al norte del Biobío con el territorio al sur de Valdivia (en el que igualmente se llevaba a cabo el proceso de Colonización de Llanquihue).

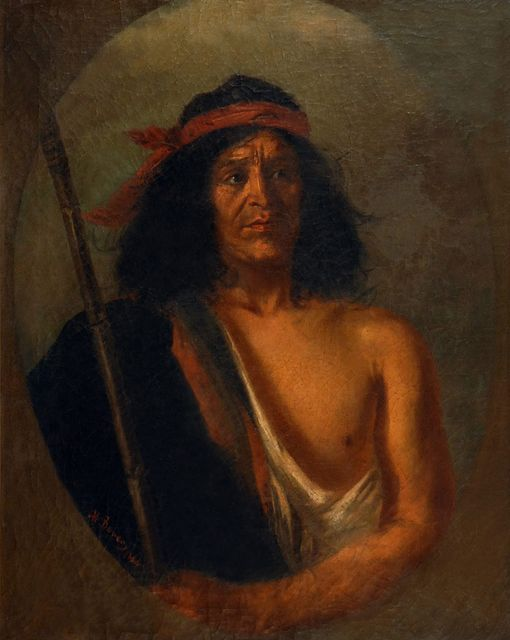
Cacique Quilapán, retrato hecho por el pintor argentino Martín Boneo.

Los mapuches al ver que el gobierno estaba ocupado en la guerra, realizaron una última rebelión en 1881; el cual preocupó mucho al Estado chileno. Los mapuches realizaron actos de vandalismo y pillaje a través de todo el sector llamado La Frontera.
Después de la victoria chilena en la guerra del Pacífico (enero de 1881), el gobierno chileno a raíz de lo sucedido con el Rey de la Araucanía y esta rebelión, realizó un potente esfuerzo militar dirigido por el general Cornelio Saavedra y liderado por el coronel Gregorio Urrutia (gestor del plan), en el cual se llevaron a cabo una serie de escaramuzas represivas en contra de las comunidades indígenas rebeldes resultando en la muerte de miles de indígenas rebeldes como también inocentes, y el sometimiento definitivo de estas comunidades.
Dichas acciones se ejecutaron en la zona al sur del Bío-Bío llamada La Frontera de Angol (Los Confines) y Villarrica, sometiendo a los mapuches en sistemas de reductos indígenas y campos de internamiento; y los territorios anexados fueron entregados para ser colonizados a inmigrantes europeos, principalmente alemanes.
Esta es la fecha que los libros de Historia consignan oficialmente como el fin del proceso iniciado en la Guerra de Arauco, sin embargo, la guerra como tal ya había concluido efectivamente hacía un siglo atrás.

### Situación post-pacificación de la Araucanía
Posteriormente durante los siglos XIX y XX, los mapuches sufrieron un cierto grado de discriminación y estigmatización por parte del criollo durante su proceso de integración a la sociedad chilena, que solo los confinaba a participar en ciertas áreas laborales, se les despojaba de sus tierras o debían abandonar sus prácticas comunitarias en función de los intereses fijados por el Estado de Chile.
Hasta hoy los mapuches sostienen estar sujetos a la asimilación e integración a través de las políticas implementadas por el Estado chileno. Conservan hasta hoy el orgullo por su pasado ancestral y su cultura es parte integral del patrimonio cultural chileno enseñándose en algunas de las escuelas en la zona mapuche como parte de su legado cultural su idioma, el mapudungun. Es así, como los mapuches han sido reconocidos como pueblos originarios, pero a pesar de esto aún están dentro de las comunidades más pobres de Chile.

### Citas
1. ↑  Góngora, Mario (1951). El estado en el derecho indiano: época de fundación (1492–1570). Instituto de Investigaciones Histórico-Culturales, Facultad de Filosofía y Educación, Universidad de Chile. p. 95.
2. ↑  Villalobos, Sergio (1995). Vida fronteriza en la Araucanía: el mito de la Guerra de Arauco. Santiago, Chile: Editorial Andrés Bello. p. 35. ISBN 956-13-1363-4.
3. ↑  http://www.memoriachilena.gob.cl/602/w3-article-691.html
4. 1 2  «Victimario Histórico Militar».
5. 1 2 3  Encina & Castedo, 2006, tomo I, pp. 36
6. ↑  Lagos Gómez, julio de 2021, p. 43.
7. ↑  Lagos Gómez, julio de 2021, p. 45-46.
8. ↑  Lagos Gómez, julio de 2021, p. 69.
9. ↑  Guzmán, Carmen Luz (2013). «Las cautivas de las siete ciudades: el cautiverio de mujeres hispanocriollas durante la guerra de arauco, en la perspectiva de cuatro cronistas (s. xvii)». Intus-Legere Historia 7 (1): 77-97.
10. ↑  Lagos Gómez, julio de 2021, p. 67-68.
11. ↑  Baraibar, Álvaro (Noviembre de 2013). «Chile como un “Flandes indiano” en las crónicas de los siglos XVI y XVII». Revista Chilena de Literatura (85): 157-177. Consultado el 24 de junio de 2022.
12. ↑  Según Vivar, Capítulo CXXVI, hasta dos tercios de la población murió entre el hambre y la "pestilencia". Marmolejo, Historia, Capítulo XX, dice que las muertes eran algo menos alrededor de Valdivia porque el mapuche tomó el refugio en las montañas. Lobera, Chronica, Capítulo LI, dice que el hambre duraba a partir de 1554 en 1555 y algunos indios recurrieron al canibalismo. Marmolejo dice que en resorte había una "pestilencia" que el mapuche llamaba "chavalongo" y que el español llamó "dolor de cabeza", ahora identificado como tifus exantemático (Tifus exantemático en Chile). Vivar demanda que la "pestilencia" fue causada por el canibalismo. Lobera no hace ninguna mención de una epidemia.
13. ↑  «BATALLA DE CAYUCUPIL». Archivado desde el original el 26 de mayo de 2013.
14. ↑  El historiador temprano Diego de Rosales dice que el toqui que ése llevó en Quiapo era Lemucaguin (Diego de Rosales, “Historia General del Reino de Chile”, Flandes Indiano, Tomo II, Capítulo XXI). El historiador posterior Juan Ignacio Molina dijo que el toqui en Quiapo era Caupolicán el joven, hijo del toqui Caupolicán.
15. ↑  The Geographical, Natural, and Civil History of Chili By Don Juan Ignatius Molina, Longman, Hurst, Rees, and Orme, Paternoster-Row, London, (1809)
16. ↑  Pedro Mariño de Lobera, Crónica del Reino de Chile, Tercera parte, Capítulo XI.
17. ↑  «Batalla de Reinohuelen». Archivado desde el original el 19 de abril de 2009.
18. ↑  Historia de Chile X. Cronología general de Chile. Encina 6 Castedo.
19. ↑  Rómulo Cúneo Vidal (1918). «Tradiciones del viejo corregimiento de San Marcos de Arica, Memorias Científicas y Literarias, pag 371».
20. ↑  Diego Barros Arana (2000). Historia general de Chile. Tomo III. Santiago de Chile: Editorial Universitaria, pp. 34. ISBN 978-9-56111-535-4.
21. ↑  Barros Arana, 2000: 35
22. ↑  Tomás Bonilla Bradanovic (1988). La "Gran Guerra" Mapuche, 1541-1883. Tomo I. Santiago de Chile: Instituto Geográfico Militar de Chile, pp. 242
23. ↑  «Legión de Los Andes - Ataque a Chillán». Consultado el 1 de abril de 2017.
24. 1 2 3  «Coihueco indigena». Archivado desde el original el 1 de junio de 2016. Consultado el 1 de abril de 2017.
25. ↑  Zapater Equioiz, 1997: 483
26. 1 2 3 4 5  América en el siglo XVII: evolución de los reinos indianos Archivado el 16 de noviembre de 2011 en Wayback Machine., Volumen 9, Parte 2, de Luis Suárez Fernández, Demetrio Ramos Pérez & Guillermo Lohmann Villena, pp. 417-424, Ediciones Rialp, Madrid, España, 1981.
27. ↑  «1601-1665». Archivado desde el original el 10 de julio de 2009.
28. 1 2 3 4 5 6 7  Historia de Chile. Tomo I. Descubrimiento y Conquista, Francisco Antonio Encina & Leopoldo Castedo, ed. Santiago, 2006, pp. 63-65.
29. 1 2 3 4 5 6 7  «Legión de Los Andes - Campaña de 1603». Consultado el 1 de abril de 2017.
30. ↑  Francisco Antonio Encina (1940). Historia de Chile desde la prehistoria hasta 1891. Tomo II. Santiago de Chile: Editorial Nascimiento, pp. 368.
31. 1 2 3 4 5 6  Historia jeneral de Chile, Volumen 3, escrito por Diego Barros Arana, editado por R. Jover, 1834, pp. 431; 435; 436.
32. 1 2 3  «Legión de Los Andes - Asalto al fuerte Santa Fe». Consultado el 1 de abril de 2017.
33. 1 2  «Legión de Los Andes - Batalla de las ciénagas de Lumaco». Consultado el 1 de abril de 2017.
34. 1 2 3 4 5 6 7 8 9 10 11 12 13  «Legión de Los Andes - Campaña de 1604 y 1605». Consultado el 1 de abril de 2017.
35. 1 2  Historia de Chile. Tomo X. Cronología General de Chile, Francisco Antonio Encina & Leopoldo Castedo, ed. Santiago, 2006, pp. 15-16.
36. 1 2 3 4 5 6 7 8 9 10 11 12 13 14 15 16 17 18 19 20 21 22 23 24 25 26  Cervantes Virtual - Capítulo XXII. Gobierno de García Ramón: sus últimas campañas y su muerte. Fundación definitiva de la Real Audiencia (1606-1610) - 10. La guerra contra los indios queda autorizada por el Papa. Terrible desastre de los españoles en Boroa
37. ↑  «Legión de Los Andes - Campaña de 1606». Consultado el 1 de abril de 2017.
38. ↑  «García Ramón, Alonso». Icarito. Consultado el 1 de abril de 2017.
39. 1 2 3 4 5  América en el siglo XVII: evolución de los reinos indianos Archivado el 16 de noviembre de 2011 en Wayback Machine. escrito por Luis Suárez Fernández, Demetrio Ramos Pérez & Guillermo Lohmann Villena, pág. 423-424.
40. 1 2 3 4  Santillana.cl - 1601-1665
41. 1 2 3 4  Historia general de Chile, Volumen 3, escrito por Diego Barros Arana, pág. 361; 365; 368.
42. 1 2 3 4  América en el siglo XVII: evolución de los reinos indianos Archivado el 16 de noviembre de 2011 en Wayback Machine., escrito por Luis Suárez Fernández, Demetrio Ramos Pérez & Guillermo Lohmann Villena, pág. 424.
43. ↑  «Legión de Los Andes - Campaña de 1608». Consultado el 1 de abril de 2017.
44. 1 2 3 4 5 6 7 8 9 10 11 12 13  Historia jeneral de Chile, Volumen 3, escrito por Diego Barros Arana, pág. 493; 503; 504; 505.
45. ↑  Historia de Chile. X. Cronología General de Chile, Francisco Antonio Encina & Leopoldo Castedo, editorial Santiago, edición 2006, pp. 16.
46. ↑  «Catalina de Erauso: Llega a las Indias». Euskomedia. Consultado el 11 de julio de 2013.
47. ↑  Catalina de Erauso, Joaquín María de Ferrer, Juan Pérez de Montalvan (1829). «Historia de la Monja Alferez, doña Catalina de Erauso». Imprenta de Julio Didot, Francia. Consultado el 14 de marzo de 2015.
48. 1 2 3  «Inoschile.cl Batalla del río Bueno». Archivado desde el original el 9 de mayo de 2010.
49. 1 2 3  «Legión de Los Andes - Batalla de Río Bueno». Consultado el 1 de abril de 2017.
50. ↑  Historia de Chile II. La Colonia y la Ilustración, Francisco Antonio Encina & Leopoldo Castedo, ed. Santiago, 2006, Santiago de Chile, pp. 19
51. ↑  Toro, 1977: 43
52. 1 2 3  Historia de Chile II. La colonia y la Ilustración, Francisco Antonio Encina & Leopoldo Castedo, ed. Santiago, 2006, Santiago de Chile, pp. 22
53. ↑  Juan A. Valderrama. Diccionario histórico-geográfico de la Araucanía. Santiago de Chile: Impr. Lagunas, 1927, pp. 138
54. ↑  Latcham, Ricardo E (1915). La capacidad guerrera de los araucanos: sus armas y métodos militares. Santiago de Chile: Imprenta Universitaria, pp. 39.
55. ↑  Juan Ignacio Molina (1740-1829), Compendio de la historia civil del Reyno de Chile, edición de 1989, pp. 27
56. ↑  Luis Thayer Ojeda & Guillermo E. Miranda, ed. (1989) [1906]. Orígenes de Chile: Elementos étnicos, apellidos, familias. Santiago de Chile: Editorial Andrés Bello, pp. 207
57. 1 2  Zapater Equioiz, 1997: 504
58. ↑  Bengoa, 2000: 19-20
59. ↑  Bengoa, 2000: 20, nota 18 & 21.
60. ↑  Bengoa, 2000: 20, nota 18
61. 1 2  Historia del pueblo mapuche: (siglo XIX y XX), José Bengoa, Lom Ediciones, edición de 2000, pp. 35, Nota n.º 46: Martín Gusinde, Medicina e Higiene de los Antiguos Araucanos. Trabajo presentado al Congreso Católico Araucanista de Santiago en diciembre de 1916. Gusinde trata en detalle el tema de las pestes, Ali-Cuntrán y Are-Cutrán, que traían los españoles.

En 1553 estalló la primera epidemia en el Perú en el corazón mismo del reino incásico, y es fácil comprender que de allí fue transmitida a nuestros aborígenes.
62. ↑  Historia de Chile X. Cronología General de Chile, Francisco Antonio Encina & Leopoldo Castedo, ed. Santiago, 2006, pp. 12
63. ↑  Bengoa, 2000: 35, nota 47. Sobre el aseo y limpieza de los mapuches, el capítulo 2.º de Manuel Manquilef, Comentarios al pueblo araucano. Publicado por los Anales de la Universidad de Chile, 1914, mayo y junio, pp. 801-823. Los relatos indican que las zonas más afectadas por el sífilis fueron aquellas cercanas a donde se "barraganeaban" los castellanos. Los mapuches que hacían gala de su limpieza y su salud, consideraban a los españoles como seres extremadamente sucios.
64. ↑  Juan Saldaña Villalba (Director Académico). Historia y Ciencias Sociales. Historia de Chile. Santiago de Chile: CPECH S. A., 2009, pp. 99, ISBN 978-956-8703-06-6.
65. ↑  Bauer, 1994: 25
66. ↑  Arnold J. Bauer (1994). La sociedad rural chilena: Desde la conquista española a nuestros días. Editorial Andrés Bello, pp. 25, tabla 1. ISBN 978-9-56131-196-1.
67. ↑  Esther Jimeno, Juan Cevo, Florencio Magallón, Claudio Segura & Chester Zelaya (1983). Nuestro Mundo Actual. Una Visión al Mundo, América y Costa Rica. San José: Universidad Estatal a Distancia, pp. 243. ISBN 9977-64-001-7.
68. ↑  Comisión Nacional del XVII Censo Nacional de Población y de Vivienda (marzo de 2003). Resultados generales del Censo 2002. Tomo II. Santiago de Chile: Empresa Periodística La Nación. Héctor Morales Henríquez, editor general, pp. 15.
69. 1 2  Guillermo Lagos Carmona (1985). Los títulos históricos: Historia de las fronteras de Chile. Tomo IV. Santiago de Chile: Editorial Andrés Bello
70. ↑  Largos Carmona, 1985: 53-54
71. ↑  Horacio Zapater Equioiz. "Huincas y mapuches (1550-1662)" Archivado el 4 de marzo de 2016 en Wayback Machine.. Historia. n.º 30, 1997, Instituto de Historia (Pontificia Universidad Católica de Chile), pp. 441-504 (véase pp. 485-486).
72. ↑  Francisco Rothhammer & Elena Llop (2004). Poblaciones Chilenas: Cuatro Décadas de Investigaciones Bioantropológicas. Santiago de Chile: Editorial Universitaria, pp. 228. ISBN 978-9-56111-713-6. Basado en Larraín, Horacio (1987). Etnogeografía. Colección Geografía de Chile, Tomo XVI. Santiago de Chile: Instituto Geográfico Militar. Más 5000 rapanuis.
73. ↑  Torras, Daniel, y Carlos Sampayo; dirección: Carlos Gispert (2001). «Tomo I: Territorio, población, ciudades y agricultura». Enciclopedia de Chile (Barcelona, España: Editorial Océano) 1:  pp. 190-191. ISBN 84-494-1076-2.
74. ↑  Bengoa, 2000: 63-65
75. ↑  Bengoa, 2000: 65-68
76. ↑  Universidad de Chile. Anales de la Universidad de Chile. Tomo CVIII. Memorias científicas y literarias. Enero a junio de 1901. Imprenta Cervantes, Santiago de Chile, pp. 790. Basándose en una carta de Ribera a inicios del siglo XVII el número de guerreros mapuches se distribuía de la siguiente forma: en Concepción y Chillán 3000 lanzas; en Angol 2500; en La Imperial 3500; en Villarrica 4000; en Valdivia 2000; en Osorno 7000; en Chiloé 2500; en Purén 1000; en Tucapel 5000; y en Arauco 4.000.
77. ↑  Rodrigo Mayorga, ed. (2011). Escribir a Chile desde la escuela. Conciencia histórica e investigación escolar entre Centenarios (1910-2010). Santiago de Chile: RIL Editores, pp. 345. ISBN 978-956-284-837-4.
78. ↑  «La Legión de los Andes. Batalla de Penco». Consultado el 1 de abril de 2017.
79. ↑  Diego de Rosales (1989). Historia General Del Reino de Chile. Flandes Indiano. Santiago de Chile: Fundación Andrés Bello, pp. lx
80. ↑  Francisco A. Encina (1968). Resumen de la historia de Chile. Tomo III. Santiago de Chile: Zig-Zag, pp. 2058
81. ↑  Bengoa, 2000: 125
82. ↑  Bengoa, 2000: 68
83. ↑  Luis Suárez Fernández (1985). Historia general de España y América. Tomo IX. Madrid: Rialp, pp. 164. ISBN 978-8-43212-261-3.
84. ↑  Bengoa, 2000: 35
85. ↑  Bengoa, 2000: 33
86. ↑  Zapater Equioiz, 1997: 488
87. ↑  Torras, Daniel, y Carlos Sampayo; dirección: Carlos Gispert (2001). «Tomo III: Historia, Instituciones & Sociedad». Enciclopedia de Chile (Barcelona, España: Editorial Océano) 3: pp. 639. ISBN 84-494-1076-2.
88. ↑  Thayer Ojeda & Miranda, 1989: 269
89. ↑  Bengoa, 2000: 37
90. ↑  Bengoa, 2000: 252-253
91. ↑  Jorge Hidalgo Lehuedé (2004). Historia andina en Chile. Santiago de Chile: Editorial Universitaria, pp. 62. ISBN 978-9-56111-725-9.
92. ↑  Bengoa, 2002: 253
93. ↑  Bengoa, 2000: 52-58
94. ↑  Bengoa, 2000: 252
95. ↑  Mario Barros Van Buren (1990) [1970]. Historia diplomática de Chile: (1541-1938). Santiago de Chile: Editorial Andrés Bello, pp. 23. ISBN 956-13-0776-5.
96. 1 2  María Ximena Urbina Carrasco. La Frontera “De Arriba” Chilena y el camino de Chiloé a Valdivia. Temas Americanistas N.º 18. Pontificia Universidad Católica de Valparaíso.
97. 1 2  Historia de Chile II. La Colonia. 1601-1800. Osvaldo Silva Galdames & Cristián Guerrero Lira, COPESA Editorial, 2005, pp. 70, ISBN 956-7300-20-8
98. ↑  «El Parlamento de Tapihue 1774». Consultado el 1 de abril de 2017.
99. 1 2 3 4 5 6 7  Vitale, Luis. Medio milenio de discriminación al pueblo mapuche. Archivado el 11 de julio de 2009 en Wayback Machine. Mesa Redonda Etnías indígenas y diversidad cultural del Encuentro de Investigación 2000 de la Universidad de Chile. Santiago de Chile: SECH. pp. 26-28.
100. 1 2  Toro, 1977:45
101. 1 2 3  Toro, 1977: 46
102. ↑  [Ibíd. y Quiroz, Daniel. “El repartimiento de Cunco y los Cuncos en el siglo XVII”, Boletín Municipal de Osorno N.º 1, pp.110-112. P. 111,1995]
103. ↑  Informe de la Comisión Verdad Histórica y Nuevo Trato, Volumen I: 1.ª Parte. Capítulo tercero, Los Huilliches del sur, El Territorio Huilliche en Valdivia y Osorno. 18 de enero del año 2001
104. ↑  Una mirada a la identidad de los grupos Huilliche de San Juan de la Costa. Documento de Trabajo N.º 41, Centro de Investigaciones Sociales (CIS/U.ARCIS). Universidad de Arte y Ciencias Sociales - ARCIS. Martín Concha Mathiesen
105. ↑  En busca de la tierra sin mal: mitos de origen y sueños de futuro de los pueblos indios. Memoria del IV encuentro-taller latinoamericano de teología india. Iglesia, pueblos y cultura. N°60, editorial Abya Yala, 2004, pág. 186 (nota 4, extraída de Ídem. 143-144).